# Carros de combate de la Unión Soviética
Este artículo aborda la historia y el desarrollo de los carros de combate de la Unión Soviética y su Estado sucesor, la Federación Rusa, desde su primer uso después de la Primera Guerra Mundial, pasando por el periodo de entreguerras, la Segunda Guerra Mundial, la Guerra Fría y la era moderna.

## Visión general
Tras la Primera Guerra Mundial (1914-1918), muchas naciones quisieron tener tanques, pero solo unas pocas disponían de los recursos industriales necesarios para diseñarlos y construirlos. Durante y después de la Primera Guerra Mundial, el Reino Unido y Francia fueron los líderes intelectuales en el diseño de tanques, y otros países generalmente seguían y adoptaban sus diseños. Esta ventaja inicial se perdería gradualmente durante la década de 1930 en favor de la Unión Soviética, que junto con Alemania comenzó a diseñar y construir sus propios tanques. El Tratado de Versalles había limitado considerablemente la producción industrial de Alemania. Por tanto, con el fin de eludir las restricciones del tratado, estas empresas industriales se asociaron con la Unión Soviética para producir y vender armas de forma legal y, junto con otros factores, crearon una infraestructura para producir tanques que más tarde dieron paso al famoso T-34 y otros tanques soviéticos.

## Historia

### Desarrollos generales que influyeron en el diseño de tanques soviéticos

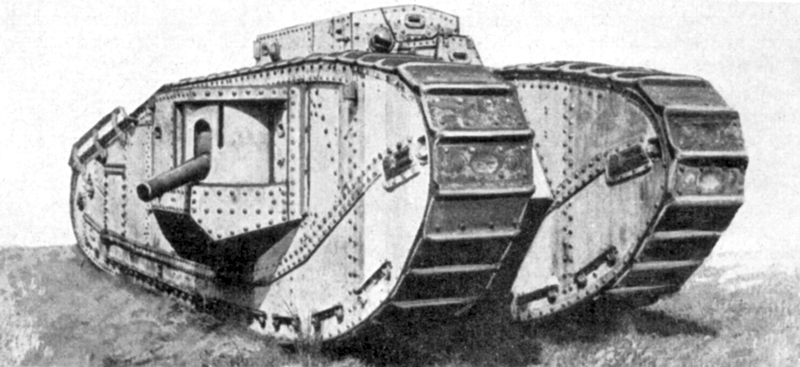
Tanque Mark VIII (Liberty)

La Rusia imperial había coqueteado con algunos diseños, como el Tanque del Zar, que fue desechado, y el Vezdekhod (Вездеход), que no pasó de ser un modelo de preproducción debido a problemas en el diseño.
Los diseños finales de los tanques de la Primera Guerra Mundial mostraron una serie de tendencias, como en el tanque Mark VIII de producción británica y estadounidense para los tanques pesados. Sin embargo, el Renault FT francés estableció el patrón de casi todos los tanques que lo siguieron: estos tanques solían tener orugas más bajas y chasis más compactos, y montaban sus armas en torretas. Tras la Gran Guerra, el Reino Unido mantuvo su dominación técnica en el diseño de tanques y los diseños británicos, sobre todo aquellos de Vickers-Armstrong, sentaron la base de muchos diseños de tanques soviéticos de los años treinta, como las series T-26 y BT. Diseños como el Vickers Medium Mk. II pusieron de relieve la torreta totalmente giratoria en la parte superior y el cañón de doble uso de 3 libras (que podía disparar proyectiles explosivos y antitanque), mientras que los transportes de ametralladoras Vickers Carden-Loyd influyeron en el concepto de la tanqueta, como el T-27 soviético.

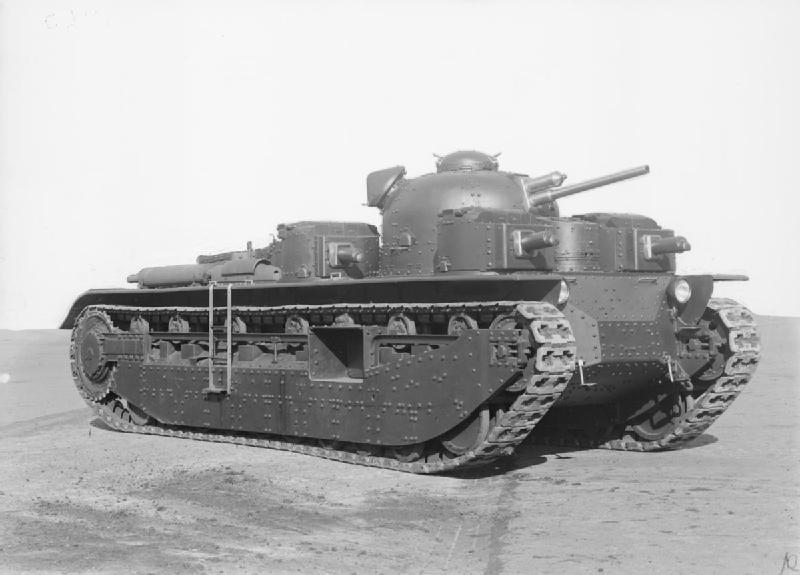
Vickers A1E1 «Independent»

Otro diseño notorio que influenció a los soviéticos fue el Vickers A1E1 Independent, un gran tanque pesado multitorreta fabricado en 1925. Su diseño influyó en el tanque pesado soviético T-35.
La guerra civil española demostró que los enfrentamientos tanque-tanque y tanque-cañón antitanque pasarían a ser un factor importante a tener en cuenta. Quedó claro que los tanques del futuro tendrían que estar fuertemente blindados y llevar cañones más grandes.
Los esfuerzos de la Unión Soviética en el diseño y la producción de tanques deben entenderse en el contexto de la experiencia de la guerra civil rusa y el crecimiento de la industria soviética. Durante la guerra civil, el uso de trenes blindados y trenes de artillería era común. Esto tendía a generar un mayor interés por los tanques y los vehículos blindados en comparación con algunos países occidentales. El rápido crecimiento de la industria pesada en la URSS bajo los planes quinquenales hizo posible la creación de una gran flota de tanques. Los soviéticos también invirtieron decenas de millones de dólares en equipo y tecnología de Estados Unidos para modernizar docenas de fábricas de automóviles y tractores, que más tarde pasarían a producir tanques y vehículos blindados. El entusiasmo de Iósif Stalin por la industrialización y la mecanización propulsó un agresivo programa de desarrollo militar, lo que se tradujo en el mayor y más amplio inventario de tanques de todas las naciones a finales de los años treinta.
En los Estados Unidos, J. Walter Christie había desarrollado una serie de tanques rápidos basados en su revolucionario sistema de suspensión Christie. Esto se combinó con unas relaciones potencia-peso muy elevadas, logradas gracias a la instalación de grandes motores aeronáuticos en sus tanques. Algunos de sus prototipos fueron adquiridos por la Unión Soviética y se convirtieron en los tanques BT y, finalmente, en vísperas de la Segunda Guerra Mundial, en el famoso T-34. La serie BT, a su vez, influyó en los diseños de los tanques crucero británicos, como el A-13 Cruiser Mk. IV, el Crusader y otros.
Los franceses fueron pioneros en el uso de métodos de fabricación con piezas fundidas de gran tamaño para fabricar manteletes de cañones, torretas y, finalmente, chasis enteros de tanques. El uso generalizado de torretas fundidas fue copiado por la URSS, que lideró la racionalización de los diseños para acelerar la producción, eliminando componentes innecesarios o pasos de fabricación que añadían poco valor, lo que más tarde se incorporaría a la producción en cadena de sus tanques, como el T-34.

#### Guerra civil rusa

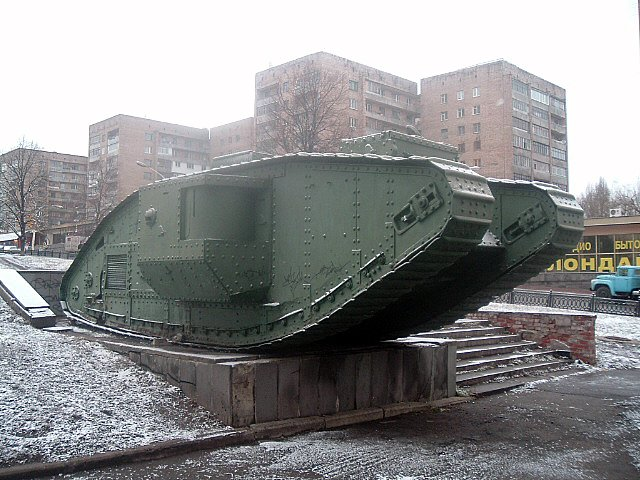
Tanque compuesto Mark V utilizado en la guerra civil rusa.

En la Rusia soviética, las llamadas fuerzas blindadas (броневые силы) precedieron a los Cuerpos de Tanques. Estaban formadas por unidades blindadas mecanizadas compuestas por vehículos blindados y trenes blindados.
El país no tenía sus propios tanques en aquel momento, pero sus fuerzas sí que se toparon con tanques Mark V. Varios tanques Mark V sirvieron en la intervención aliada en la guerra civil rusa en el bando de los rusos blancos. La mayoría fueron capturados y utilizados por el Ejército Rojo durante la guerra. Tres fueron reactivados en 1941 para usarse en la batalla de Stalingrado. En enero de 1918, el Ejército Rojo creó el Sóviet de Unidades Blindadas, más tarde renombrado a Dirección Blindada Central y luego a Dirección Blindada Principal.
Durante la guerra, la Fábrica de Máquinas de Nizhni Nóvgorod construyó trenes blindados, vagones blindados y armas para los buques de la Flotilla Militar del Volga. En 1920, la fábrica reacondicionó[cita requerida] catorce tanques Renault FT franceses calcinados[cita requerida] para el Ejército Rojo, los Russki Renos, y ensambló una única[cita requerida] copia nueva, bautizada «Libertador Lenin».

#### Periodo de entreguerras

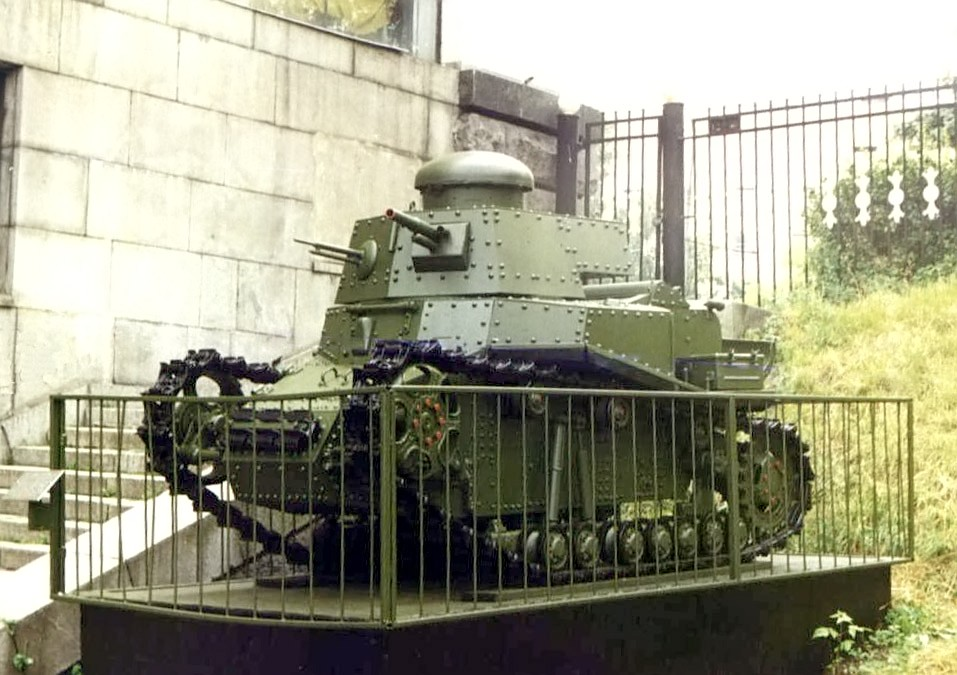
Tanque ligero T-18

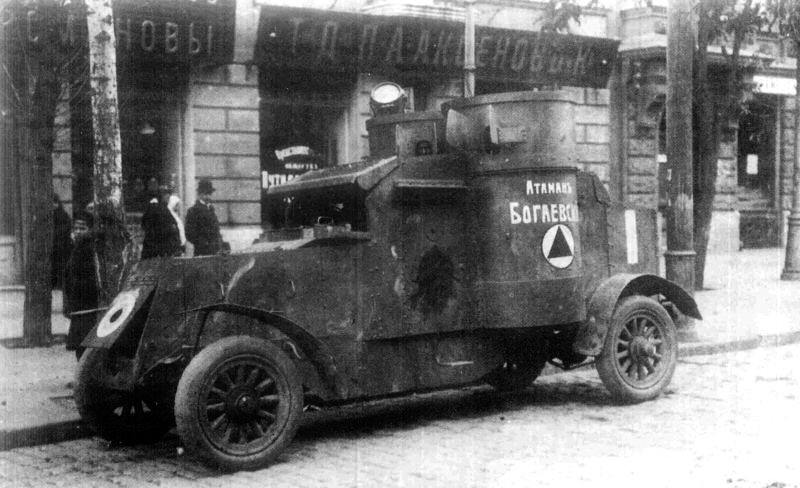
Automóvil blindado Austin de tercera serie utilizado por las fuerzas cosacas del Don, 1919.

Al principio, los tanques y automóviles blindados en manos soviéticas eran una mezcla de Renault FT capturados y algunos tanques británicos y Austin de fabricación británica abandonados en la guerra civil. El primer tanque convencional soviético, el T-18 (en ocasiones denominado MS-1), fue una copia bastante cercana del Renault FT francés, pero con una mejor suspensión y una torreta más grande.
En 1926, en virtud de un anexo secreto del Tratado de Rapallo, la Unión Soviética y Alemania crearon una escuela conjunta de tanques en Kazán, al oeste de los Urales, lo cual era ilegal según el Tratado de Versalles. Ambos países aprendieron mucho sobre el diseño y las tácticas de los tanques en esta iniciativa de cooperación. Los alemanes proporcionaron asesoramiento sobre la mecanización de la industria pesada soviética y ayudaron a desarrollar un sentido de profesionalidad en el Ejército Rojo. En 1928, la Unión Soviética comenzó la producción de los tanques MS-1 (donde M significa «pequeño» y S «convoy»). En 1929, fundó la Dirección Central para la Mecanización y Motorización del Ejército Rojo de Obreros y Campesinos. En ese momento, los tanques pasaron a formar parte del Cuerpo Mecanizado. A partir de 1929, se formó una brigada mecanizada experimental, que entrenaba y desarrollaba tácticas de armas combinadas con tanques extranjeros, automóviles blindados, tractores y camiones.

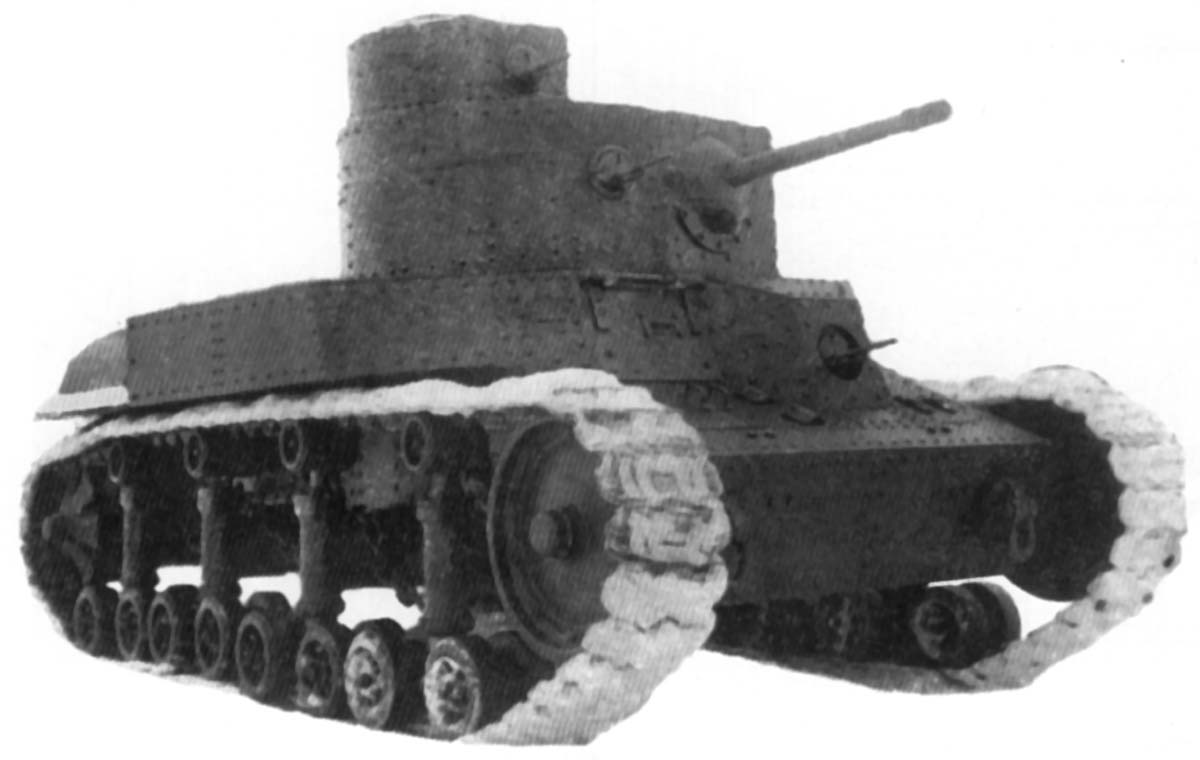
Tanque medio T-24.

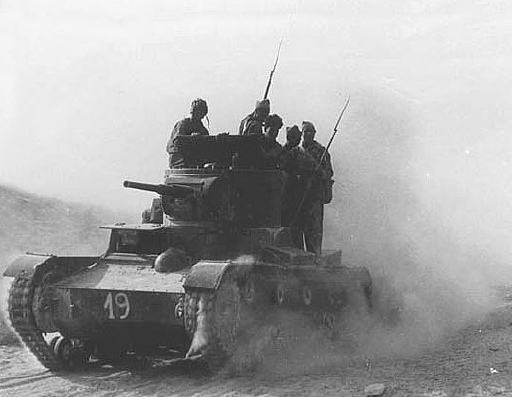
Un tanque T-26.

En 1928 se creó una oficina de diseño de tanques en la Fábrica de Locomotoras de Járkov (KhPZ), en Járkov, Ucrania soviética. El primer proyecto de tanque de la fábrica fue el T-12 (o T-1-12). Se trataba de una versión más grande del T-18, con un motor más potente. Al parecer, se desarrolló en paralelo al tanque ligero T-19, que también estuvo basado en el FT. El proyecto pasó a denominarse T-24, se completaron los trabajos para solucionar los problemas con la transmisión y el sistema de combustible y se diseñó una torreta más grande. Se llevaron a cabo las primeras pruebas, durante las cuales se comprobó que el rendimiento era satisfactorio, aunque el motor del prototipo se incendió y la torreta tuvo que trasladarse a un prototipo T-12 para seguir realizando pruebas. Solo se fabricaron veinticuatro unidades en 1931. Los T-24 estaban armados originalmente solo con ametralladoras, hasta que al año siguiente se instalaron cañones de 45 mm.
El T-24 resultó poco fiable y solo se utilizó para entrenamiento y desfiles. Aunque el tanque T-24 fue un fracaso, proporcionó a KhPZ su experiencia inicial en el diseño y la producción de tanques, que se aplicó mucho más satisfactoriamente al adoptar la producción de tanques Christie estadounidenses modificados como la serie de tanques BT a partir de 1931.
Basándose en una fuerza mixta de tanques extranjeros y prototipos importados, los soviéticos desarrollaron una gran capacidad de diseño y producción nacional. El tanque ligero T-26 estaba basado en el Vickers E (al igual que muchos otros tanques de la época), elegido tras superar en las pruebas a un derivado soviético del FT. En la primavera de 1930, el comité de compras soviético, bajo la dirección de Semión Guínzburg, llegó a Gran Bretaña para seleccionar tanques, tractores y automóviles que se utilizarían en el Ejército Rojo. El Vickers 6-ton fue uno de cuatro modelos de tanques seleccionados por los representantes soviéticos durante su visita a la empresa Vickers-Armstrong. En virtud del contrato firmado el 28 de mayo de 1930, la compañía entregó a la URSS quince tanques Vickers Mk. E con dos torretas (Tipo A, armado con dos ametralladoras Vickers de 7,71 mm), así como la documentación técnica completa para permitir la producción en serie del tanque en la URSS. La capacidad de las dos torretas del Tipo A de girar de forma independiente hacía posible disparar a la derecha y a la izquierda al mismo tiempo, cosa que se consideró ventajosa para atravesar atrincheramientos. Varios ingenieros soviéticos participaron en el ensamblaje de los tanques en la fábrica de Vickers en 1930.

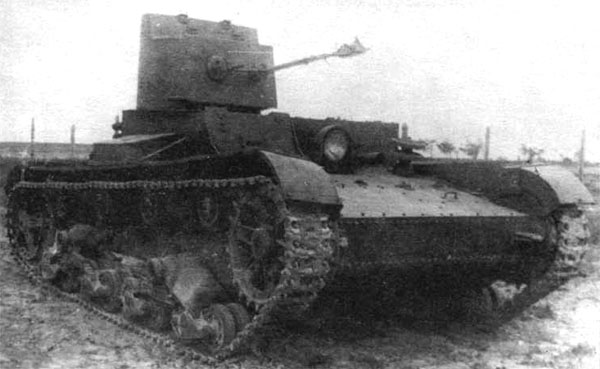
Tanque lanzallamas KhT-26. Este vehículo se fabricó en 1935 y se modernizó parcialmente entre 1938 y 1940, con la instalación de nuevas ruedas con bandas extraíbles y un faro blindado. Campo de pruebas de Kúbinka, 1940.

Los tanques Vickers 6-ton fueron designados V-26 en la URSS. En enero de 1931, tres tanques británicos fueron sometidos satisfactoriamente a pruebas de capacidad todoterreno en el pequeño campo de pruebas situado cerca de Moscú, en la colina Poklónnaya. En agosto de 1931 se probó la resistencia al fuego de un chasis de tanque. Kliment Voroshílov ordenó la creación de la «Comisión Especial para los Nuevos Tanques del Ejército Rojo (RKKA)» bajo la dirección de S. Guínzburg para definir el tipo de tanque idóneo para el Ejército Rojo. El tanque ligero de infantería T-19 de 8 toneladas, desarrollado por S. Guínzburg en el marco de este programa en la fábrica Bolshevik de Leningrado, fue un rival teórico del Vickers 6-ton británico. El primer prototipo del complejo y costoso T-19 no se terminó hasta agosto de 1931. Dado que ambos tanques tenían ventajas y desventajas, S. Guínzburg propuso desarrollar un tanque híbrido más poderoso (el llamado T-19 «mejorado») con el casco, el motor doméstico y el armamento del T-19 nacional y la transmisión y el chasis del Vickers 6-ton británico. El 13 de febrero de 1931, el tanque ligero de infantería Vickers 6-ton, designado T-26, entró oficialmente en servicio en el Ejército Rojo como el «tanque principal para apoyo cercano de unidades de armas combinadas y unidades acorazadas de la reserva del alto mando».

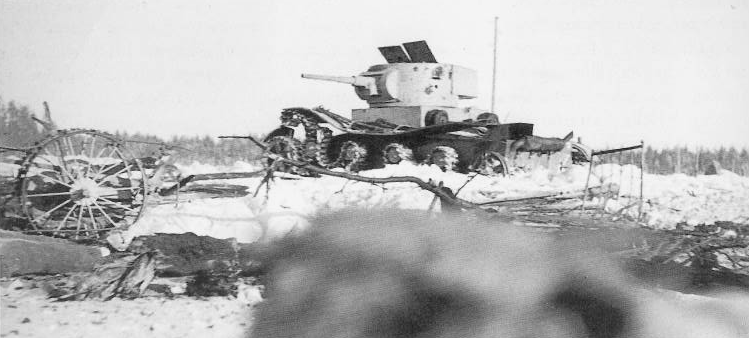
Tanque soviético T-26 destruido por una carga concentrada finlandesa durante la guerra de Invierno.

En los años treinta se desarrollaron en la URSS más de 50 modificaciones distintas y vehículos experimentales basados en el chasis del tanque ligero de infantería T-26, 23 modificaciones de las cuales entraron en producción en serie. La mayoría fueron vehículos blindados de combate: tanques lanzallamas, tractores de artillería, tanques radiocontrolados (teletanques), vehículos de ingeniería militar, cañones autopropulsados y transportes blindados de personal. Los tanques lanzallamas supusieron el 12 % de la producción en serie de tanques ligeros T-26. Las siglas «OT» (Ognemetni Tank, que significa «tanque lanzallamas») solo aparecieron en la literatura de la posguerra; estos tanques se llamaron originalmente «KhT» (Jimícheski Tank, que significa «tanque químico») o «BKhM» (Boyevaya Jimícheskaya Mashina, que significa «vehículo de combate químico») en documentos de los años treinta. Todos los tanques químicos (lanzallamas) basados en el chasis del T-26 (KhT-26, KhT-130, KhT-133) fueron designados BKhM-3. Estos vehículos estaban pensados para la contaminación química de áreas, cortinas de humo y lanzamiento de llamas.

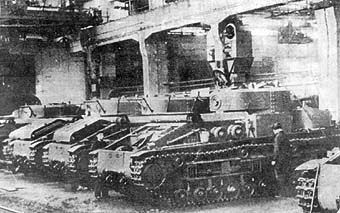
Producción del T-28.

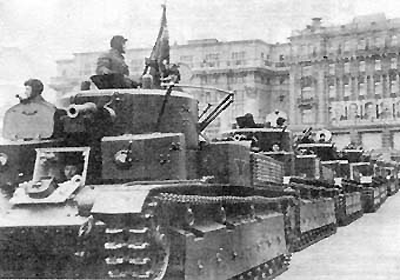
El tanque medio multitorreta T-28. El T-28 fue el primer tanque medio moderno producido en serie.

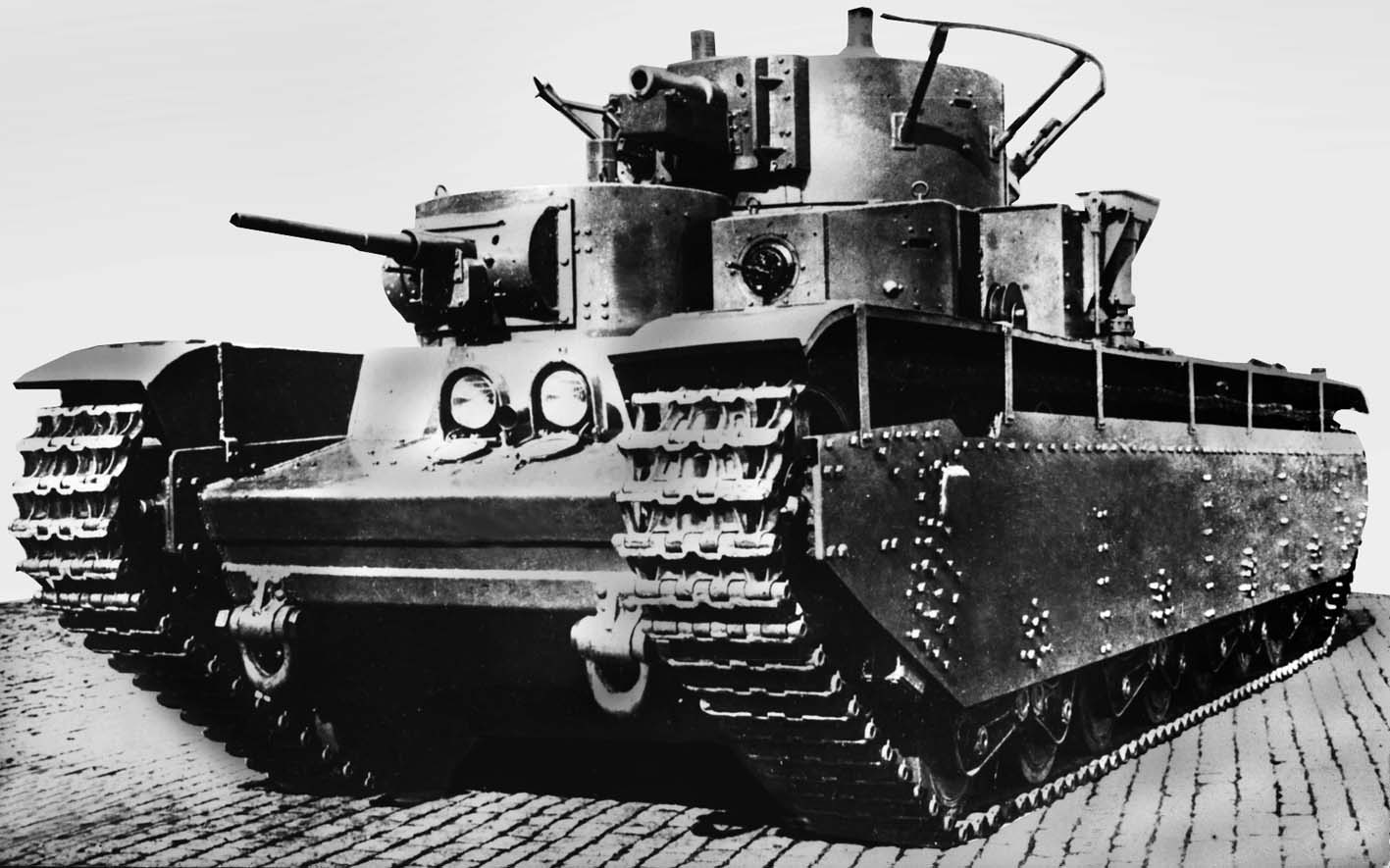
Tanque T-35.

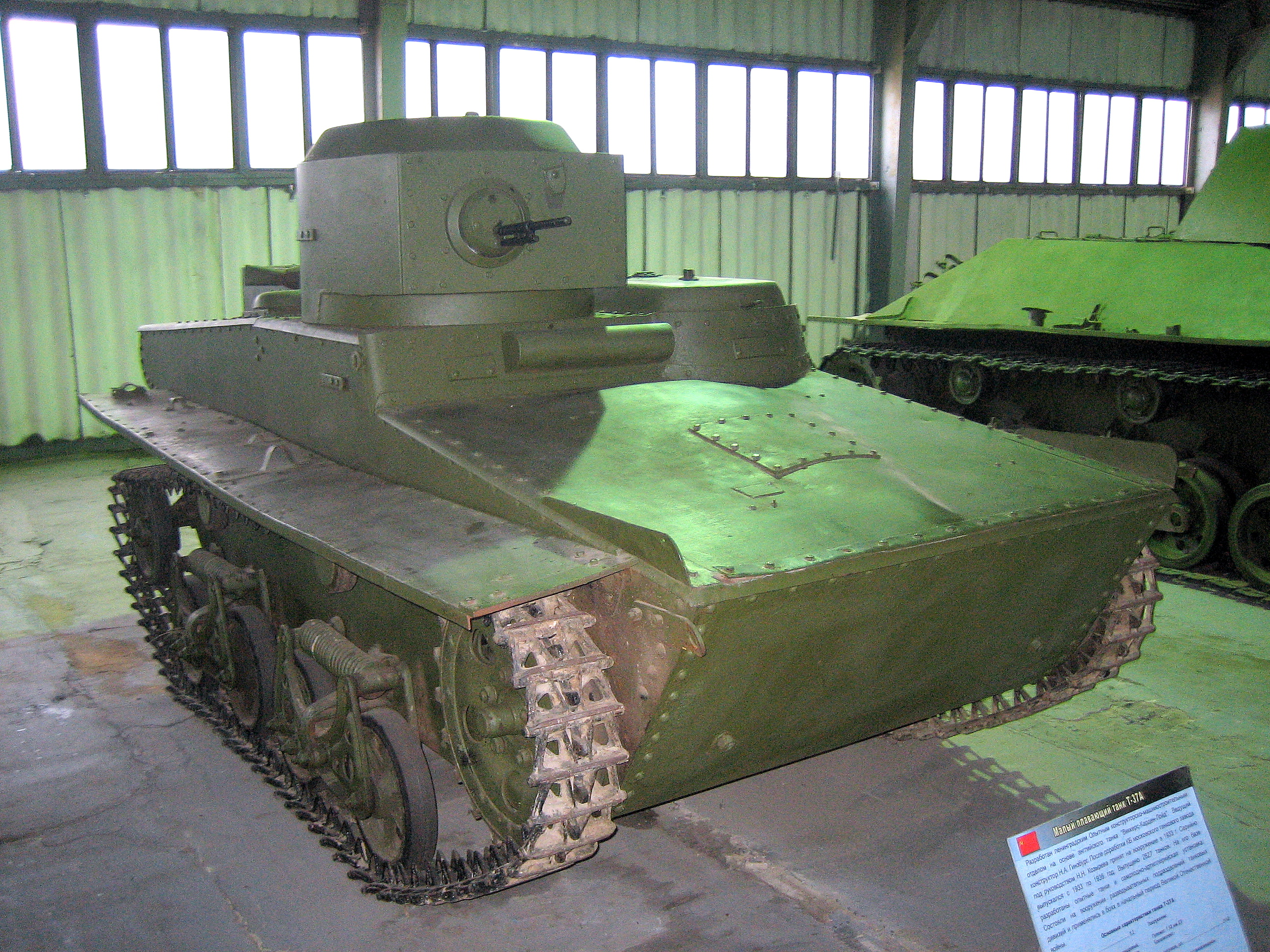
Tanque anfibio T-37А.

Los soviéticos compraron algunos prototipos de tanque estadounidenses Christie M1930, a partir de los cuales desarrollaron la serie BT de tanques rápidos. También desarrollaron el tanque medio multitorreta más pesado T-28 y el inmenso T-35 (también multitorreta), que seguían las líneas de diseño del Vickers A1E1 Independent experimental producido por Vickers para los británicos, pero no adoptado. El T-28 también se vio muy influenciado por el A1E1 Independent. La Fábrica Kírov de Leningrado empezó a fabricar el tanque T-28 en 1932. El tanque T-28 fue aprobado oficialmente el 11 de agosto de 1933. El T-28 contaba con una gran torreta con un cañón de 76,2 mm y dos torretas más pequeñas con ametralladoras de 7,62 mm. Se fabricaron un total de 503 tanques T-28 a lo largo de un periodo de ocho años, desde 1933 hasta 1941. Los soviéticos también construyeron una variante de la tanqueta Carden-Loyd, adquirida bajo licencia del Reino Unido en 1930, como vehículo de reconocimiento.

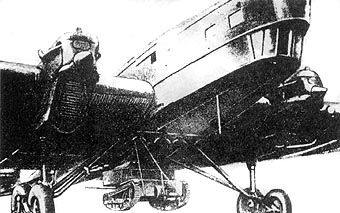
Un bombardero TB-3 transportando un T-27.

Los soviéticos no quedaron del todo satisfechos con el diseño Carden-Loyd y realizaron una serie de cambios antes de ponerlo en producción en cadena con la designación T-27. En comparación con el original británico, el chasis era mayor, se mejoró el tren de rodaje y se modificó el afuste para aceptar una ametralladora DT de 7,62 mm de fabricación soviética. La tanqueta fue aceptada para el servicio el 13 de febrero de 1931. El principal uso del T-27 durante su vida de servicio fue como vehículo de reconocimiento, y se usó en las repúblicas soviéticas de Asia Central durante los años treinta en campañas contra los Basmachí. Sin embargo, no tardaron en quedar obsoletos debido a la introducción de tanques más avanzados. La tanqueta también estaba diseñada para ser aerotransportada. En 1935, los soviéticos experimentaron con el transporte aéreo de los T-27, suspendiéndolos bajo los fuselajes de los bombarderos Túpolev TB-3.
En abril de 1931, Vickers-Armstrong llevó a cabo varias pruebas satisfactorias de tanques ligeros flotantes en presencia de la prensa. Esos primeros modelos fueron desarrollados como prototipos por Carden-Loyd Tractors, Ltd., lo que llamó la atención del Departamento de Motorización y Mecanización del RKKA (UMMRKKA), ya que el pequeño tanque se adaptaba bien a las nuevas políticas de armamento del Ejército Rojo, además de poder sustituir a la antigua tanqueta T-27. Los ingenieros soviéticos revisaron el prototipo y más tarde pudieron adquirir algunos, y se estableció el programa «Selezen» («pato») con el fin de construir un tanque anfibio similar con un diseño basado en el del prototipo británico. El T-33 se construyó en marzo de 1932 y mostró una buena flotabilidad durante las pruebas. Sin embargo, el T-33 no funcionó satisfactoriamente en otras pruebas. Continuaron el desarrollo de un tanque anfibio más adecuado y designaron su último modelo T-37. Incluso antes de que terminara 1932, el alto mando del Ejército Rojo tenía previsto encargar 30 T-37A, como habían pasado a designarse, pero la producción se vio plagada de problemas y, para el 1 de enero de 1934, solo se habían fabricado 126 T-37A. El tanque se fabricó en cadena desde 1933 hasta 1936, cuando fue sustituido por el más moderno T-38. En total, tras cuatro años de producción, se fabricaron 2552 T-37A, incluidos los prototipos originales. En el Ejército Rojo se utilizaron para realizar tareas de comunicación, reconocimiento, como unidades de defensa en marcha, así como para apoyar activamente a la infantería en el campo de batalla. El T-37A se usó en grandes cantidades en la invasión soviética de Polonia y en la guerra de Invierno contra Finlandia. También se produjo el tanque anfibio T-41; su chasis se tomó en parte del T-33 y sus orugas procedían íntegramente del tanque T-27.
El tanque pesado multitorreta T-35 también presentaba defectos, por lo que los diseñadores soviéticos comenzaron a trabajar en su sustituto. El T-35 se ajustaba a la idea de los años veinte de un «tanque de avance», con una gran potencia de fuego y blindaje, pero con poca movilidad. La guerra civil española puso de manifiesto la necesidad de un blindaje mucho más pesado en los tanques, lo que influyó de manera decisiva en el diseño de los tanques soviéticos justo antes de la Segunda Guerra Mundial.
De los tanques producidos entre 1930 y 1940, el 97 % fueron copias idénticas de diseños extranjeros o mejoras muy estrechamente relacionadas. Cabe destacar que la principal mejora que los diseñadores soviéticos introdujeron en estos diseños extranjeros fue un aumento de la potencia de fuego.

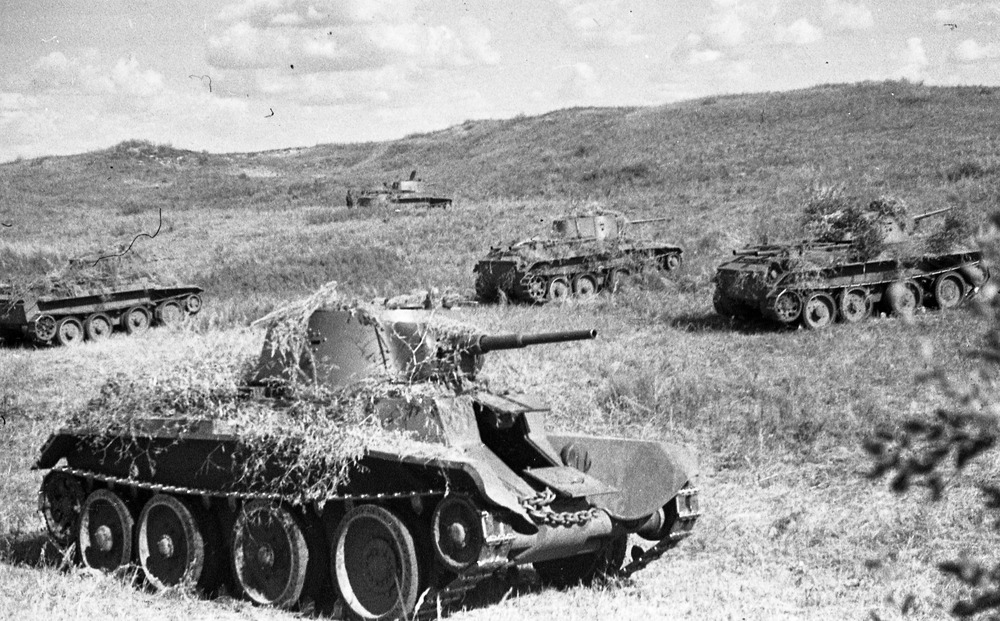
Tanques BT-7.

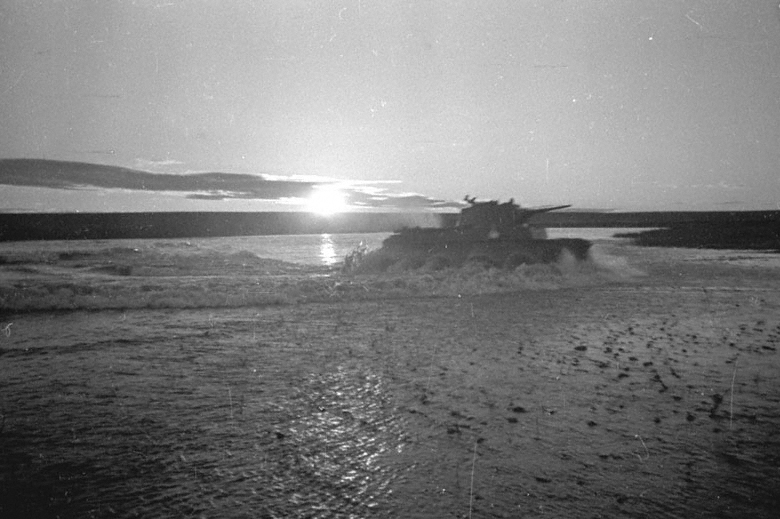
Un tanque BT-7 de la URSS cruza el río Jaljin Gol.

BT-7M sobre ruedas.

Para 1935, el Ejército Rojo «poseía más vehículos blindados y más unidades de tanques que el resto del mundo combinado». Pero entre 1937 y 1941, el cuerpo de oficiales del Ejército Rojo, las oficinas de diseño de blindados y la dirección de las fábricas quedaron devastados por la Gran Purga de Stalin. Aproximadamente 54 000 oficiales fueron reprimidos. Los conocimientos militares se estancaron por completo y la producción de vehículos blindados se redujo drásticamente (aunque siguió siendo la mayor del mundo). El entrenamiento y la presteza se desplomaron a niveles muy bajos. Esta represión continuó hasta la víspera de la guerra.
Los conflictos fronterizos soviético-japoneses (1935-1939) por la frontera de Manchuria brindaron a los soviéticos la oportunidad de emplear tácticas con sus fuerzas blindadas que demostrarían ser útiles en la próxima guerra, cuando el general Gueorgui Zhúkov desplegó aproximadamente 50 000 tropas soviéticas y mongolas del 57.º Cuerpo Especial para defender el centro de la línea en la orilla este de la batalla de Jaljin Gol, y luego cruzó el río con tanques BT-7 y unidades blindadas, artillería en masa y cobertura aérea. Una vez los japoneses estaban inmovilizados por el avance de las unidades centrales soviéticas, los tanques y las unidades blindadas avanzaron por los flancos y atacaron a los japoneses por la retaguardia, logrando un clásico doble embolsamiento, lo que permitió que las dos alas de las unidades blindadas de Zhúkov se unieran, rodeando y atrapando a la 23.ª División japonesa. La batalla se saldó con la destrucción total de las fuerzas japonesas, utilizando tácticas que Zhúkov emplearía más tarde con sus tanques contra las fuerzas alemanas.
Sin embargo, durante la batalla de Jaljin Gol, los tanques BT demostraron ser vulnerables a los equipos de espacios cerrados japoneses (escuadrones cazacarros), que iban armados con «cócteles molotov» (botellas incendiarias). Los tanques ligeros BT-5 y BT-7 soviéticos, que habían estado operando a más de 37 grados de temperatura en las llanuras de Mongolia, se incendiaban fácilmente cuando un cóctel molotov prendía fuego a sus motores de gasolina. El general Zhúkov señaló en su informe a Stalin que sus «tanques BT eran un poco propensos a incendiarse».

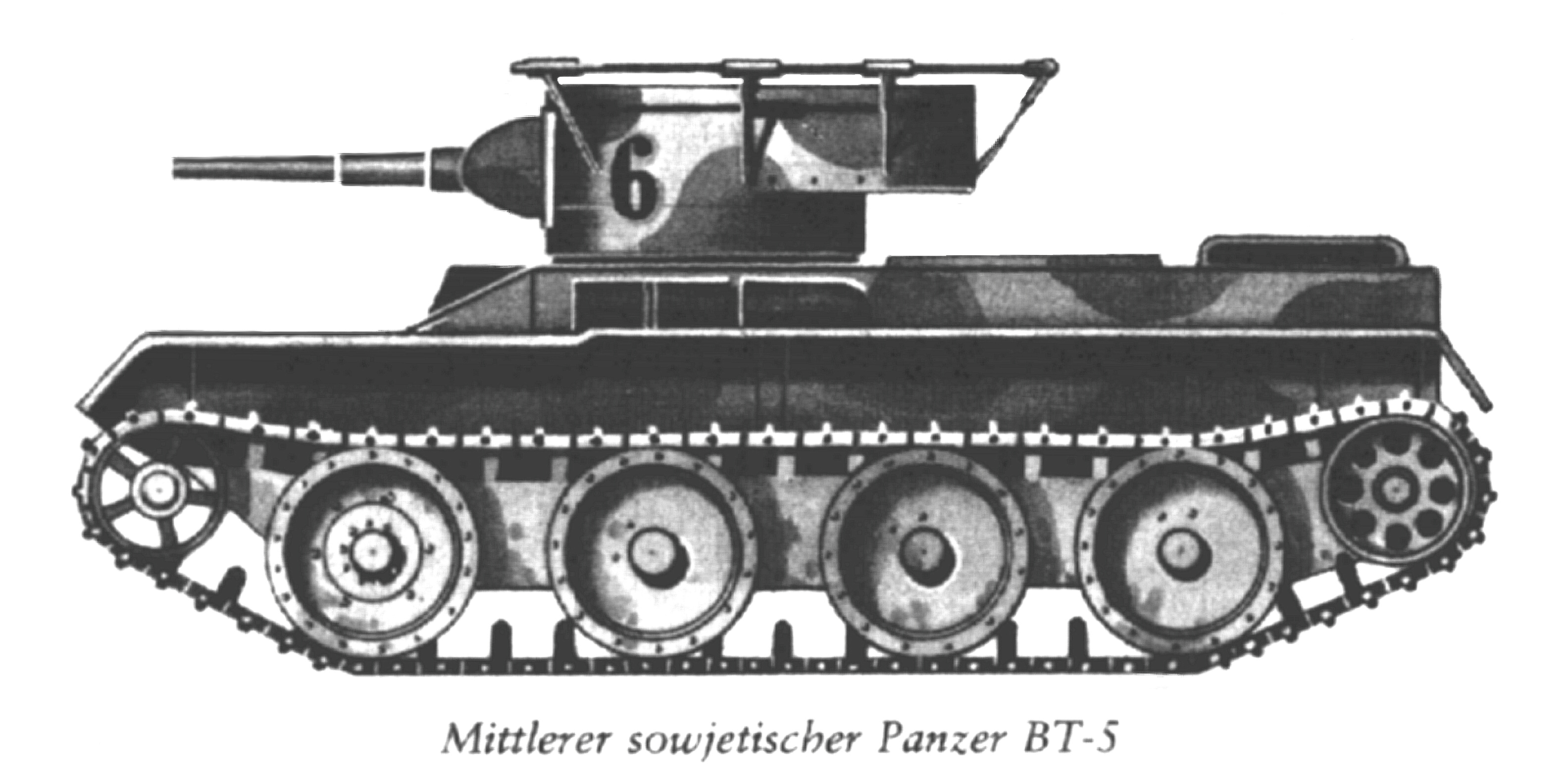
El tanque ligero BT-5; la serie BT condujo al desarrollo del T-34.

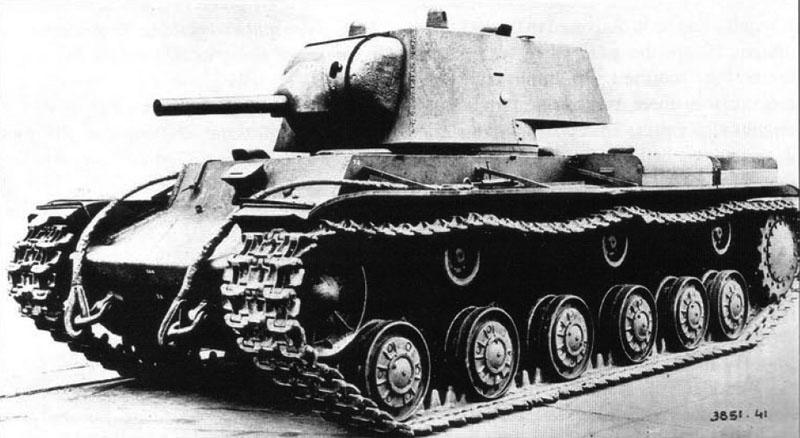
KV-1 Modelo 1939.

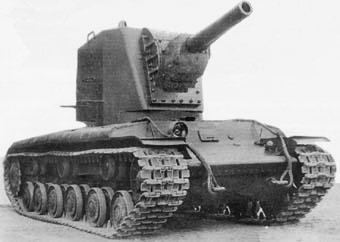
El tanque de artillería pesada KV-2.

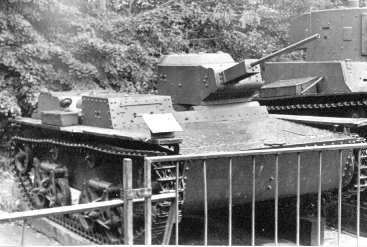
Tanque de reconocimiento anfibio T-38 armado con un cañón de 20 mm.

Uno de los principales diseños competidores del tanque T-35 fue el SMK, que redujo el número de torretas de las cinco del T-35 a dos, montando la misma combinación de armas de 76,2 mm y 45 mm. Sin embargo, cuando se encargaron dos prototipos, se decidió crear uno con una sola torreta, pero con más blindaje. Este nuevo tanque de una sola torreta fue el KV. El chasis más pequeño y la torreta única permitieron al diseñador instalar un blindaje frontal y de torreta pesado, manteniendo el peso dentro de límites manejables.

#### Segunda Guerra Mundial

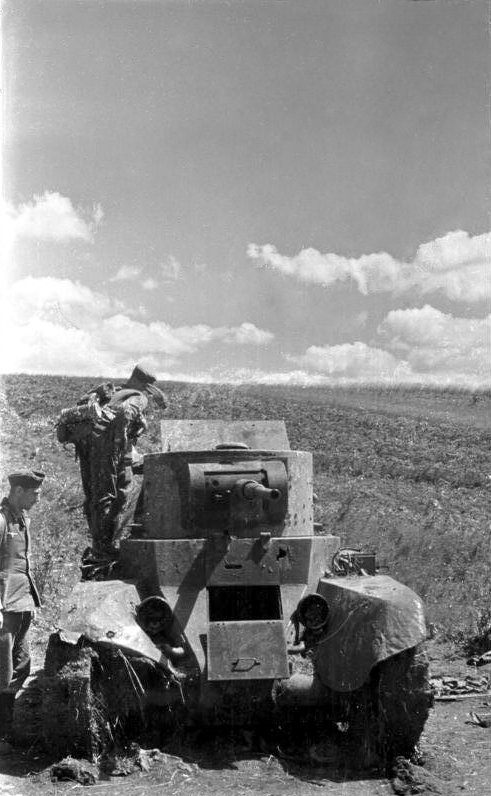
Soldados alemanes examinando un tanque BT soviético abandonado.

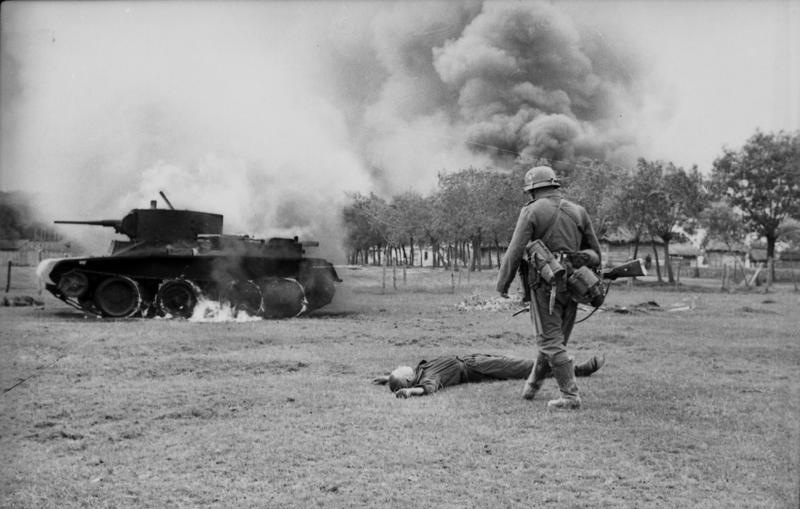
Junio de 1941. Soldado de infantería alemán frente a un tanquista ruso caído y un tanque ligero BT-7 en llamas en el sur de la Unión Soviética durante los primeros días de la Operación Barbarroja.

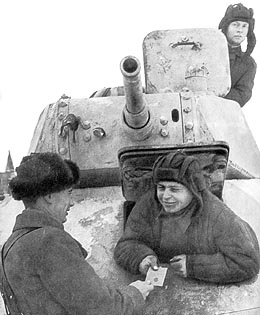
Tanque ligero T-50 de cerca.

La participación de unidades «voluntarias» soviéticas en la guerra civil española fue decisiva en la formación de diseños de tanques soviéticos para la Segunda Guerra Mundial. Los tanques soviéticos dominaron a sus rivales extranjeros en España debido a su potencia de fuego, pero su fino blindaje, en común con la mayoría de tanques de la época, los volvía vulnerables a los nuevos cañones antitanque remolcados que se estaban proporcionando a las unidades de infantería. Este hallazgo condujo directamente a una nueva generación de tanques soviéticos. En 1939, los modelos de tanques soviéticos más numerosos eran el tanque ligero T-26 y la serie BT de tanques rápidos.

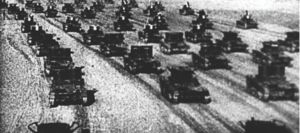
Tanques T-26 (construidos en 1933 con dos torretas) de la 133.ª Brigada del 45.º Cuerpo Mecanizado (distrito militar de Kiev). «Grandes maniobras de Kiev». Septiembre de 1935. Nótese la franja blanca en algunas torretas.

En vísperas de la Segunda Guerra Mundial, el Ejército Rojo contaba con alrededor de 8500 T-26 de todas las variantes. El T-26 era un tanque ligero lento pensado para el apoyo a la infantería, diseñado originalmente para seguir el ritmo de los soldados sobre el terreno. Los tanques BT eran tanques ligeros rápidos diseñados para luchar contra otros tanques, pero no contra infantería. Ambos tenían un blindaje fino, resistente a las armas ligeras pero no a los fusiles antitanque ni a los cañones antitanque de 37 mm, y sus motores de gasolina (comúnmente utilizados en los diseños de tanques de todo el mundo en aquella época) eran propensos a incendiarse «a la menor provocación». Se inició el desarrollo de varios diseños de tanques para encontrar un sustituto, como el tanque ligero T-50, destinado a sustituir al tanque de infantería T-26. En la planificación previa a la guerra, el T-50 estaba destinado a convertirse en el tanque soviético más numeroso, operando junto con el tanque ligero BT. El sofisticado T-50 se desarrolló teniendo en cuenta la experiencia adquirida en la guerra de Invierno y las pruebas soviéticas del tanque alemán Panzer III. Sin embargo, debido a problemas técnicos, solo se fabricaron un total de 69 tanques T-50 (solo 48 de ellos armados), y fueron sustituidos por los tanques ligeros T-60, mucho más sencillos. Mientras tanto, se estaba diseñando un sustituto para los tanques ligeros BT que se convertiría en el tanque medio T-34, muy capaz y económico.

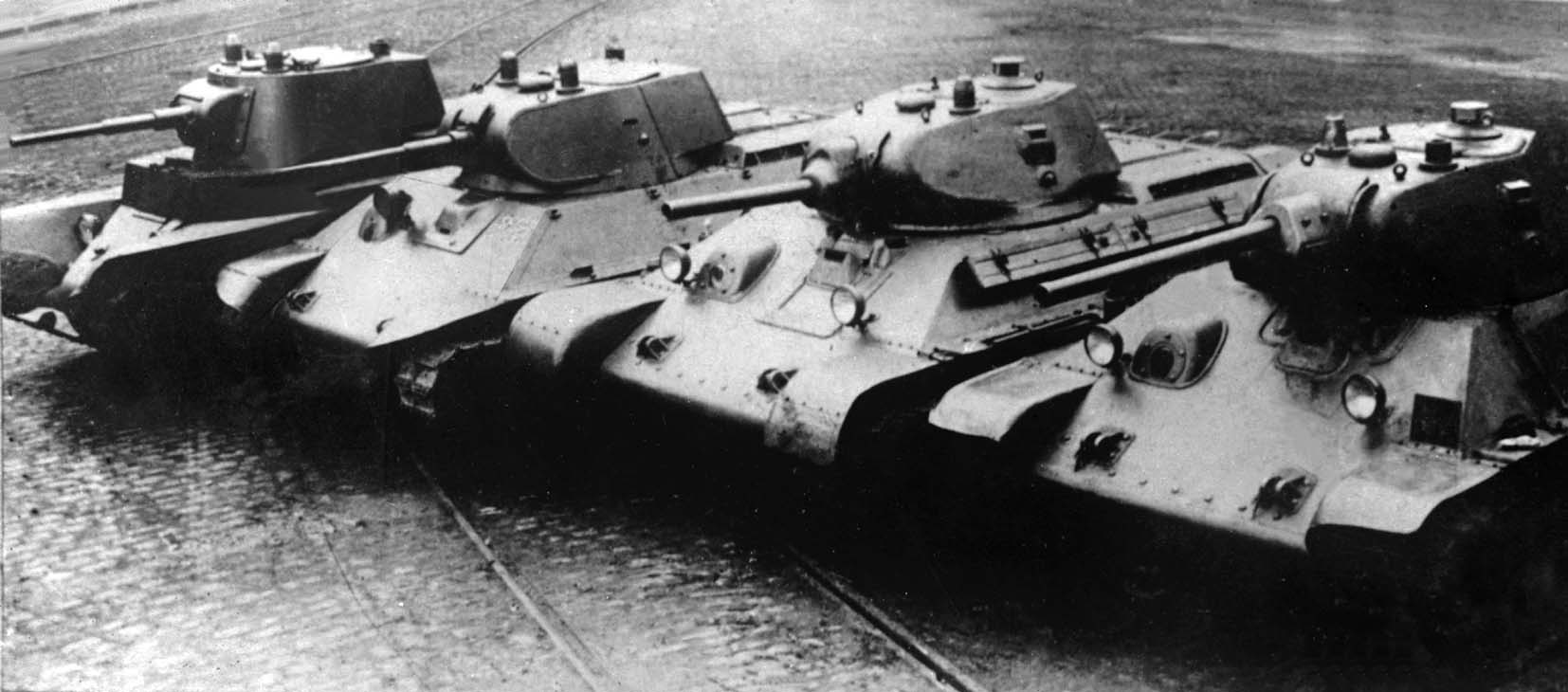
A-8 (BT-7M), A-20, T-34 Modelo 1940 y Modelo 1941.

En 1937, el Ejército Rojo asignó al ingeniero Mijaíl Koshkin la tarea de dirigir un nuevo equipo para diseñar un sustituto de los tanques BT en la Fábrica de Locomotoras Komintern de Járkov (KhPZ) en Járkov. El prototipo de tanque, designado A-20, estaba dotado de un blindaje de 20 milímetros (0,8 pulgadas), un cañón de 45 mm (1,8 pulgadas) y el nuevo motor V-2, que utilizaba combustible diésel menos inflamable en una configuración V12. El A-20 incorporaba investigaciones previas (proyectos BT-IS y BT-SW-2) sobre blindaje inclinado: sus placas de blindaje inclinadas en todo el contorno eran más propensas a desviar los proyectiles antitanque que el blindaje perpendicular. Koshkin convenció al líder soviético Iósif Stalin para que le dejara desarrollar un segundo prototipo, un «tanque universal» más fuertemente armado y blindado que pudiera sustituir tanto al T-26 como a los tanques BT.
Kohskin denominó al segundo prototipo A-32 por los 32 milímetros (1,3 pulgadas) de blindaje frontal. También contaba con un cañón de 76,2 mm (3 pulgadas) y el mismo modelo de motor diésel V-2. Se probaron ambos en Kúbinka en 1939, y el A-32 más pesado resultó ser igual de móvil que el A-20. Una versión aún más pesada del A-32 con 45 milímetros (1,8 pulgadas) de blindaje frontal y orugas más anchas fue aprobada para la producción como el T-34. La resistencia del mando militar y las preocupaciones sobre el elevado coste de producción finalmente se vieron superadas por la inquietud ante el bajo rendimiento de los tanques soviéticos en Finlandia y la eficacia del Blitzkrieg alemán en Francia, y los primeros tanques de producción se completaron en septiembre de 1940, sustituyendo por completo la producción del T-26, el BT y el tanque medio T-28 multitorreta en la KhPZ.

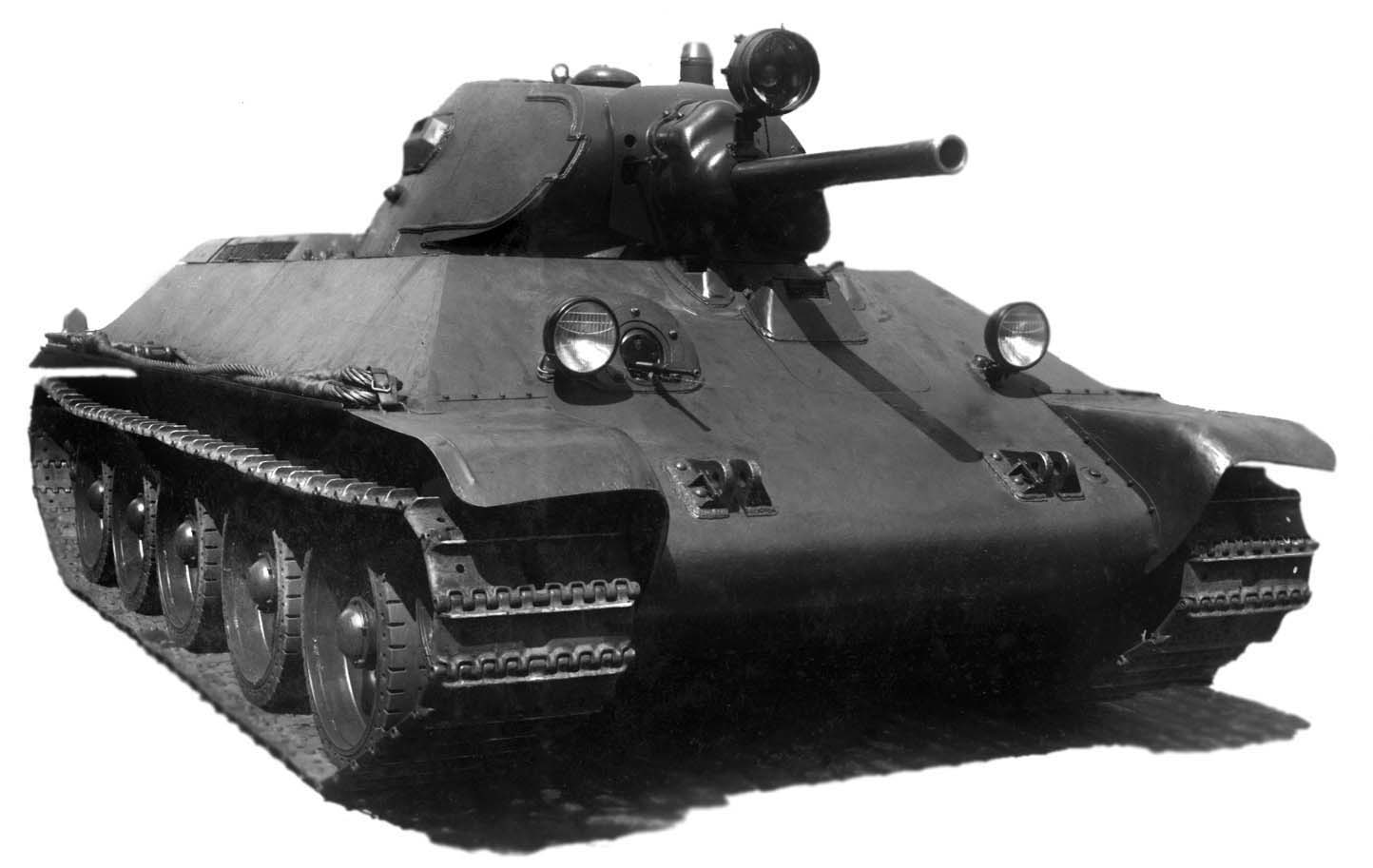
El T-34 Modelo 1940 original, reconocible por el cañón bajo L-11 bajo una protuberancia en el mantelete que alberga su mecanismo de retroceso. Este prototipo del A-34, de preproducción, presenta una compleja parte frontal del chasis de una sola pieza.

El tanque medio T-28 fue desplegado en la invasión de Polonia y más tarde en la guerra de Invierno contra Finlandia. En el transcurso de estas operaciones se descubrió que el blindaje era inadecuado y se pusieron en marcha programas para mejorarlo. Según el libro del historiador ruso M. Kolómietz T-28. Three-headed Stalin's Monster, más de 200 T-28 fueron destruidos durante la guerra de Invierno. Las placas frontales fueron mejoradas de 50 mm a 80 mm y las placas laterales y traseras a un grosor de 40 mm. Con esta versión con blindaje modificado, el Ejército Rojo atravesó la principal fortificación defensiva finlandesa, la cacareada Línea Mannerheim. Por ende, los soviéticos empezaron a mejorar sus tanques T-28 para la guerra venidera contra Alemania, pero aun así se perdieron muchos durante los dos primeros meses de la invasión, cuando los alemanes invadieron en junio de 1941.
Cuando los soviéticos entraron en la guerra de Invierno, el SMK, el KV y un tercer diseño, el T-100, fueron enviados para probarse en condiciones de combate. El fuerte blindaje del KV demostró ser sumamente resistente a las armas antitanque finlandesas, lo que lo hacía más eficaz que los otros diseños. Pronto se puso en producción, tanto como el tanque pesado KV-1 original armado con un cañón de 76 mm como el cañón de asalto con un obús de 152 mm, el tanque de artillería pesada KV-2. Los soviéticos también utilizaron el tanque de reconocimiento anfibio T-38, que era un tanque anfibio ligero soviético y una evolución del T-37 anterior, basado a su vez en el tanque de reconocimiento ligero francés AMR 33. El tanque sirvió con el Ejército Rojo en la guerra de Invierno contra Finlandia en 1940, pero no tuvo éxito debido a su armamento ligero y su fino blindaje, que el fuego de fusiles y ametralladoras podía perforar fácilmente. En el terreno confinado de Finlandia, el tanque era una trampa mortal. Como tanque de reconocimiento, el T-38 contaba con las ventajas de una silueta muy baja y una buena movilidad debido a su capacidad para nadar. Sin embargo, el fino blindaje y el armamento compuesto por una sola ametralladora limitaban considerablemente el uso del tanque en combate, mientras que la falta de radios en la mayoría de los T-38 suponía una grave limitación para un vehículo de reconocimiento. Se reconocieron las limitaciones del T-38 y habría sido reemplazado por el T-40, pero el estallido de la Segunda Guerra Mundial hizo que solo se fabricasen unos pocos T-40. El T-38 rara vez se vio en combate directo después de que Alemania atacase en 1941 y fue relegado a otros roles, como tractor de artillería, mientras que el principal vehículo de reconocimiento anfibio del Ejército Rojo pasó a ser el jeep anfibio Ford GPA, un vehículo descapotado no blindado proporcionado por préstamo y arriendo.
Para vísperas de la Operación Barbarroja en 1941, la Unión Soviética tenía algunos de los mejores tanques del mundo (incluido el KV-1, que básicamente estaba una generación por delante, lo que supuso un shock para la Wehrmacht). Sin embargo, aún tenía muchos tanques más viejos entre las filas de sus fuerzas blindadas; el T-26 fue la espina dorsal de las fuerzas blindadas del Ejército Rojo durante los primeros meses de la invasión alemana de la Unión Soviética en 1941. No obstante, en cuanto al número total de tanques, la ventaja numérica soviética era considerable, ya que el Ejército Rojo tenía una gran superioridad cuantitativa. Contaba con 23 106 tanques, de los cuales unos 12 782 se encontraban en los cinco distritos militares occidentales (tres de los cuales se enfrentaban directamente al frente de invasión alemán). Sin embargo, los estándares de mantenimiento y presteza eran muy deficientes, escaseaban las municiones y las radios y muchas unidades carecían de los camiones necesarios para el reabastecimiento más allá de sus cargas básicas de combustible y munición.
Además, desde 1938, los soviéticos habían dispersado parcialmente sus tanques entre las divisiones de infantería para apoyar a esta, pero tras sus experiencias en la guerra de Invierno y su observación de la campaña alemana contra Francia, comenzaron a emular a los alemanes y a organizar la mayor parte de sus recursos blindados en grandes divisiones y cuerpos blindados. Esta reorganización solo se había implementado parcialmente al comienzo de Barbarroja, ya que no había suficientes tanques para dotar al cuerpo mecanizado de la fuerza orgánica necesaria. Las unidades de tanques rara vez estaban bien equipadas y carecían de entrenamiento y apoyo logístico. Los estándares de mantenimiento eran muy deficientes. Las unidades eran enviadas al combate sin disposiciones para el reabastecimiento de combustible, munición o personal. A menudo, tras un solo enfrentamiento, las unidades quedaban destruidas o inutilizadas. El pésimo estado de entrenamiento y presteza de la mayoría de unidades del Ejército Rojo llevó a la catastrófica derrota del enorme Cuerpo Mecanizado soviético durante las fases iniciales de la Operación Barbarroja, la invasión alemana de la Unión Soviética en 1941. A pesar de su equipo por lo general bueno, las capacidades operacionales y el apoyo logístico motorizado del Ejército Rojo eran muy inferiores. La ventaja numérica soviética en cuanto a equipamiento pesado también se vio más que contrarrestada por el entrenamiento y la presteza muy superiores de las fuerzas alemanas. El cuerpo de oficiales y el alto mando soviéticos habían quedado diezmados por la Gran Purga de Stalin (1936-1938).

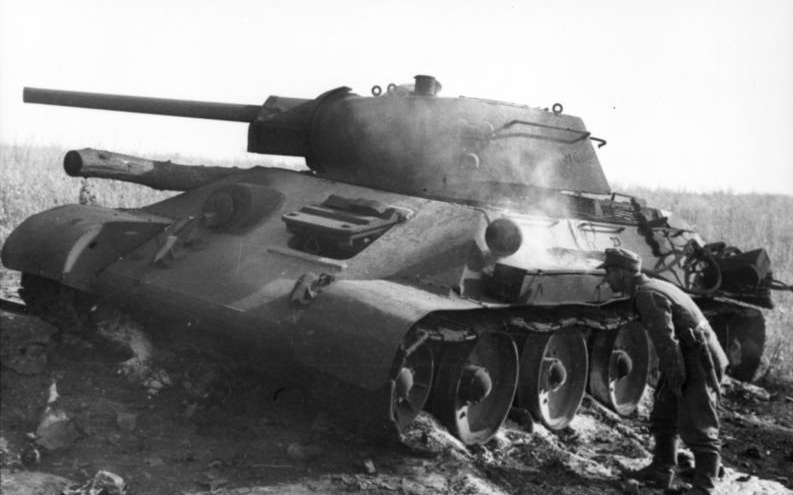
Un T-34 destruido en la batalla de Prójorovka, 1943.

La Wehrmacht alemana contaba con unos 5200 tanques en total, de los cuales 3350 se emplearon en la invasión. Esto da como resultado un equilibrio de tanques disponibles de inmediato de aproximadamente 4:1 a favor del Ejército Rojo. El T-34 era el más moderno del mundo y la serie KV el mejor blindado. Sin embargo, los modelos de tanques soviéticos más avanzados, el T-34 y el KV-1, no estaban disponibles en grandes cantidades al comienzo de la guerra y solo representaban el 7,2 % del total de la fuerza de tanques soviética. Pero aunque estos 1861 tanques modernos eran técnicamente mejores que los 1404 tanques medios alemanes Panzer III y IV, en 1941 los soviéticos aún carecían de las comunicaciones, el entrenamiento y la experiencia necesarios para emplear eficazmente tales armas.
La Unión Soviética también había construido algunos de los mejores tanques anfibios, ya que la capacidad anfibia era importante para el Ejército Rojo, como evidencia la producción de más de 1500 tanques anfibios en los años treinta. Construyó los tanques ligeros anfibios T-37 y T-38 y después el T-40, destinado a reemplazarlos. El T-40 era un diseño superior, armado con una ametralladora pesada DShK de 12,7 mm, un arma mucho más potente que la ametralladora DT de 7,62 mm montada en el T-38. Pero debido a las presiones de la guerra, los soviéticos dieron preferencia a la producción de diseños de tanques más sencillos, así que solo se construyó una pequeña cantidad de T-40.
El T-40 entró en producción justo antes del estallido de la guerra, y estaba pensado para equipar a las unidades de reconocimiento. A medida que la necesidad de un gran número de tanques se volvió crítica, se diseñó una variante secundaria no anfibia sobre el chasis del T-40. Este diseño se convirtió en el T-60. El T-60 era más sencillo, más barato y estaba mejor armado, y podía cumplir la mayoría de las mismas funciones. Bajo la presión de la guerra, se detuvo la producción del T-40 en favor del T-60. A pesar de ello, el T-40, con un blindaje más grueso y un cañón TNSh, incapaz de flotar, se fabricó junto con el T-60 en cantidades más pequeñas para facilitar la transición de la cadena de montaje. Este tanque también se denominó T-60, pero a menudo se le conoce como «T-40» T-60 para evitar confusiones. Así, solo se fabricaron 356 T-40, frente a los 594 «T-40» T-60 y los más de 6000 T-60 auténticos. Aunque en un principio se pretendía que llevara una ametralladora de 12,7 mm como el T-40, el armamento del tanque de reconocimiento «T-40» T-60 se mejoró posteriormente con el cañón TNSh de 20 mm, una versión para tanques del ShVAK, mientras que el T-60 «auténtico» llevaba el TNSh desde el principio.

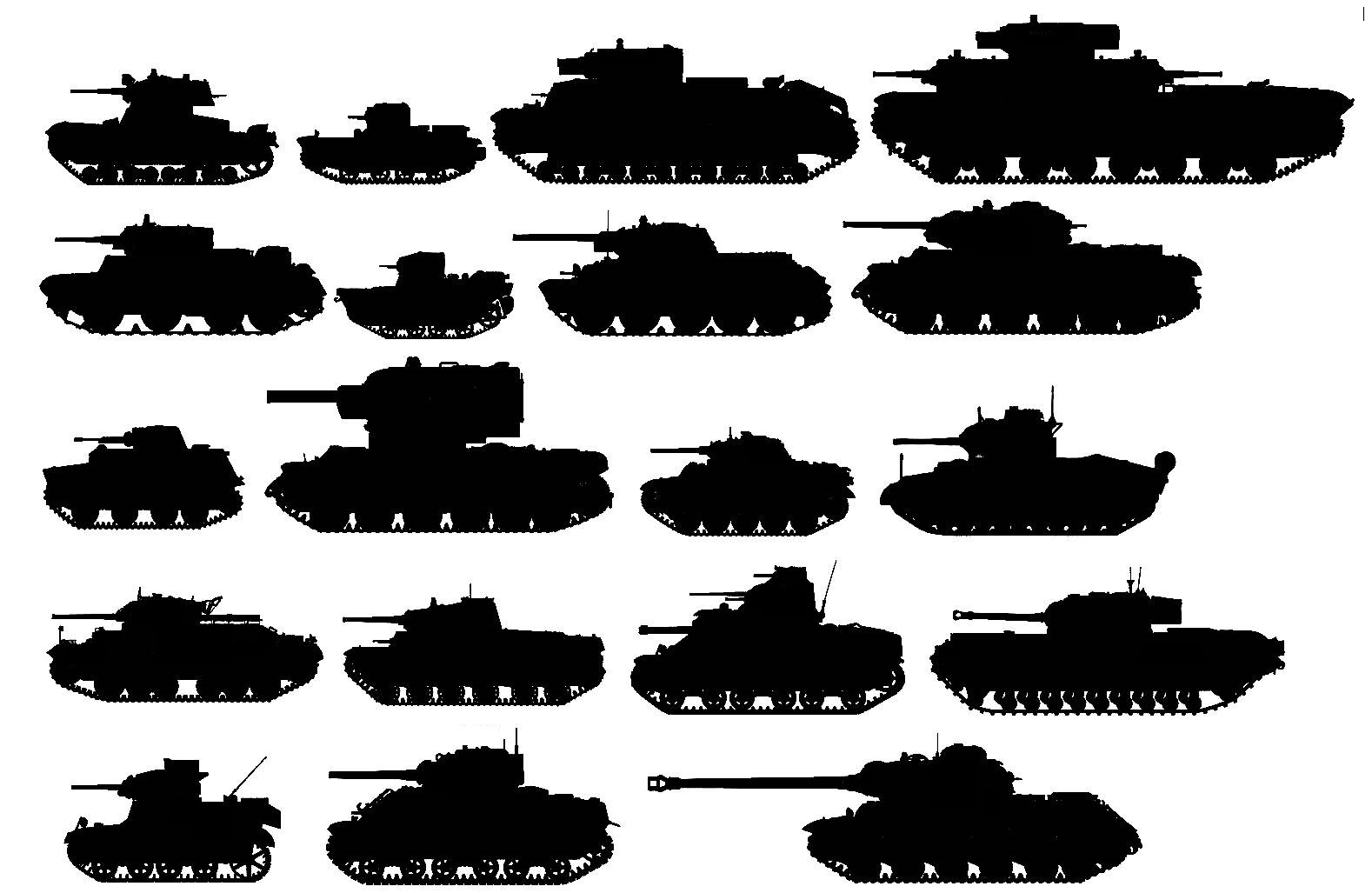
Todos los tanques operados por la URSS durante la Segunda Guerra Mundial.

Para 1942, el Ejército Rojo consideró inadecuados tanques ligeros como el T-60, incapaces de seguir el ritmo del tanque medio T-34 y de penetrar el blindaje de la mayoría de tanques alemanes, pero los podían producir fábricas pequeñas incapaces de manejar los grandes componentes de los tanques medios y pesados. El T-70 fue un intento de remediar algunas de las limitaciones del tanque de reconocimiento T-60, que tenía muy mala movilidad todoterreno, un blindaje fino y un cañón de 20 mm inadecuado. El tanque ligero T-70 tenía un cañón L/46 Modelo 38 de 45 mm con 45 proyectiles y una ametralladora DT coaxial de 7,62 mm, y fue utilizado por el Ejército Rojo para reemplazar tanto al tanque de reconocimiento T-60 como al tanque ligero de infantería T-50.
El T-70 fue reemplazado después por el tanque ligero T-80, una versión más robusta del T-70 con una torreta para dos personas. Pero había suficiente equipo de préstamo y arriendo para cumplir el papel de reconocimiento de los tanques ligeros, y los automóviles blindados eran más adecuados para el reconocimiento ligero y los enlaces. Se canceló toda la producción de tanques ligeros en octubre de 1943 después de que se construyeran tan solo unos 75 T-80. No se construyeron más tanques ligeros durante la guerra. En noviembre de 1943 se reorganizaron las unidades de tanques del Ejército Rojo: los tanques ligeros fueron sustituidos por el T-34 y el nuevo T-34-85, cuya producción comenzó al mes siguiente.
Al comienzo de la guerra, los tanques T-34 solo suponían el 4 % del arsenal de tanques soviético, pero para el final de la guerra, constituían al menos el 55 % de la inmensa producción de tanques de la URSS. Durante el invierno de 1941-1942, el T-34 dominó a los tanques alemanes debido a su capacidad de avanzar por barro profundo o nieve sin atascarse, mientras que los tanques alemanes no podían. El Panzer IV utilizaba una suspensión de ballestas inferior y orugas estrechas, y solía hundirse en barro profundo o nieve. Sin embargo, para cuando el T-34 había reemplazado a los modelos más antiguos y empezó a estar disponible en mayores cantidades, los nuevos tanques alemanes, como el Panzer V «Panther» mejorado, le sacaban ventaja. A principios de 1944, un tanque mejorado, el T-34-85, le dio al Ejército Rojo un tanque con mejor blindaje y movilidad que el Panzer IV y el Sturmgeschütz III alemanes, pero no podía alcanzar al Panther en lo que a armamento o protección de blindaje se refería. A favor de los soviéticos, había muchos menos Panther que T-34, y el T-34-85 era lo suficientemente bueno como para permitir que una tripulación experta y las situaciones tácticas inclinaran la balanza.

Tanques soviéticos T-34 cerca de Odesa durante la liberación de Ucrania.

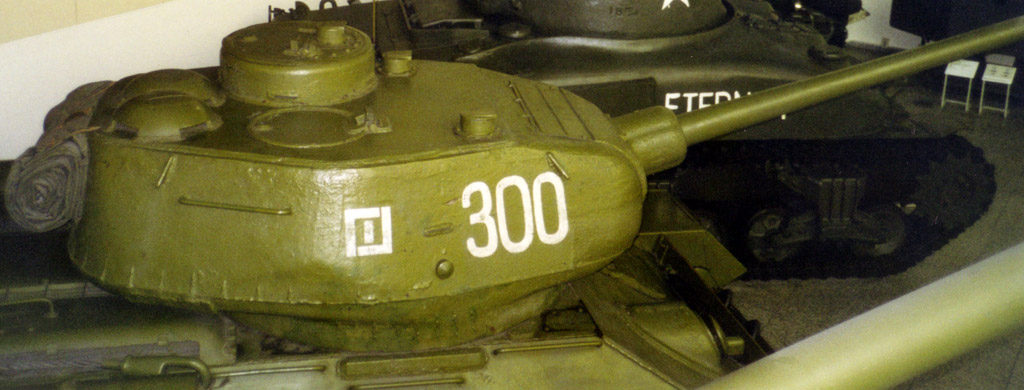
Torreta del T-34-85, con cúpula del comandante que permite visión panorámica (introducida a mitad de la producción del T-34 Modelo 1943).

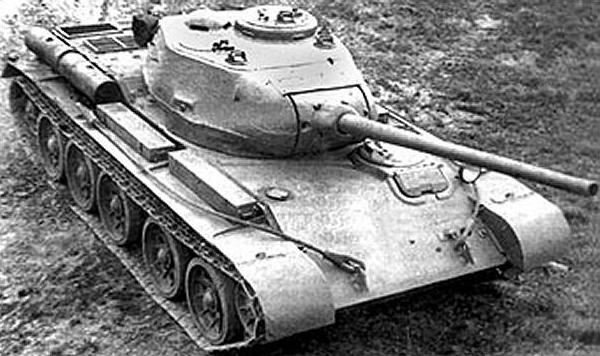
Prototipo del T-44-85 de segunda generación durante las pruebas. Nótese que este no tiene guardabarros.

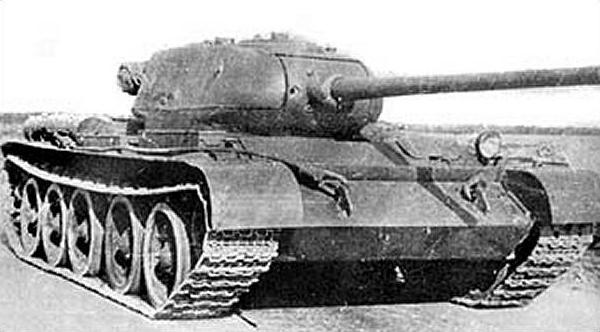
Prototipo del T-44-85 de segunda generación durante las pruebas en el campo de pruebas NIBT cerca de Kúbinka, verano de 1944.

Sin embargo, en otoño de 1943, la oficina de diseño de la Fábrica de Tanques de los Urales Stalin n.º 183, situada en Nizhni Taguil (en los montes Urales), comenzó a trabajar en un vehículo que ofreciera posibilidades de mejora en el futuro, siguiendo órdenes directas de Stalin. La intención era conservar la alta movilidad del T-34 y proporcionarle una mayor protección contra los cañones de tanque modernos. En noviembre de 1943, el diseñador jefe, A. A. Morózov, presentó el diseño general del vehículo y un modelo del tanque, que recibió la designación T-44 (Objeto 136). La reducción significativa de la longitud del compartimento del motor permitió desplazar la torreta hacia atrás, lo que a su vez desplazó su eje de rotación y el centro de masa hacia el centro del chasis, aumentó la precisión del cañón principal y disminuyó la probabilidad de que la torreta se atascara tras recibir el impacto de un proyectil que rebotara en el anillo de la torreta. El grosor de la protección del blindaje frontal se duplicó con creces sin alterar el centro de gravedad ni aumentar drásticamente el peso del tanque.

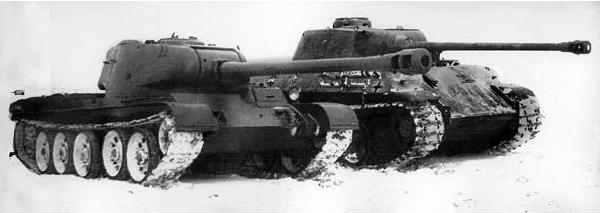
Prototipo T-44-122 durante pruebas comparativas contra un Panther alemán capturado.

El T-44 entró oficialmente en servicio en el Ejército Rojo el 23 de noviembre de 1944, pero su producción comenzó en octubre. Los planes originales eran que la fábrica produjera 300 T-44 al mes. Sin embargo, solo se habían construido 25 al final de 1944. En 1945 se construyeron 940, dando lugar a un total de 965 (190 tanques construidos en 1944 y 1945 estaban terminados para el final de la guerra).
Aun con su innvadora tecnología y su mejor protección de blindaje, el T-44A seguía usando un cañón ZiS-S-53 de 85 mm, el mismo que utilizaba el tanque medio T-34-85. El ejército necesitaba un nuevo tanque armado con un cañón de 100 mm más potente. Se comenzaron dos proyectos, ambos basados en el T-44A. El desarrollo del primero comenzó en octubre de 1944, y la fase de diseño terminó en diciembre. El prototipo estaba listo en febrero de 1945, las pruebas llevadas a cabo entre marzo y abril dieron resultados positivos y el vehículo entró en servicio en el Ejército Rojo como el T-54.

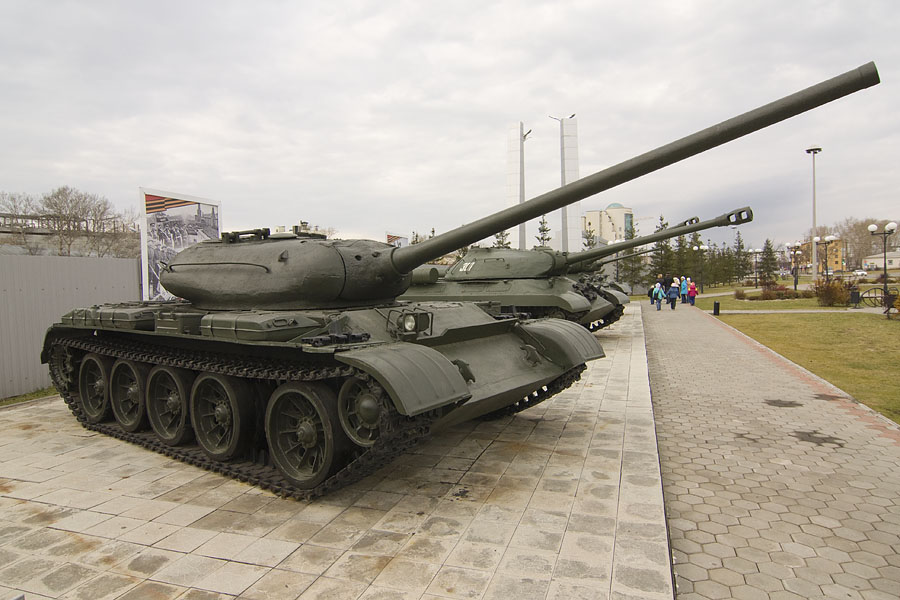
El tanque T-54-1 original. Tiene una torreta que recuerda a la del T-34-85, con destacadas trampas de tiro rebajadas.

El tanque tenía casi el mismo chasis y tren de transmisión que el T-44A. Las diferencias se resumían en un blindaje frontal más grueso (120 mm en la sección superior y 90 mm en la inferior) y una escotilla y una ranura de visión diferentes para el conductor. El diámetro de la torreta se había aumentado a 1800 mm. El armamento incluía el cañón D-10TK de 100 mm, así como dos ametralladoras GWT de 7,62 mm. El tanque estaba propulsado por un nuevo motor diésel V-54 de 12 cilindros y 38,88 litros refrigerado por agua que producía 520 CV (388 kW) a 2000 rpm. Se aumentó la capacidad de combustible (530 litros en el depósito interno y 165 litros en el depósito externo). El peso se incrementó a 35,5 toneladas, lo que redujo la velocidad máxima en carretera a 43,5 km/h. Se canceló el desarrollo del T-44 y toda la atención se centró en el desarrollo del nuevo carro de combate principal T-54.

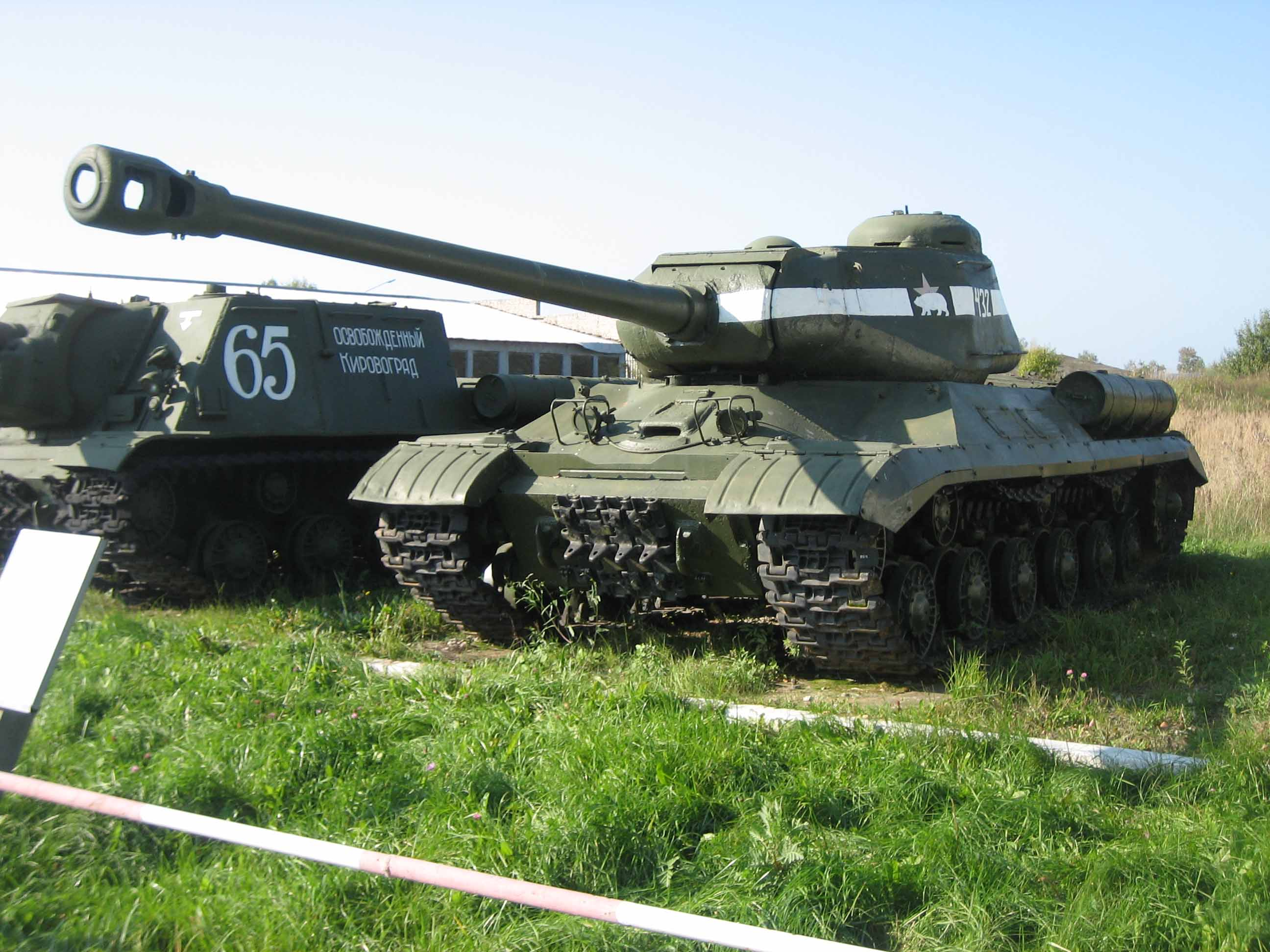
IS-2M en el Museo de Tanques de Kúbinka.

El tanque IS fue una serie de tanques pesados que reemplazó a la serie KV en 1944 durante la Segunda Guerra Mundial, empezando con el tanque IS-1 (IS-85 o simplemente IS). Los tanques pesados se diseñaron con un blindaje grueso para contrarrestar los cañones alemanes de 88 mm y llevaban un cañón principal capaz de derrotar a los tanques Tiger II, Tiger I y Panther. Se diseñaron principalmente como tanques de avance y disparaban un proyectil pesado explosivo que resultaba útil contra trincheras y búnkeres.
El IS-2 entró en combate a finales de la Segunda Guerra Mundial en pequeñas cantidades, notablemente contra tanques Tiger I y Tiger II y cazacarros Elefant. El siguiente modelo de la serie, el IS-3, entró en servicio en la frontera sino-soviética, en la invasión soviética de Hungría, en la Primavera de Praga y en ambos bandos de la guerra de los Seis Días. Sin embargo, la movilidad y la potencia de fuego de los tanques medios y la evolución del carro de combate principal dejaron obsoletos a los tanques pesados.

### Tanques de préstamo y arriendo

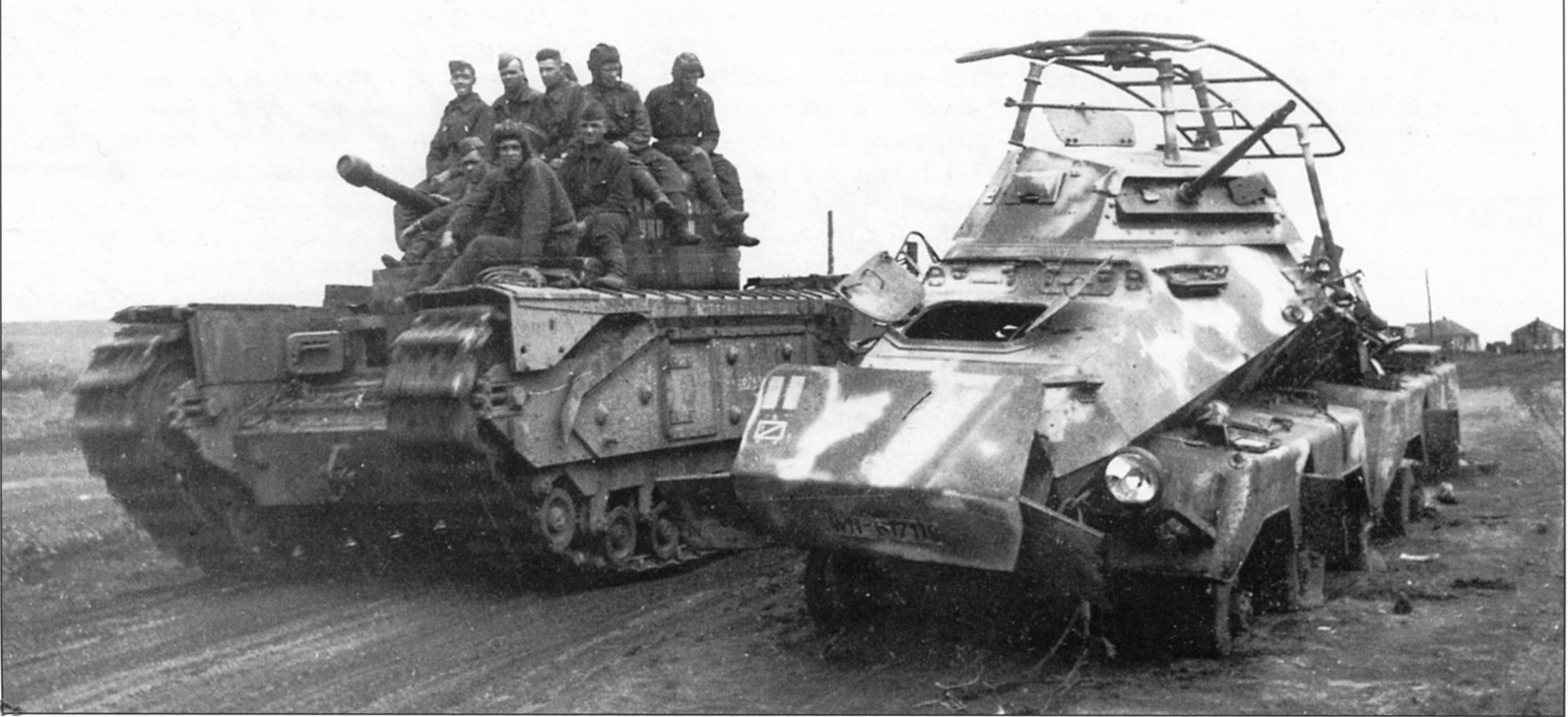
Un Churchill Mk. IV soviético pasa junto a un vehículo blindado alemán Sd. Kfz. 232 (8-Rad) fuera de servicio durante la cuarta batalla de Járkov en 1943.

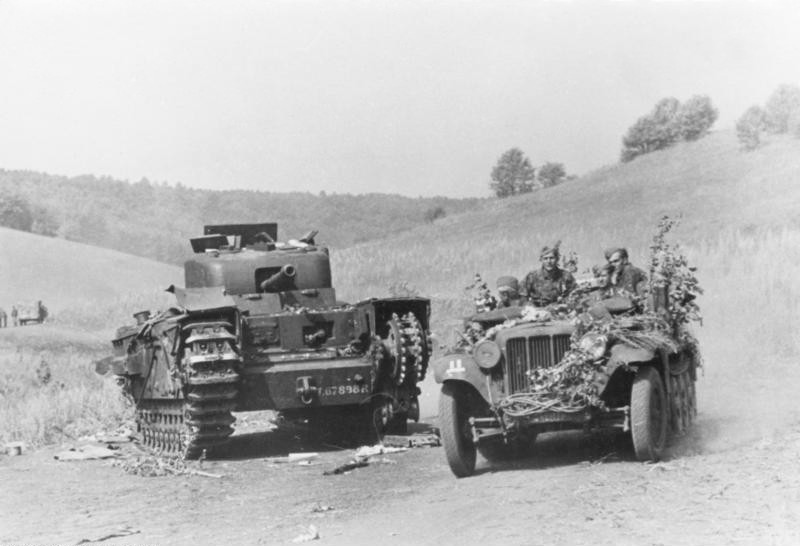
Un Churchill Mk. IV soviético, 1943.

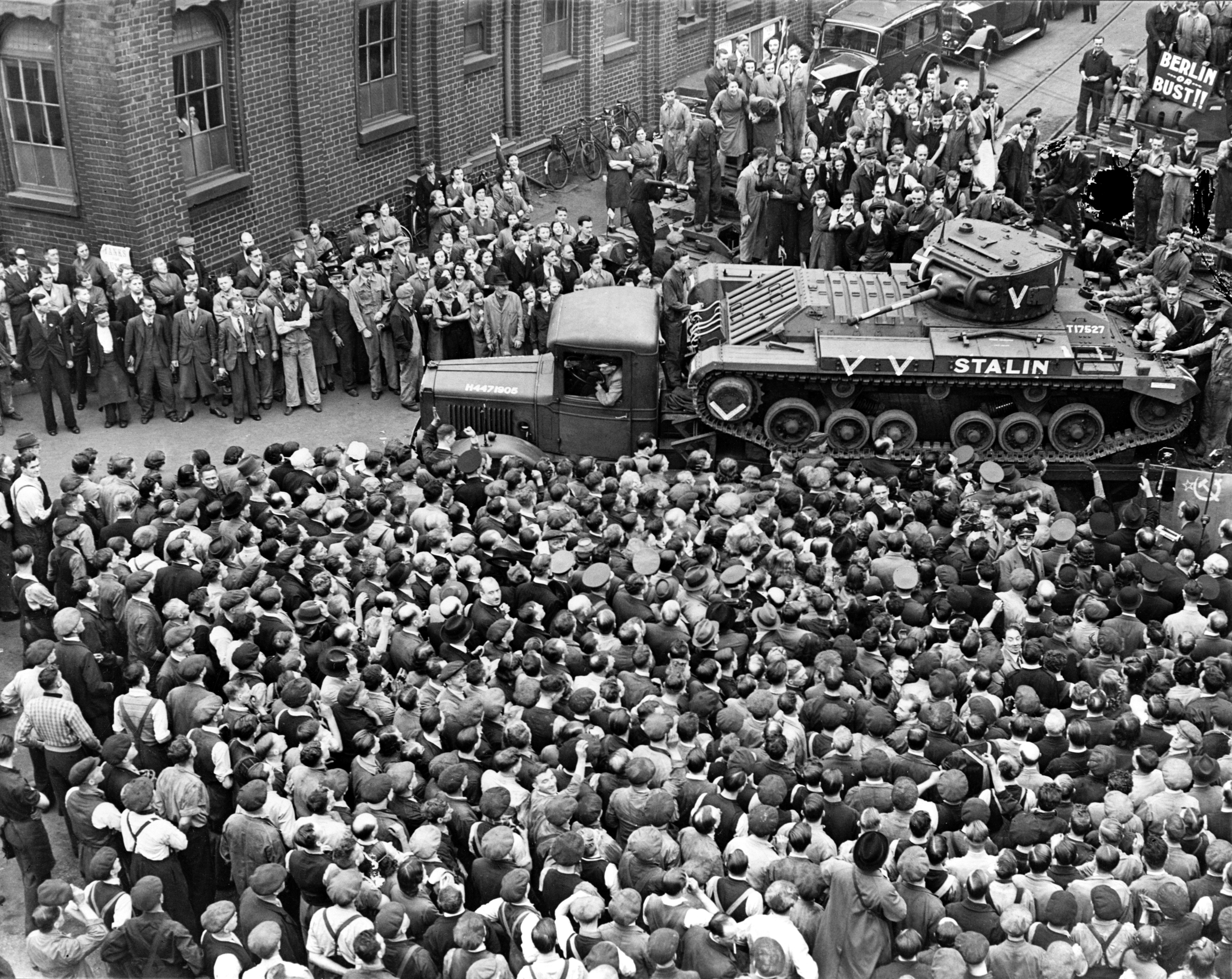
Un tanque Valentine destinado a la Unión Soviética sale de la fábrica en el Reino Unido.

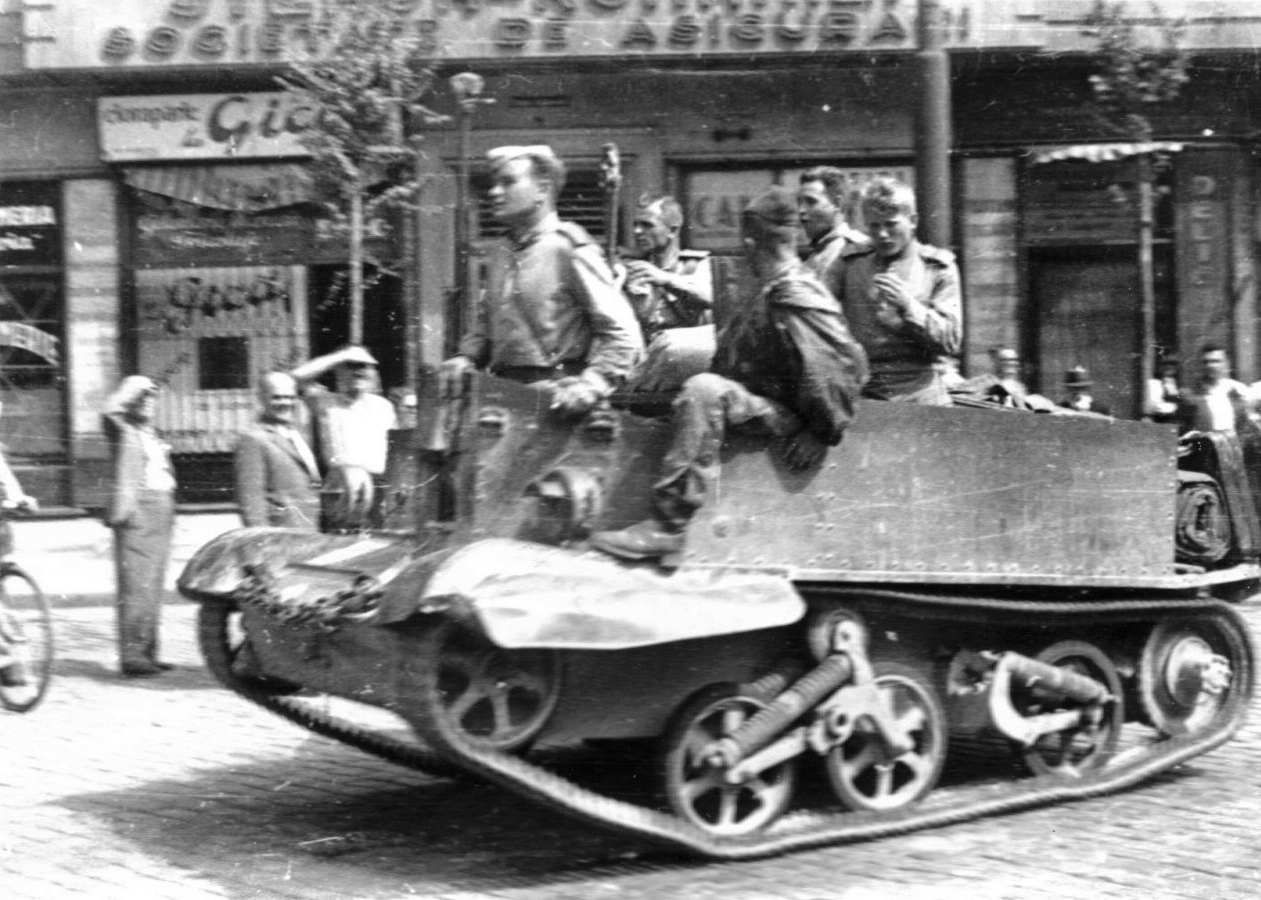
El Ejército Rojo en Bucarest, cerca del Bulevar de Carlos I, con un Universal Carrier suministrado por los británicos.

La Unión Soviética también contaba con tanques aliados del programa de ayuda británico y del programa de Préstamo y Arriendo estadounidense, la mayoría de los cuales llegaron a través de los convoyes árticos. En junio de 1941, pocas semanas después de la invasión alemana de la URSS, el primer convoy de ayuda británico partió por la peligrosa ruta marítima del Ártico hacia Múrmansk, donde llegó en septiembre. Transportaba 40 Hawker Hurricanes con 550 mecánicos y pilotos de la Ala n.º 151 para proporcionar defensa aérea inmediata al puerto y entrenar a pilotos soviéticos. El convoy fue el primero de muchos convoyes a Múrmansk y Arcángel en lo que pasaron a conocerse como los convoyes árticos. Los buques de vuelta transportaban el oro que la URSS estaba usando para pagar a EE. UU.
Para finales de 1941, los primeros envíos de tanques Matilda, Valentine y Tetrarch suponían solo el 6,5 % de la producción total de tanques soviética, pero más del 25 % de los tanques medios y pesados producidos para el Ejército Rojo. Los tanques británicos entraron por primera vez en combate con el 138.º Batallón de Tanques Independiente en la reserva del Volga el 20 de noviembre de 1941. Los tanques de préstamo y arriendo constituían entre el 30 y el 40 % de la fuerza de tanques pesados y medios antes de Moscú a principios de diciembre de 1941.

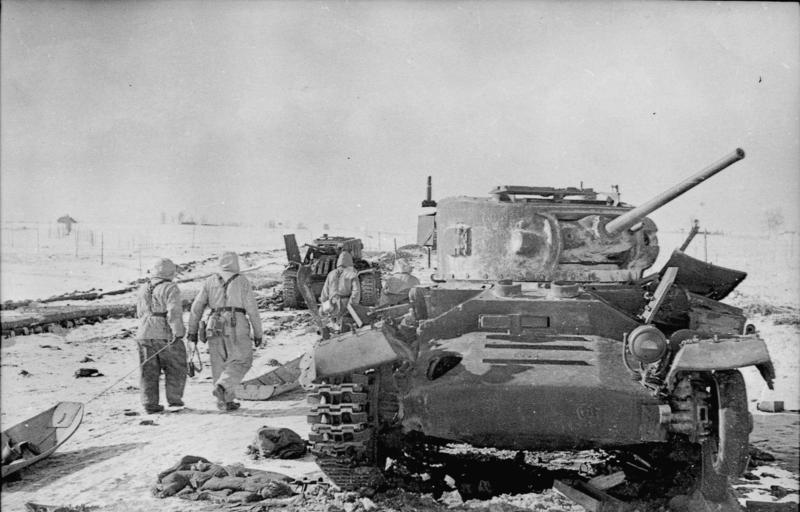
Mk. III «Valentine» británico destruido en la Unión Soviética, enero de 1944.

Cantidades considerables de tanques Churchill, Matilda y Valentine británicos fueron enviados a la URSS.

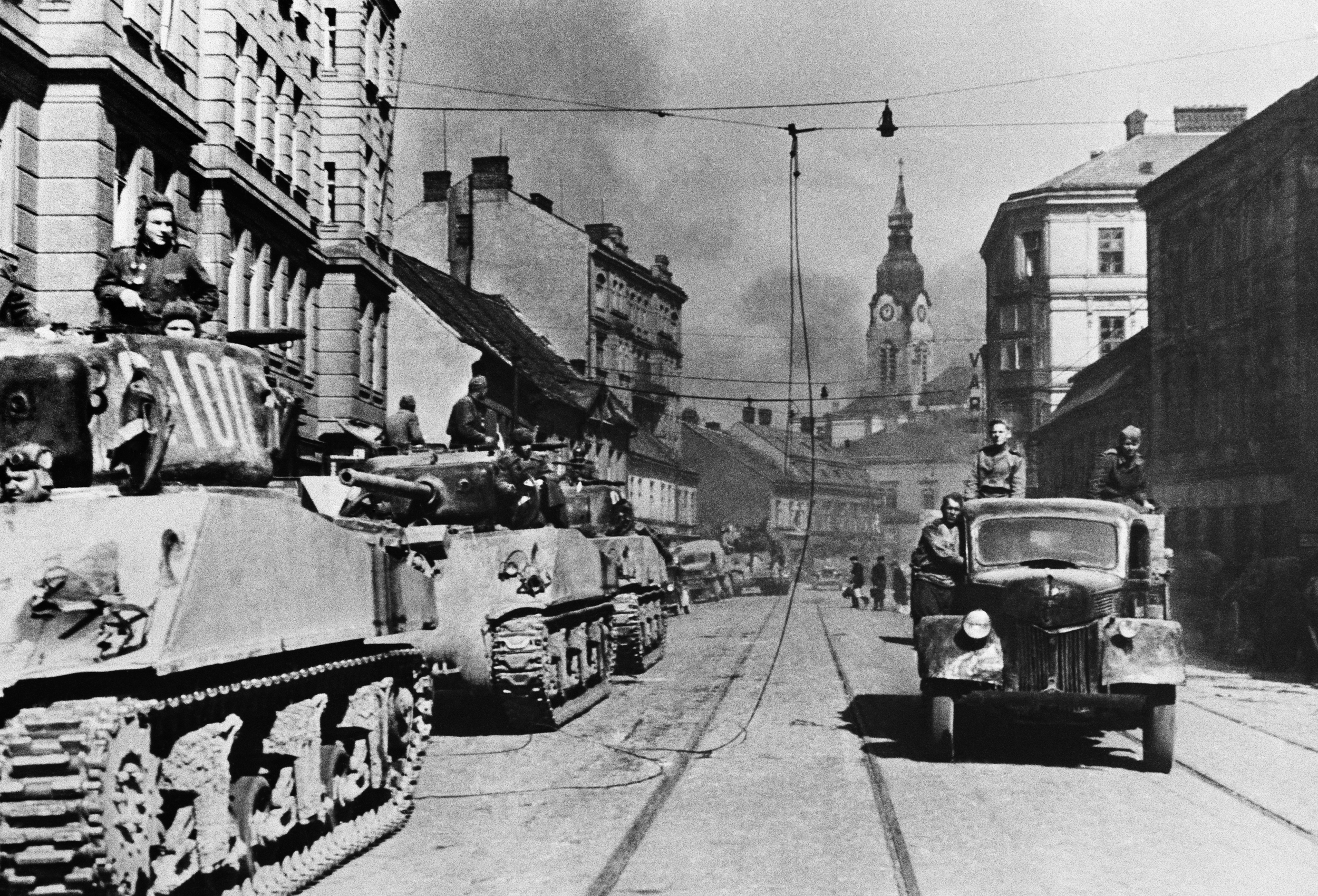
M4A2(76)W Sherman soviéticos alineados al costado de una calle en la ciudad checa de Brno en abril de 1945.

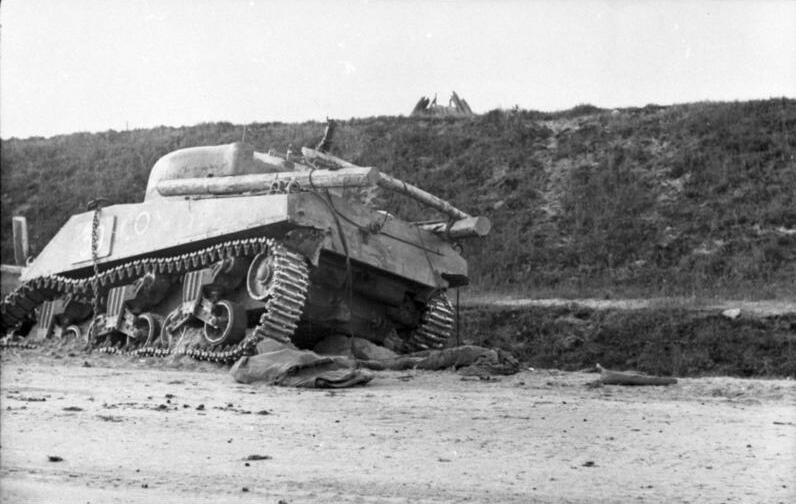
Un M4A2 soviético abandonado (versión con cañón de 75 mm) abandonado cerca de Smolensk, justo antes del inicio de la Operación Bagratión en 1944.

El sobrenombre de la Unión Soviética para el tanque medio M4 estadounidense era Emcha, el diminutivo de Em chetyre («M cuatro»). Los M4A2 empleados por el Ejército Rojo eran considerados mucho menos propensos a explotar por detonación de munición que sus T-34, pero tenían una mayor tendencia a volcar en accidentes de tráfico y colisiones o debido al terreno accidentado, debido a su centro de gravedad mucho más alto.
En virtud de la Ley de Préstamo y Arriendo, se enviaron 4102 tanques medios M4A2 a la Unión Soviética. De ellos, 2007 estaban equipados con el cañón principal original de 75 mm, mientras que 2095 montaban el cañón de 76 mm más potente. El número total de tanques Sherman enviados a la URSS en virtud de la Ley de Préstamo y Arriendo representó el 18,6 % de todos los Sherman prestados.
Los primeros Sherman M4A2 con motor diésel y armamento de 76 mm comenzaron a llegar a la Unión Soviética a finales del verano de 1944. Para 1945, se estandarizaron algunas unidades blindadas del Ejército Rojo para que dependiesen principalmente de ellos y no de su ubicuo T-34. Entre estas unidades se encuentran el 1.er Cuerpo Mecanizado de la Guardia, el 3.er Cuerpo Mecanizado de la Guardia y el 9.º Cuerpo Mecanizado de la Guardia, entre otros. El Sherman gozaba de buena reputación y era visto con buenos ojos por muchas tripulaciones de tanques soviéticos que lo habían utilizado anteriormente, y se elogiaba principalmente su fiabilidad, facilidad de mantenimiento, potencia de fuego generalmente buena (especialmente en la versión con cañón de 76 mm) y protección blindada decente, así como una unidad de potencia auxiliar (APU) para mantener las baterías del tanque cargadas sin tener que poner en marcha el motor principal, como requería el tanque T-34 soviético.

### Guerra Fría
Con cantidades inmensas de armas y tanques de la Segunda Guerra Mundial y fábricas para producirlos, los soviéticos los exportaron y desarrollaron Estados cliente que extendieron su influencia y se involucraron en el estado continuo de conflicto político, tensión militar, guerras subsidiarias y competición económica posterior conocido como la Guerra Fría. La Guerra Fría incluyó periodos de relativa calma y de alta tensión internacional: el bloqueo de Berlín (1948-1949), la guerra de Corea (1950-1953), la crisis de Berlín de 1961, la guerra de Vietnam (1955-1975), la crisis de los misiles de Cuba (1962), la guerra soviético-afgana (1979-1989) y otros conflictos menores en los que las armas soviéticas tuvieron un impacto considerable.

#### Guerra de Corea

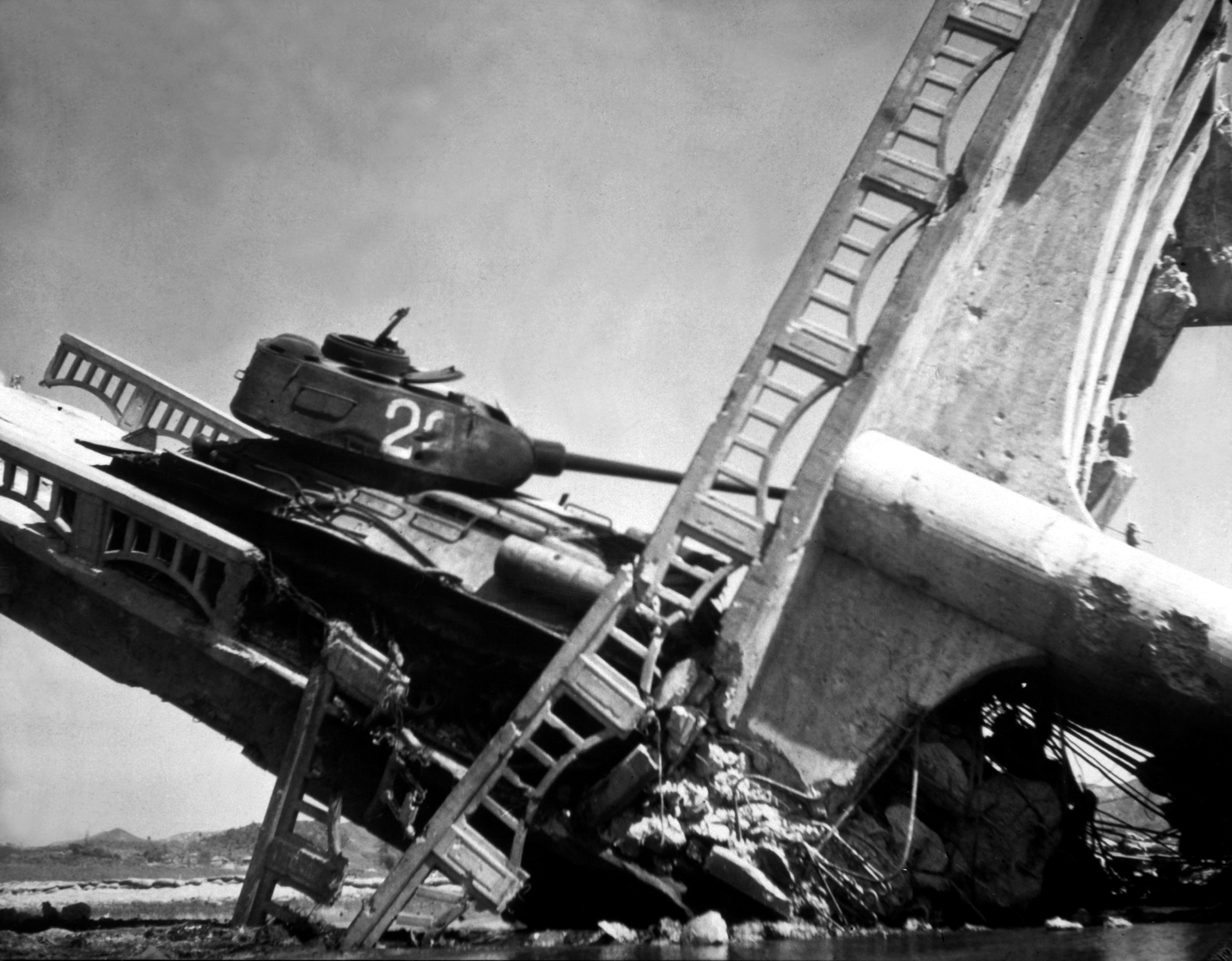
Un T-34-85 norcoreano atrapado en un puente al sur de Suwon por aviones de ataque estadounidenses durante la guerra de Corea.

Al principio, los blindados norcoreanos dominaban el campo de batalla con tanques medios T-34-85 soviéticos diseñados durante la Segunda Guerra Mundial.: 14, 43  Los tanques del Ejército Popular de Corea se enfrentaban a un Ejército surcoreano sin tanques y armado con pocas armas antitanque modernas,: 39  entre las que se incluían bazucas M9 de 60 mm de la Segunda Guerra Mundial, eficaces solo contra el blindaje lateral de 45 mm del tanque T-34-85.: 25  Las fuerzas estadounidenses que llegaron a Corea estaban dotadas de tanques ligeros M24 Chaffee (en servicio de ocupación en la cercana Japón) que también resultaron ineficaces contra los tanques T-34 más pesados del Ejército Popular de Corea.: 18 
Durante las horas iniciales de guerra, algunas unidades fronterizas del Ejército de la República de Corea infradotadas utilizaron obuses de 105 mm como cañones antitanque para detener los tanques que encabezaban las columnas del Ejército Popular de Corea, disparando munición antitanque de alto poder explosivo (HEAT) con miras abiertas, con buenos resultados. Al comienzo de la guerra, el Ejército de la República de Corea contaba con 91 cañones de este tipo, pero perdió la mayoría a manos de los invasores.
La invasión norcoreana de Corea del Sur en junio de 1950 estuvo encabezada por una brigada completa equipada con 120 T-34-85. Más tanques T-34 se unieron más tarde a la primera fuerza de asalto después de penetrar en Corea del Sur. Se enfrentaron al M24 Chaffee, M4 Sherman y M26 Pershing, pero no a los tanques Centurion de las fuerzas de la ONU.

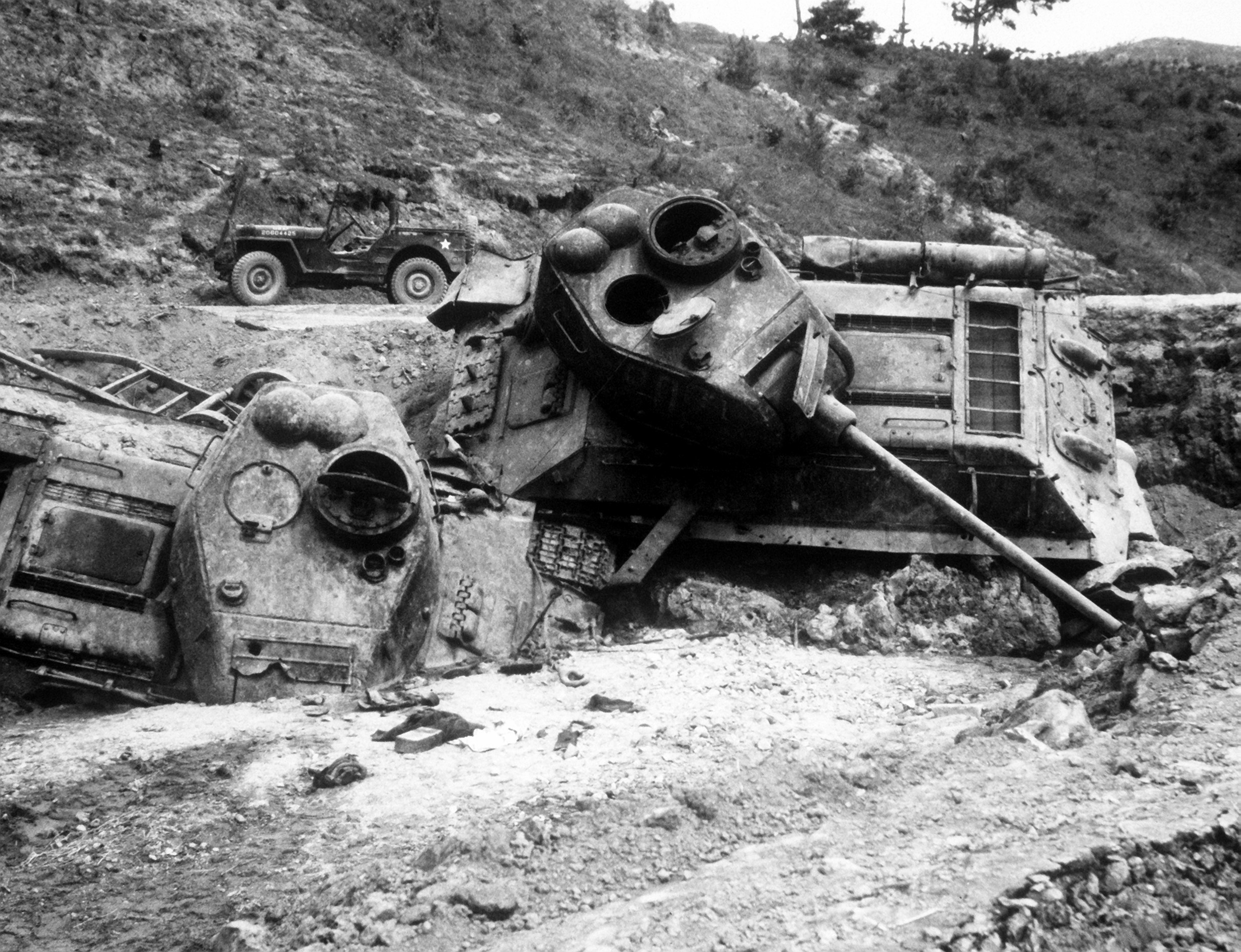
Tanques T-34 norcoreanos destruidos por bombas de la Fuerza Aérea de Estados Unidos cerca de Waegwan.

Los tanques T-34 del Ejército norcoreano atravesaron la frontera y se dirigieron al sur, donde derrotaron fácilmente a la oposición, como cuando se enfrentaron a elementos de la 24.ª División de Infantería en la batalla de Osan el 5 de julio de 1950, durante el primer enfrentamiento entre las fuerzas estadounidenses y norcoreanas. La fuerza estadounidense, apodada Task Force Smith, fue incapaz de repeler a los tanques T-34 norcoreanos. Aún no se habían distribuido entre las fuerzas del Ejército de los EE. UU. en Corea la munición y las armas diseñadas para hacer frente a los tanques fuertemente blindados, y la Task Force solo tenía algunos proyectiles de munición de obús. El equipo anticuado de la Task Force no pudo perforar el blindaje de los tanques T-34 norcoreanos, que atravesaron sus líneas en consecuencia. La 24.ª División de Infantería continuaría luchando en acciones dilatorias como esta durante dos semanas más, hasta que fue derrotada en la batalla de Taejon, donde los norcoreanos avanzaron sobre la ciudad con las divisiones 3.ª y 4.ª, apoyadas por más de 50 tanques T-34, y los aliados se replegaron al perímetro de Pusan, que fue definido por el avance más lejano de las tropas norcoreanas durante la guerra de Corea. Los aliados repelieron los ataques en el perímetro de Pusan, que sirvió como cabeza de puente para el reabastecimiento y el refuerzo hasta el desembarco de Inchon y el posterior contraataque contra el norte.
Para contrarrestar el desequilibrio inicial en el combate, el material de refuerzo del Mando de las Naciones Unidas incluía tanques más pesados, como los estadounidenses M4 Sherman, M26 Pershing y M46 Patton, y los británicos Cromwell y Centurion, que demostraron su eficacia contra los blindados norcoreanos, poniendo fin a su dominio en el campo de batalla.: 182–184  A diferencia de la Segunda Guerra Mundial (1939-1495), donde el tanque demostró ser un arma decisiva, la guerra de Corea tuvo pocas batallas de tanques a gran escala. El terreno montañoso y boscoso impedía maniobrar a grandes masas de tanques. En Corea, los tanques realizaron sobre todo tareas de apoyo a la infantería.

#### Guerra de Vietnam
El Viet Cong, un frente común survietnamita ligeramente armado y controlado por los comunistas, libró una guerra de guerrillas contra fuerzas anticomunistas en la región con armas ligeras. El Ejército norvietnamita, sin embargo, libró una guerra más convencional, en ocasiones involucrando a grandes unidades y blindados. Tanques norvietnamitas como el PT-76 y la serie T-54/T-55 que se había convertido en el tanque principal de las unidades blindadas del Ejército soviético y se exportó a muchos otros países, incluido Vietnam, junto con Tipos 59 y Tipos 63, formaron el grueso de las fuerzas blindadas del EVN.

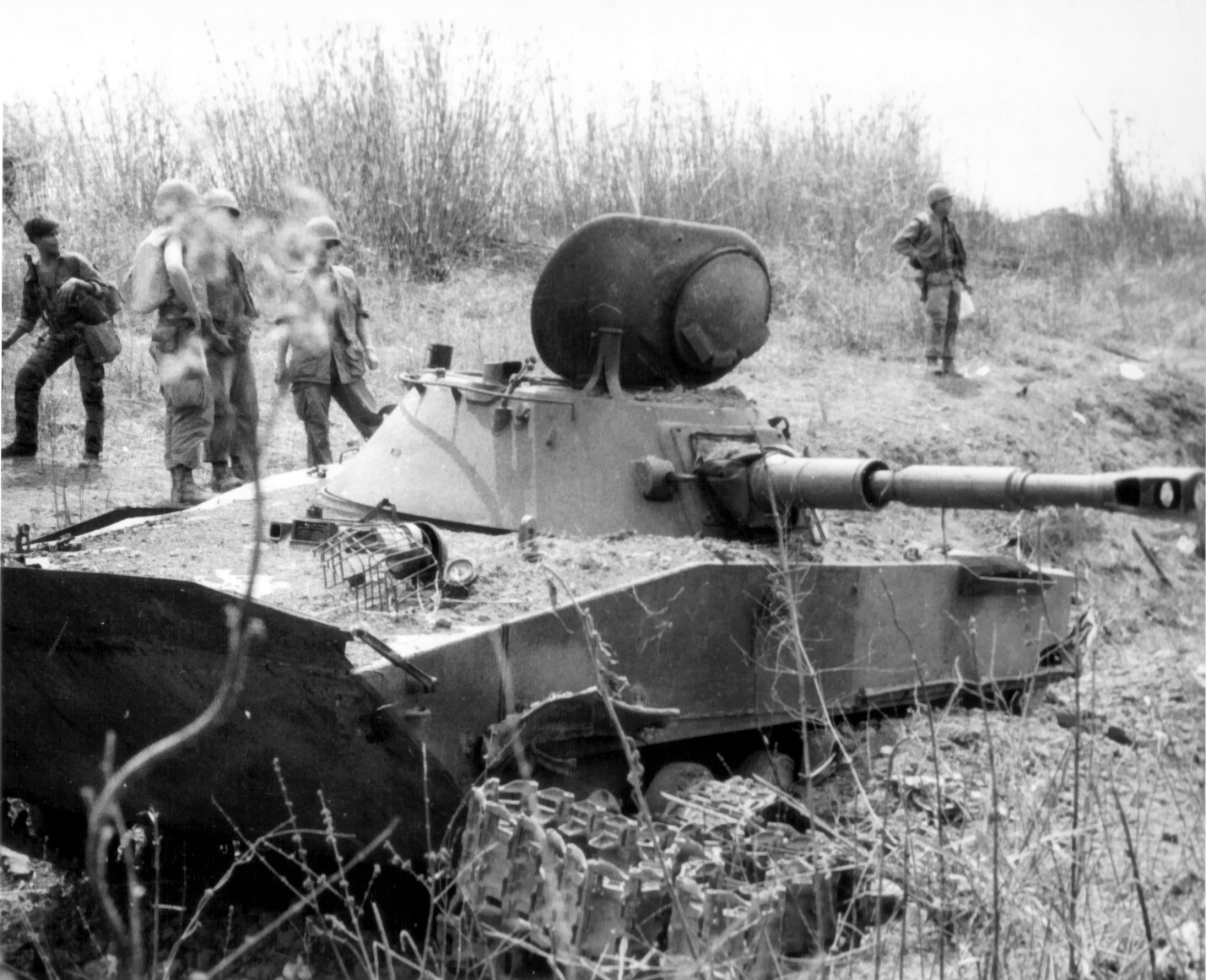
Uno de los dos PT-76 del 202.º Regimiento Blindado del EVN, destruido por M48 Patton estadounidenses, del 1/69.º Batallón Blindado, durante la batalla de Ben Het, 3 de marzo de 1969, Vietnam.

La primera acción exitosa de los blindados del EVN fue contra el campamento de las fuerzas especiales de Lang Vei, los días 6 y 7 de febrero de 1968. 13 PT-76 del 202.º Regimiento Blindado del EVN encabezaron un asalto contra aproximadamente 24 boinas verdes y 500 irregulares. Los defensores respondieron con M72 LAW y solicitaron apoyo de la Khe Sanh cercana, pero no pudieron ayudar ya que ellos también estaban siendo sitiados. Los pocos supervivientes escaparon y fueron evacuados a un lugar seguro.
El primer enfrentamiento tanque-tanque se produjo a mediados de 1968, cuando un avión de reconocimiento estadounidense detectó un PT-76 siendo lavado por su tripulación en el río Bến Hải en la zona desmilitarizada (17.º paralelo). El piloto de control aéreo avanzado informó por radio de la posición del tanque a una unidad cercana de M48 Patton del 3.er Batallón de Tanques de Marines. Con el controlador ajustando los disparos, el Patton disparó tres proyectiles de 90 mm; logrando un impacto con el tercer proyectil. La tripulación del tanque abandonó su vehículo.
Otro enfrentamiento entre tanques tuvo lugar el 3 de marzo de 1969, nuevamente en Ben Het, en la provincia de Kon Tum, cerca de la frontera con Laos. En un asalto nocturno, los norvietnamitas, con tanques PT-76, atacaron un campamento de las fuerzas especiales estadounidenses. La guarnición, que había sido reforzada con un pelotón de carros de combate M48A3 del 1.er Batallón del 69.º Regimiento Blindado, se mantuvo firme. Los norvietnamitas dispararon 639 proyectiles de artillería y mortero contra el campamento antes de que un batallón del 66.º Regimiento del Ejército Popular de Vietnam, apoyado por diez PT-76 y varios vehículos blindados de transporte de tropas, atacara la colina occidental defendida por una compañía del CIDG apoyada por el pelotón de M48. Los PT-76 se adentraron en un campo de minas, donde uno fue destruido. Los M48 destruyeron un PT-76 más y un transporte blindado de personal. Las bajas estadounidenses se resumían en un M48 ligeramente dañado.
La ofensiva de Pascua, oficialmente la ofensiva Nguyễn Huệ, fue una campaña militar con un gran despliegue de fuerzas blindadas y tanques llevada a cabo por el Ejército Popular de Vietnam (EPV) contra el Ejército de la República de Vietnam (ERVN) y el Ejército de los Estados Unidos entre el 30 de marzo y el 22 de octubre de 1972, durante la guerra de Vietnam. Esta invasión convencional (la mayor operación ofensiva desde que 300 000 voluntarios chinos cruzaron el río Yalu hacia Corea del Norte durante la guerra de Corea) estuvo encabezada por fuerzas blindadas. Dos divisiones del EPV (la 304.ª y la 308.ª, aproximadamente 30 000 tropas) apoyadas por más de 100 tanques (en dos regimientos) atravesaron la zona desmilitarizada para atacar al I Cuerpo, las cinco provincias más septentrionales de Vietnam del Sur. Los norvietnamitas salieron de Laos por la Ruta 9, cruzaron Khe Sanh y avanzaron hacia el este, hacia el valle del río Quảng Trị en Vietnam del Sur. El avance el EPV fue seguido por unidades antiaéreas armadas con nuevas plataformas de armas con orugas ZSU-57-2 y misiles Grail portátiles, lo que hizo que los ataques de bombardeo a baja altura contra las columnas de tanques fueran peligrosos.

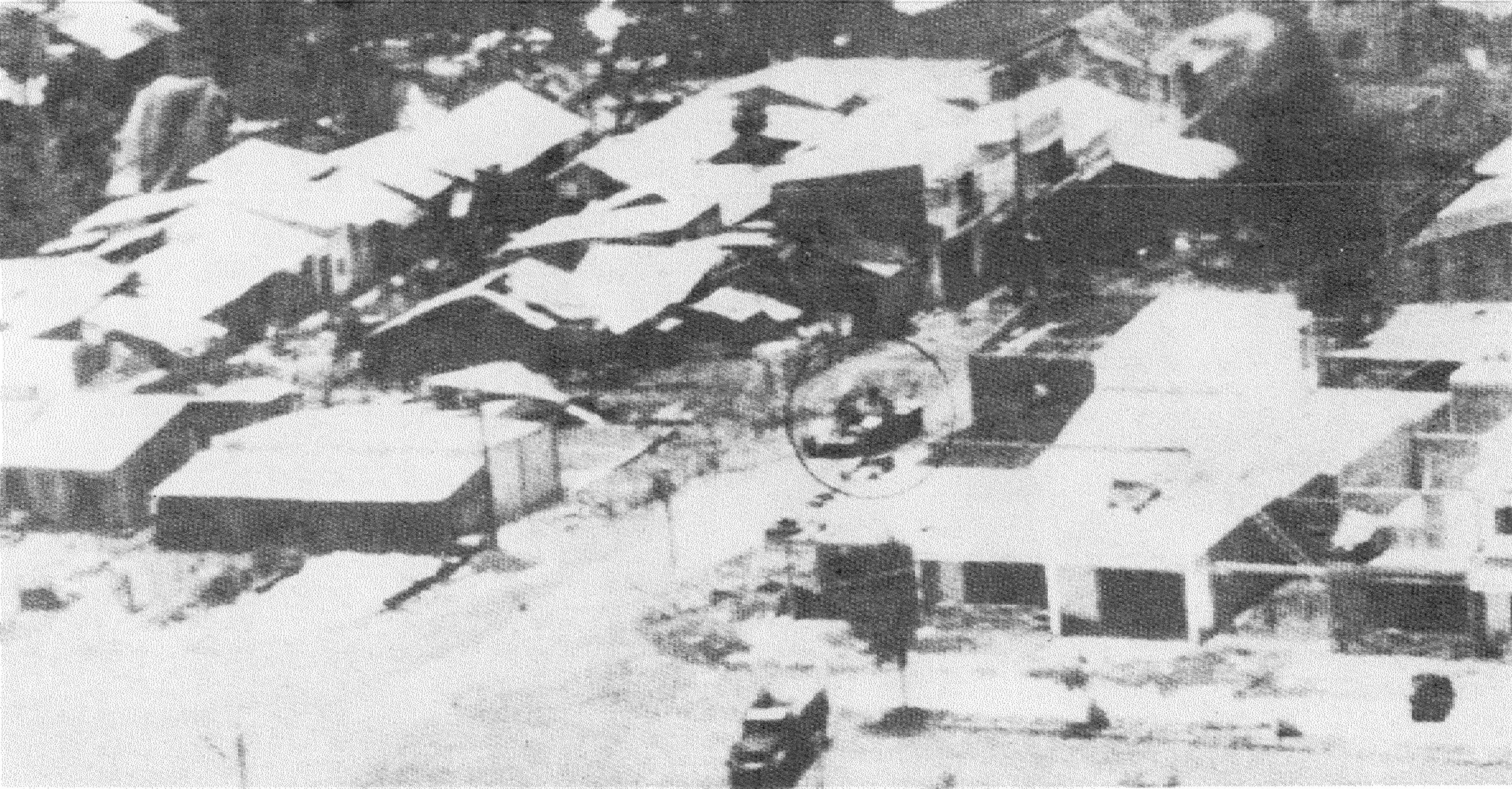
Tanque T-54 norvietnamita destruido en An Lộc por un helicóptero artillado AH-1 Cobra del Ejército estadounidense.

El 9 de mayo de 1972, los tanques norvietnamitas cambiaron inconscientemente la historia de la guerra blindada. El 24 de abril de 1972, un equipo especial experimental estadounidense de helicópteros UH-1B, compuesto por dos helicópteros equipados con el nuevo misil antitanque XM26 TOW, acompañado por técnicos de Bell Helicopters y Hughes Aircraft Corporation, llegó al país. El equipo, denominado 1.er Equipo TOW Aéreo de Combate, se desplegó en el Altiplano Central de Vietnam y comenzó el entrenamiento de artillería. A partir del 2 de mayo, el equipo realizó vuelos diarios en busca de blindados enemigos. El 9 de mayo, unidades blindadas del EVN atacaron el campamento de los Rangers en Ben Het; el equipo TOW destruyó tres PT-76 y repelió el ataque.
El 26 de mayo de 1972, el Ejército norvietnamita avanzó con fuerzas blindadas sobre la ciudad de Kon Tum. Los helicópteros TOW llegaron al amanecer y observaron tanques del Ejército Popular de Vietnam moviéndose casi a su antojo por algunas partes de la ciudad. Los ataques aéreos convencionales resultarían peligrosos para las fuerzas aliadas, pero los TOW demostraron ser ideales para destruir los tanques enemigos. Al final del primer día, los dos helicópteros TOW habían destruido nueve tanques y dañado uno más. Cinco de los tanques destruidos eran T-54/55 y los cuatro restantes destruidos y uno dañado eran PT-76. Al final del mes, los misiles TOW lanzados desde helicópteros habían destruido 24 tanques.
Pero al final, mientras las fuerzas survietnamitas se derrumbaban, fue un tanque T-54 del Ejército de Vietnam del Norte el que arrasó la puerta principal de la Presidencia a las 10:45 del 30 de abril de 1975, poniendo fin a la guerra de Vietnam.[cita requerida]

##### Guerra de los Seis Días

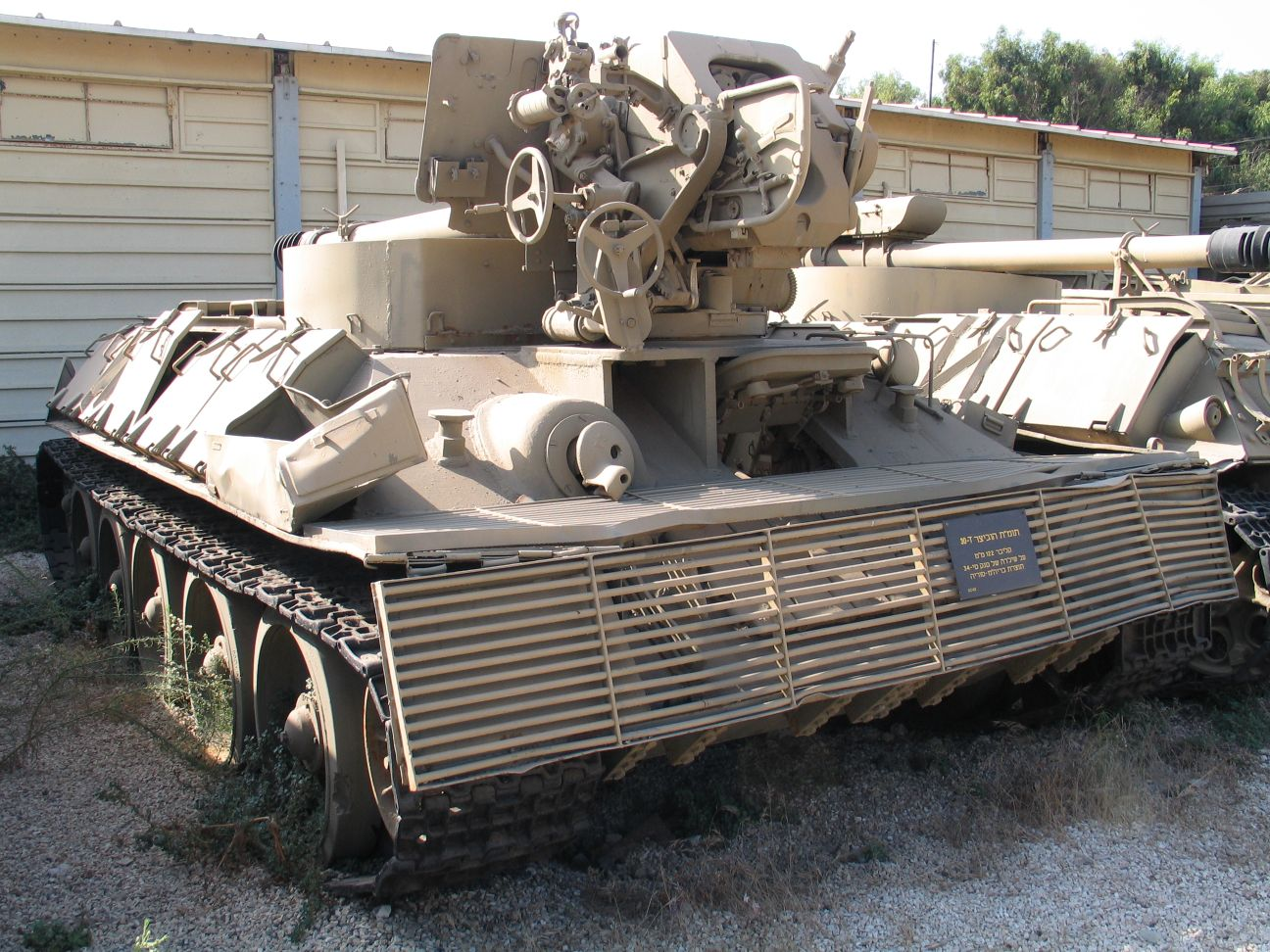
Conversión siria del tanque T-34, designado T-34/122, con un obús D-30 de 122 mm.

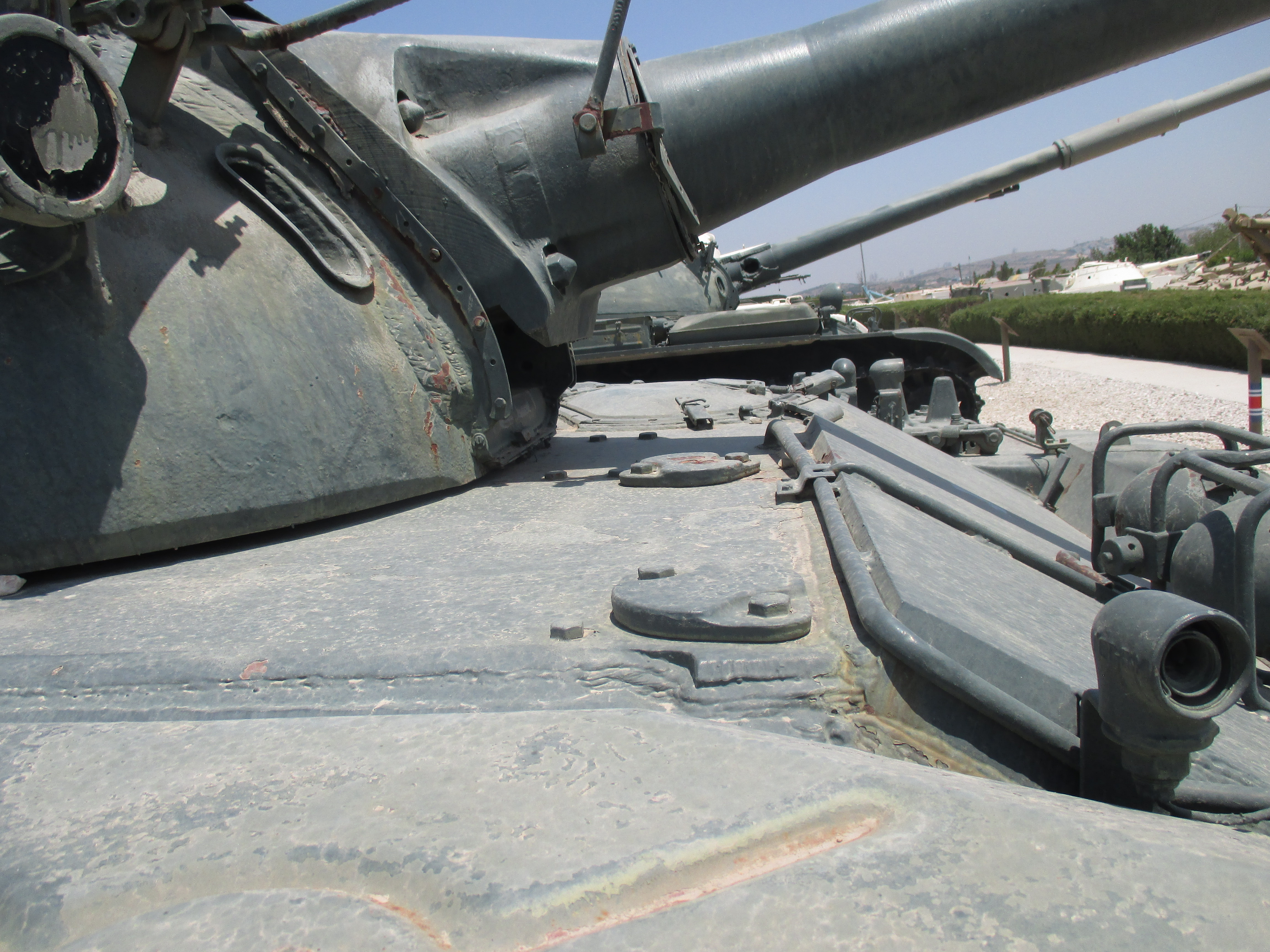
Margen plano entre la torreta de un T-54/55 egipcio y el glacis angulado, una de las pocas áreas del tanque vulnerables a las municiones HEAT de 90 mm.

Antes de la guerra de los Seis Días en 1967, los ejércitos árabes habían luchado con una mezcla de armas, sobre todo británicas, aunque Egipto adquirió tanques M4A4 estadounidenses y les instaló el motor diésel del M4A2 y la torreta FL-10 del tanque ligero francés AMX-13. Siria poseyó al menos un chasis de M4A1 en algún momento entre 1948 y 1956. Pero tras la crisis de Suez en 1956, reforzaron su arsenal principalmente con armas soviéticas. Se sabe que los sirios adquirieron T-34-85 mejorados, a los que denominaron T-34/55. Esta unidad era una modernización siria de los T-34-85 de fabricación soviética, a los que se les había añadido una ametralladora antiaérea en la cúpula del comandante y otras mejoras. Los sirios también adquirieron conversiones del tanque T-34, denominadas T-34/122, que se convirtieron en obuses autopropulsados armados con un obús D-30 de 122 mm.
La guerra de los Seis Días se libró entre el 5 de junio y el 10 de junio de 1967 entre Israel y los Estados fronterizos de Egipto (entonces denominada República Árabe Unida), Jordania y Siria. En la guerra, Egipto, Siria, Jordania e Irak tenían 2504 tanques contra 800 tanques israelíes. Sin embargo, Israel completó una ofensiva aérea decisiva en los dos primeros días que paralizó las fuerzas aéreas egipcias, sirias e iraquíes, destruyó la Fuerza Aérea de Jordania y estableció rápidamente una supremacía aérea total. La Fuerza Aérea de Israel aniquiló a los ejércitos árabes y, con supremacía aérea, fue capaz de destruir muchos de sus tanques a su antojo, pero los blindados israelíes también libraron batallas tanque-tanque. Un ejemplo típico fue la batalla de Abu-Ageila, en la que las fuerzas egipcias, con fuerzas blindadas que incluían un batallón de cazacarros y un regimiento de tanques, formados por blindados soviéticos de la Segunda Guerra Mundial, que incluían 90 tanques T-34-85 (con cañones de 85 mm), 22 cazacarros SU-100 (con cañones de 100 mm) y unos 16 000 hombres, se enfrentaron a los israelíes con 150 tanques posteriores a la Segunda Guerra Mundial, entre los que se encontraban el AMX-13 con cañones de 90 mm, Centuriones y Super Sherman (ambos tipos con cañones de 105 mm). Las fuerzas combinadas de blindados, paracaidistas, infantería, artillería e ingenieros de combate israelíes atacaron las posiciones egipcias por el frente, los flancos y la retaguardia, destruyendo muchos tanques y aislando a las fuerzas egipcias. Al final de la guerra, Israel había conquistado la Franja de Gaza y la península del Sinaí a Egipto, Cisjordania a Jordania y los Altos del Golán a Siria.
Las fuerzas blindadas egipcias eran, en el momento de la guerra de los Seis Días, en su mayoría soviéticas. Egipto había encargado 350 T-54 y 50 PT-76 a la Unión Soviética, que fueron entregados en 1966, antes de la guerra de los Seis Días. Egipto perdió 820 vehículos en la Guerra de los Seis Días, incluidos 82 T-55.: 11–13  Tras las pérdidas, Egipto se rearmó y en 1967 encargó 800 T-54 a la Unión Soviética, que fueron entregados entre 1967 y 1972. En 1967 se encargaron otros 550 T-55 a la Unión Soviética, que se entregaron entre 1969 y 1973, junto con 200 PT-76 encargados en 1970, 50 T-54 encargados en 1972 y 750 T-62 encargados en 1971 a la Unión Soviética, que comenzaron a entregarse en 1972, antes del inicio del siguiente conflicto.

##### Guerra de Yom Kipur
La guerra de Yom Kipur, también conocida como la guerra árabe-israelí de 1973 y la cuarta guerra árabe-israelí, se libró del 6 al 26 de octubre de 1973 entre Israel y una coalición de Estados árabes que respaldaban a Egipto y Siria. En la guerra de Yom Kipur, Egipto, Siria e Irak utilizaron tanques T-34-85, T-54, T-55, T-62 y PT-76, así como cañones autopropulsados antiguos SU-100/152 de la Segunda Guerra Mundial, mientras que Israel contaba con M50 y M51 Sherman con motores mejorados, M48A5 Patton, M60A1 Patton, Centuriones y unos 200 T-54/55 capturados de la guerra de los Seis Días. Todos los tanques israelíes habían sido mejorados con el cañón británico L7 de 105 mm antes de la guerra.

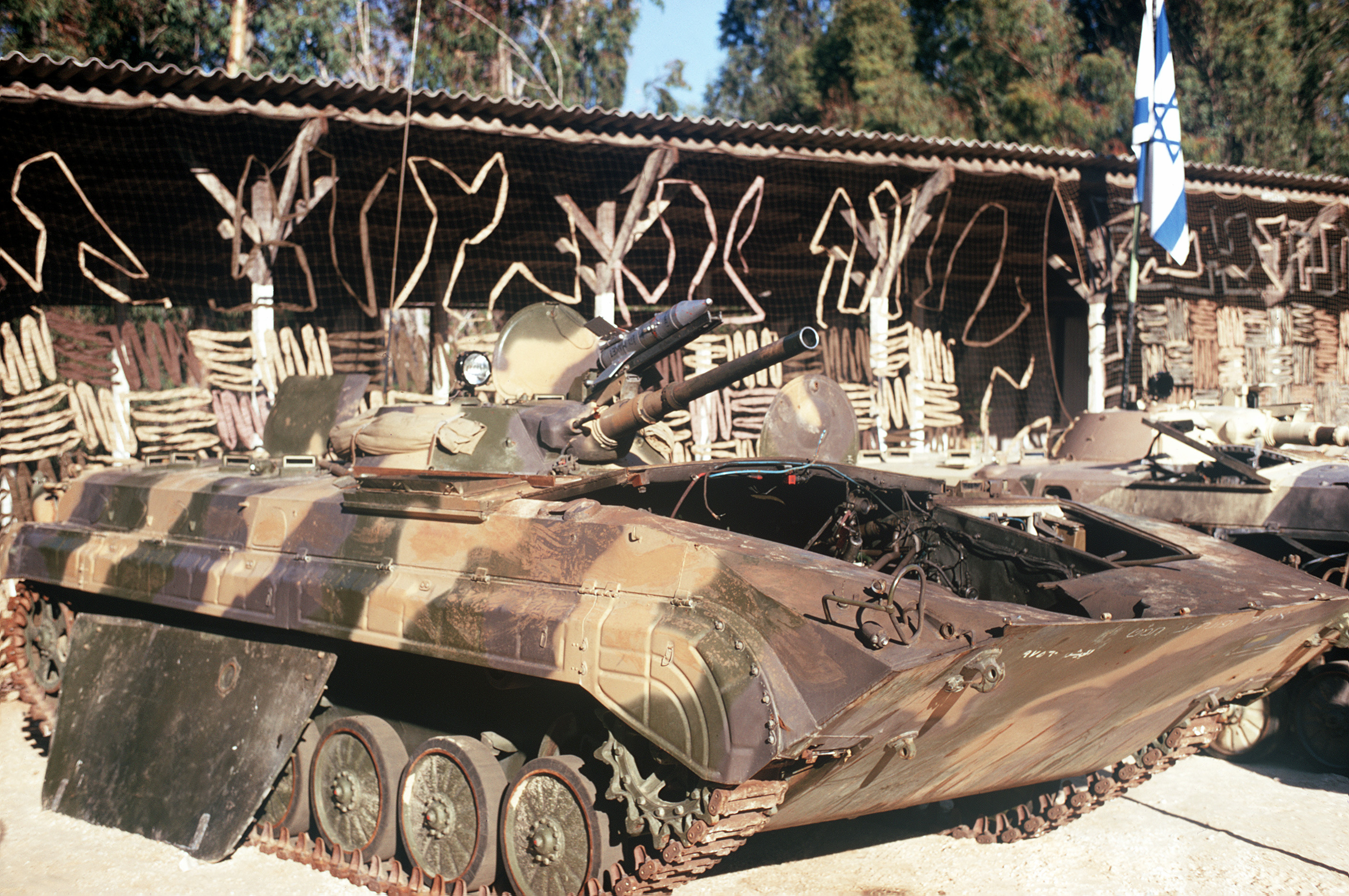
Un BMP-1 de fabricación soviética capturado por las fuerzas israelíes.

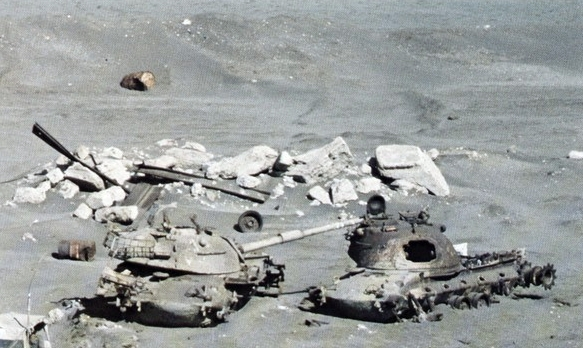
Restos de tanques israelíes M48.

La guerra de Yom Kipur comenzó con un descomunal y próspero ataque egipcio a lo largo del fortificado canal de Suez con tanques que había recibido de la unión Soviética, tanques T-55 y T-62, armas antitanque RPG-7 y el misil guiado antitanque AT-3 Sagger, y utilizando tácticas militares mejoradas basadas en doctrinas soviéticas. Condujeron los tanques por puentes portátiles desplegados sobre el canal de Suez, junto a infantería con armas portátiles y antitanque sin retroceso. Las fuerzas egipcias avanzaron hacia el desierto del Sinaí con dos ejércitos (ambos de tamaño equivalente al de los cuerpos occidentales, incluían la 2.ª División de Infantería en el 2.º Ejército del norte) y, para la mañana siguiente, unos 850 tanques egipcios habían cruzado el canal y se habían preparado para el contraataque israelí. Los 2.º y 3.er Ejércitos egipcios atacaron hacia el este con fuerzas blindadas compuestas por 800-1000 tanques, pero avanzaron hacia el este más allá de la cobertura SAM sobre el canal de Suez, donde se enfrentaron a 700-750 tanques israelíes. El ataque blindado y mecanizado egipcio fue un fracaso estrepitoso. En lugar de concentrar fuerzas de maniobra, habían desperdiciado sus tanques y fuerzas blindadas en un ataque frontal contra las brigadas israelíes preparadas. No menos de 250 tanques y unos 200 vehículos blindados egipcios fueron destruidos. Tras detener el ataque egipcio, los israelíes contraatacaron en la zona de unión entre dos ejércitos egipcios, cruzaron el canal de Suez y rodearon a elementos del 3.er Ejército egipcio hasta que se impuso la resolución de alto el fuego de las Naciones Unidas, acordada de forma cooperativa el 25 de octubre para poner fin a la guerra.

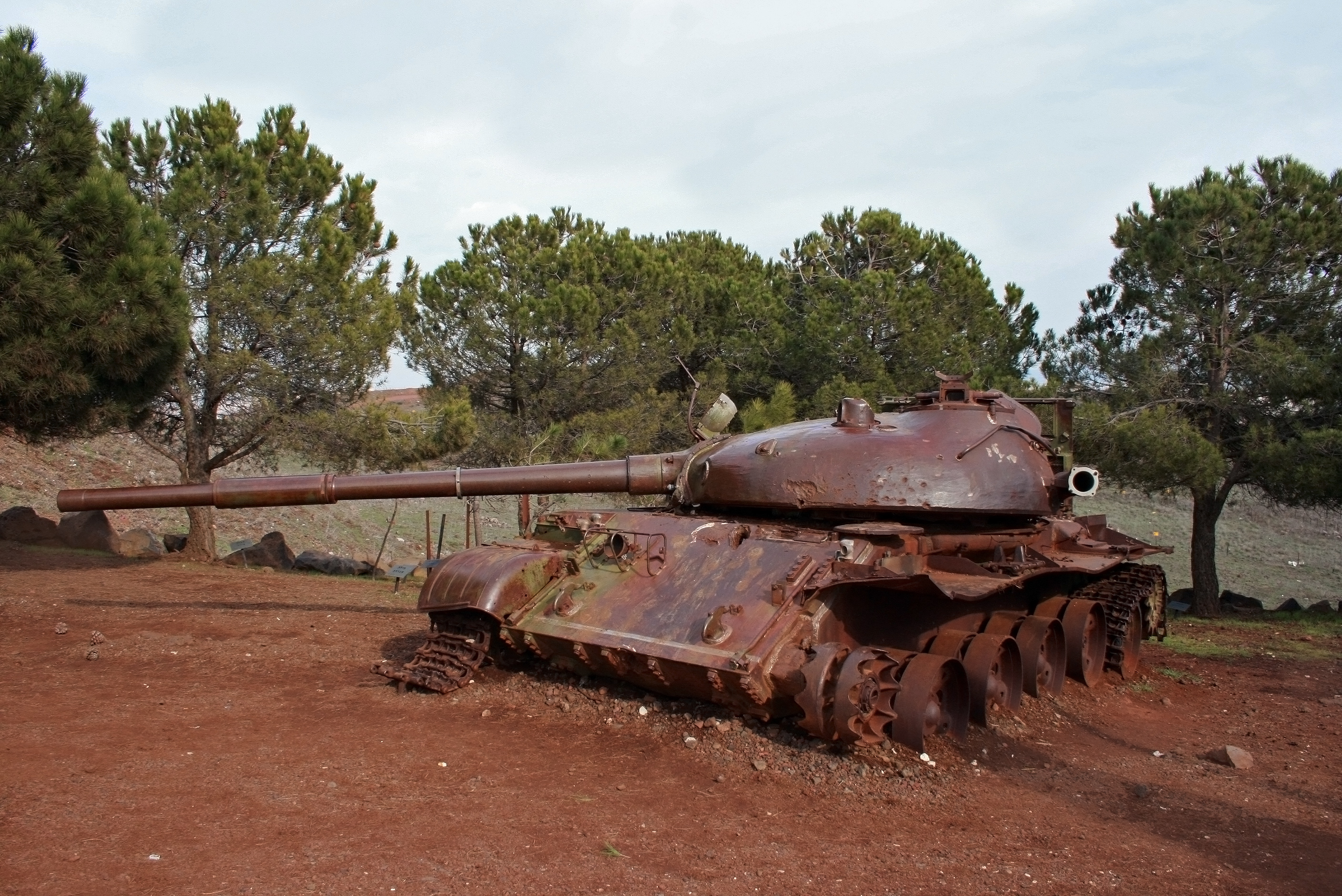
Un tanque sirio T-62 destruido.

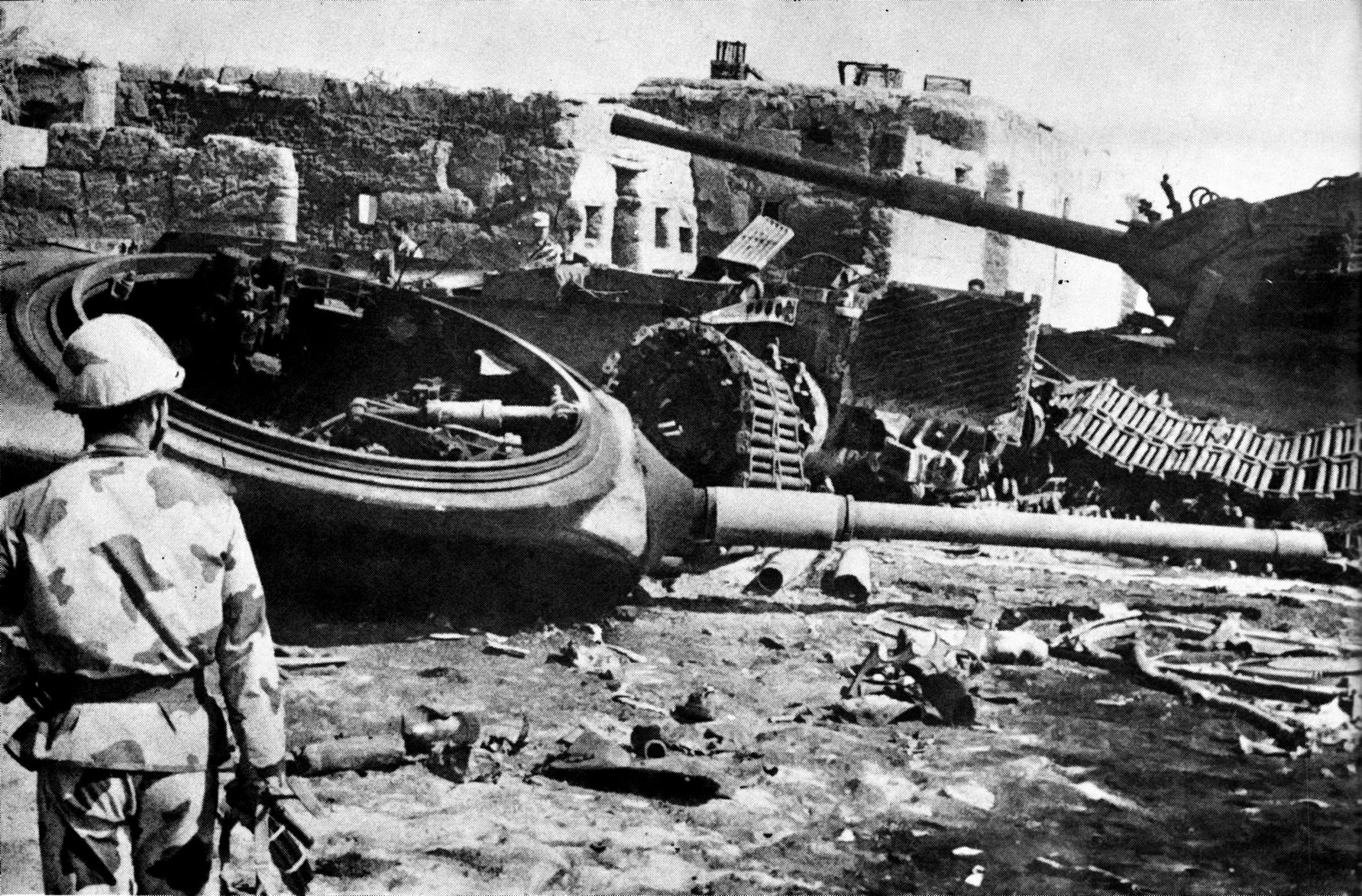
M60A1 Patton israelíes destruidos en el Sinaí.

Al norte, los sirios atacaron los Altos del Golán al mismo tiempo con fuerzas blindadas e inicialmente lograron avances amenazantes contra los defensores, que eran muy inferiores en número. Al inicio de la batalla, los sirios llegaron con tres divisiones de infantería con importantes componentes blindados, compuestas por 28 000 soldados sirios, 800 tanques y 600 piezas de artillería, seguidas por dos divisiones blindadas contra las brigadas israelíes de unos 3000 soldados, 180 tanques y 60 piezas de artillería. Los sirios contaban con tanques lanzapuentes para cruzar zanjas antitanque, misiles antitanque Sagger montados en BRDM, portacañones SU-100, tanques T-55 equipados con una mira nocturna infrarrojos especial y tanques T-62. Las fuerzas israelíes no disponían del equipo óptico adecuado para el combate nocturno y tuvieron que calcular la posición de las fuerzas sirias basándose en el ruido y las bengalas de artillería. Las fuerzas israelíes estaban agotadas, pero se reforzaron gradualmente a lo largo de los días y, en una semana, Israel se recuperó y lanzó una contraofensiva de cuatro días, adentrándose profundamente en el territorio sirio. Sin embargo, Irak también había enviado una fuerza expedicionaria al Golán, con 250-500 tanques, sobre todo T-55, y 700 transportes blindados que amenazaron los flancos israelíes, pero la guerra terminó antes de que los israelíes entraran en combate.
Que los T-54/55 y T-62 de los ejércitos árabes estuvieran equipados con equipos de visión nocturna que los tanques israelíes no tenían les dio una ventaja al combatir de noche, mientras que los tanques israelíes contaban con un mejor blindaje y/o mejor armamento, como el cañón L7 de 105 mm. Los tanques israelíes también tenían una clara ventaja en la posición «hull-down», en la que los ángulos de depresión más pronunciados reducían la exposición. Los cañones principales de los tanques soviéticos solo podían descender 4 grados. Por el contrario, los cañones de 105 mm de los tanques Centurion y Patton podían descender 10 grados. La coalición de Estados árabes y Egipto y Siria perdieron 2300 tanques, que fueron destruidos o capturados.

#### Invasión soviética de Afganistán
La guerra soviético-afgana comenzó el 27 de diciembre de 1979, cuando 700 tropas soviéticas vestidas con uniformes afganos, entre las que se encontraban oficiales de las fuerzas especiales del KGB y el GRU pertenecientes a los grupos Alfa y Zenith, ocuparon los principales edificios gubernamentales, militares y de medios de comunicación de Kabul, incluido el Palacio Presidencial de Tajbeg.

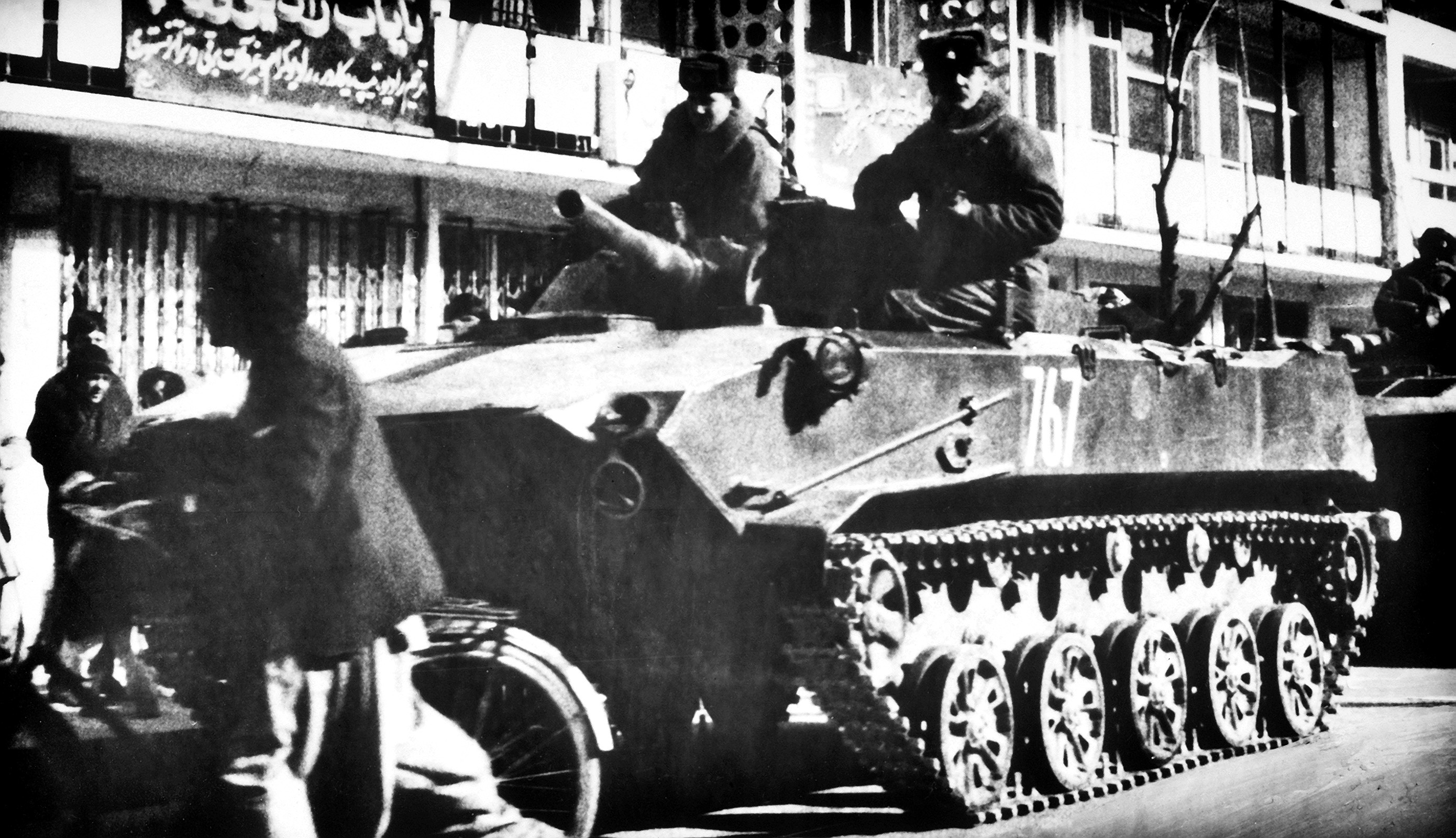
Paracaidistas soviéticos a bordo de un BMD-1 en Kabul.

El Grupo Zenith soviético destruyó el centro de comunicaciones de Kabul, paralizando el mando militar afgano, y comenzó el asalto al Palacio de Tajbeg; tal y como estaba previsto, el presidente Hafizullah Amín fue asesinado. El mando militar soviético en Termez, RSS de Uzbekistán, anunció en Radio Kabul que Afganistán había sido liberado del régimen de Amin. Según el Politburó soviético, estaban cumpliendo con el Tratado de Amistad, Cooperación y Buena Vecindad de 1978 y Amin había sido «ejecutado por un tribunal por sus crímenes» por el Comité Central Revolucionario Afgano. Dicho comité eligió entonces como jefe de gobierno al exviceprimer ministro Babrak Karmal y afirmó que había solicitado ayuda militar soviética.

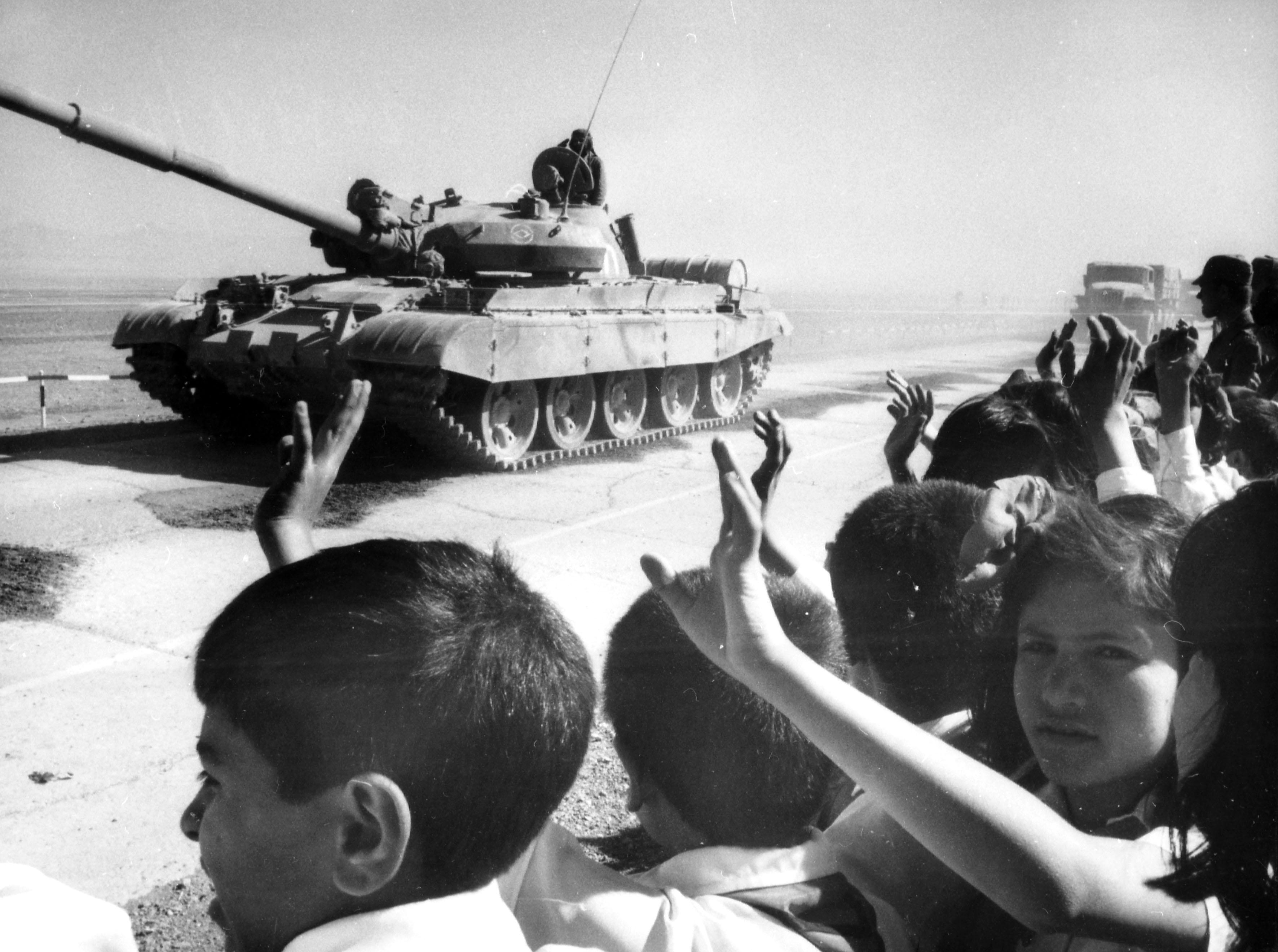
Carro de combate principal soviético T-62M retirándose de Afganistán.

Las fuerzas terrestres soviéticas, a las órdenes del mariscal Serguéi Sokolov, entraron en Afganistán desde el norte el 27 de diciembre. En total, la fuerza soviética inicial estaba formada por 1800 tanques, 80 000 soldados y 2000 vehículos blindados de combate. Solo en la segunda semana, los aviones soviéticos habían realizado un total de 4000 vuelos hacia Kabul. Con la llegada de dos divisiones más tarde, la fuerza soviética total ascendió a más de 100 000 personas. La guerra contra las fuerzas muyahidines, apoyadas en secreto por la CIA, se alargó desde el despliegue inicial soviético del 40.º Ejército en Afganistán el 24 de diciembre de 1979 hasta la retirada final de tropas que empezó el 15 de mayo de 1988 y finalizó el 15 de febrero de 1989, bajo el líder soviético Mijaíl Gorbachov. Las pérdidas de tanques, vehículos blindados y artillería fueron las siguientes:
- 147 tanques
- 1314 vehículos de combate de infantería/transportes blindados de personal
- 433 cañones de artillería y morteros

#### Guerra del Golfo
Durante la Operación Tormenta del Desierto en 1991, los blindados iraquíes eran por lo general tanques de diseño ruso, entre los que se incluían el T-54/55, el T-62, el Tipo 59, el Tipo 69 y el T-72. En la batalla de Khafji, el primer gran enfrentamiento terrestre de la guerra del Golfo, el líder iraquí Sadam Huseín intentó sin éxito atraer a las tropas de la Coalición a costosos combates terrestres con sus fuerzas blindadas y envió a la 1.ª y 5.ª Divisiones Mecanizadas y a la 3.ª División Blindada para llevar a cabo una invasión múltiple hacia Khafji, enfrentándose a las fuerzas estadounidenses, saudíes y cataríes a lo largo de la costa.

Batalla de Khafji.

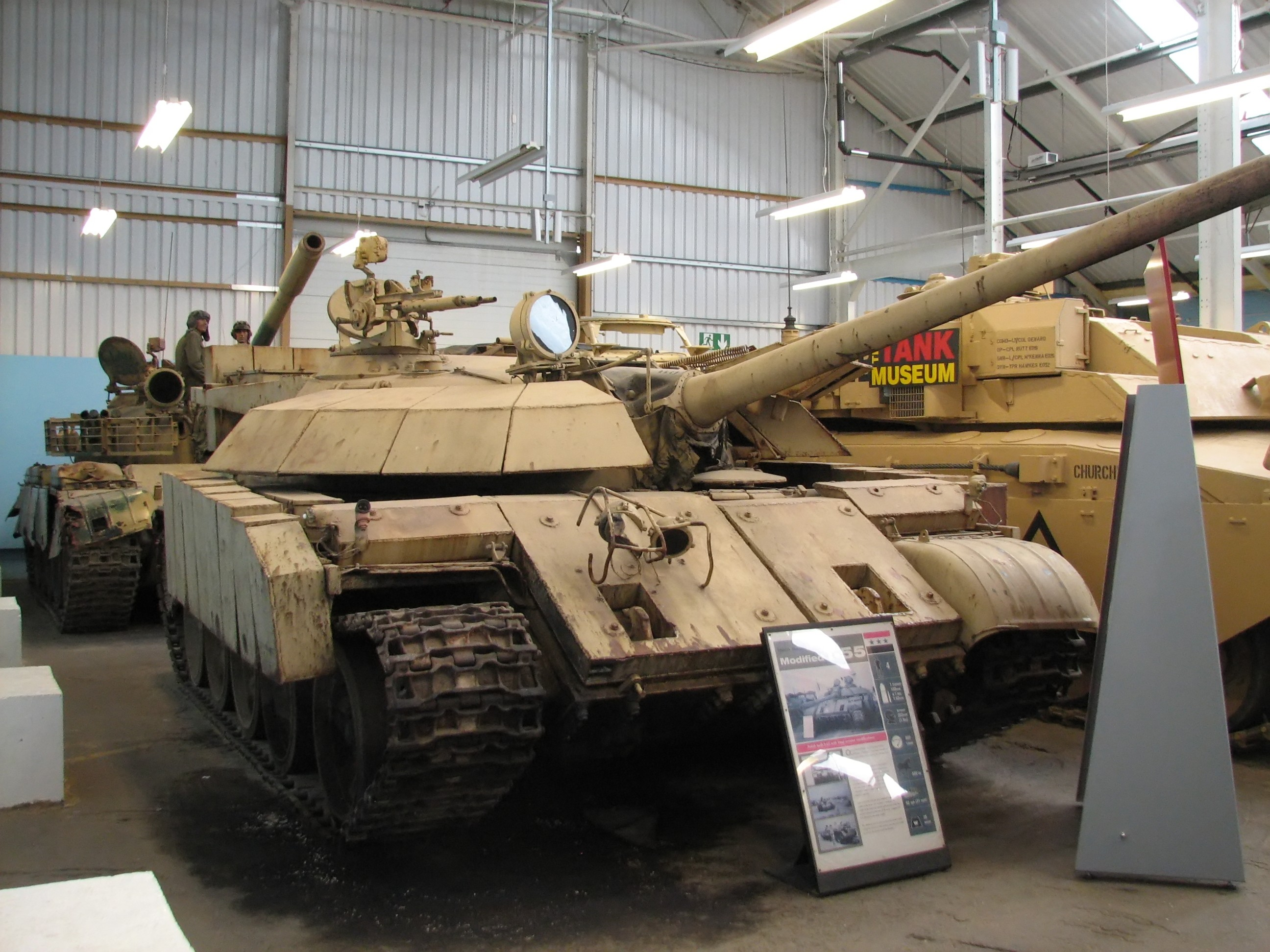
Una modificación iraquí del tanque T-55, utilizada durante la batalla.

La mayoría de las unidades blindadas que no eran de la Guardia Republicana tenían tanques más antiguos, pero la 3.ª División Blindada contaba con varios tanques T-72, la única fuerza externa a la Guardia Republicana en tenerlos, mientras que los demás batallones blindados tenían T-62 y T-55 mejorados. Durante la batalla de Khafji, estos T-55 mejorados sobrevivieron a impactos de misiles antitanque MILAN. A medida que las unidades avanzaban hacia la frontera saudí, muchas fueron atacadas por aviones de la Coalición. En los alrededores del bosque de Al Wafrah, alrededor de 1000 vehículos blindados de combate iraquíes fueron atacados por aviones Harrier con bombas de racimo Rockeye. Otro convoy iraquí de vehículos blindados fue atacado por aviones A-10, que destruyeron el primer y el último vehículo, antes de atacar sistemáticamente al resto que había quedado varado. Los ataques aéreos destruyeron muchos tanques y vehículos de apoyo e impidieron que la mayoría de las tropas iraquíes desplegadas para la ofensiva participaran en ella, lo que permitió a las fuerzas saudíes y cataríes recuperar la ciudad.

Movimientos de las fuerzas de la Coalición en el teatro de operaciones.

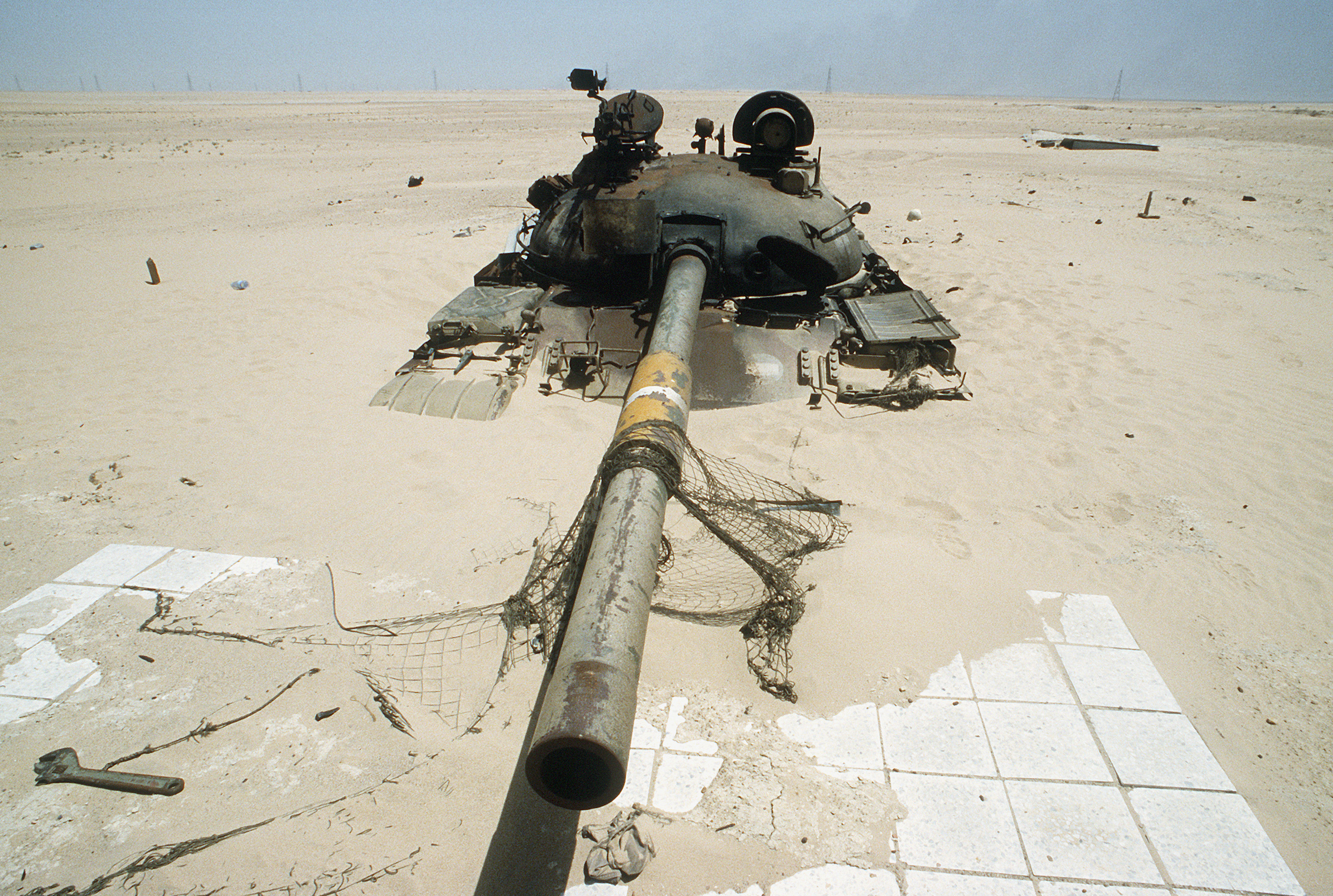
T-62 iraquí destruido cerca de la base aérea Ali Al Salem durante la Operación Tormenta del Desierto, 18 de abril de 1991.

En el lanzamiento del principal ataque terrestre aliado, los tanques iraquíes se enfrentaron a los tanques M60A1 de los marines estadounidenses, que estaban equipados con paquetes de blindaje reactivo explosivo (ERA) adicionales. Sin embargo, la debilidad de los antiguos tanques iraquíes de la era soviética quedó más patente frente al tanque estadounidense M1A1. El tanque M1A1 era superior a los tanques iraquíes T-55 y T-62 de la era soviética.
En la batalla de 73 Easting, que fue una batalla de tanques decisiva librada el 26 de febrero de 1991 durante la guerra del Golfo entre fuerzas blindadas estadounidense-británicas y fuerzas de la Guardia Republicana iraquí, el superior equipo de visión nocturna estadounidense convirtió el mal tiempo en una ventaja para Estados Unidos.
El 2.º Regimiento de Caballería Acorazada (2.º ACR), principalmente un elemento de reconocimiento del VII Cuerpo junto con la vanguardia del cuerpo, la 3.ª División Blindada estadounidense (3.ª AD) y la 1.ª División de Infantería (1.ª ID), y la 1.ª División Blindada británica (1 AD) se enfrentaron y derrotaron a las fuerzas y los tanques iraquíes.
Una de las unidades de caballería del 2.º ACR, la Tropa G («Ghost»), destruyó inicialmente varios transportes blindados de personal iraquíes y tres tanques enemigos. Al llegar a la coordenada 70 Easting, las tropas de caballería de vanguardia del 2.º Escuadrón «Cougar» destruyeron una barrera de ocho tanques T-72 iraquíes. El 2.º ACR sorprendió al enemigo y penetró en las posiciones iraquíes tan rápidamente que estos no pudieron recuperarse. La tropa E atacó hacia delante y destruyó los tanques iraquíes en 73 Easting a corta distancia. Los iraquíes se mantuvieron firmes mientras sus tanques y vehículos blindados de transporte de tropas de la División Tawakalna intentaban maniobrar y luchar. La Tropa E destruyó más de 20 tanques y otros vehículos blindados, varios camiones y búnkeres, y tomó muchos prisioneros sin sufrir ninguna pérdida. Otras tropas del 2.º ACR, I («Iron»), K («Killer») y G («Ghost»), se unieron a los combates en 73 Easting y se enfrentaron a varias oleadas de tanques T-72 y T-55 iraquíes que avanzaban directamente hacia la Tropa G. La Tropa G perdió un M3 Bradley por el fuego de los vehículos de combate de infantería iraquíes y un soldado, y terminó con la mayoría de los elementos iraquíes involucrados en combate quemados o destruidos.

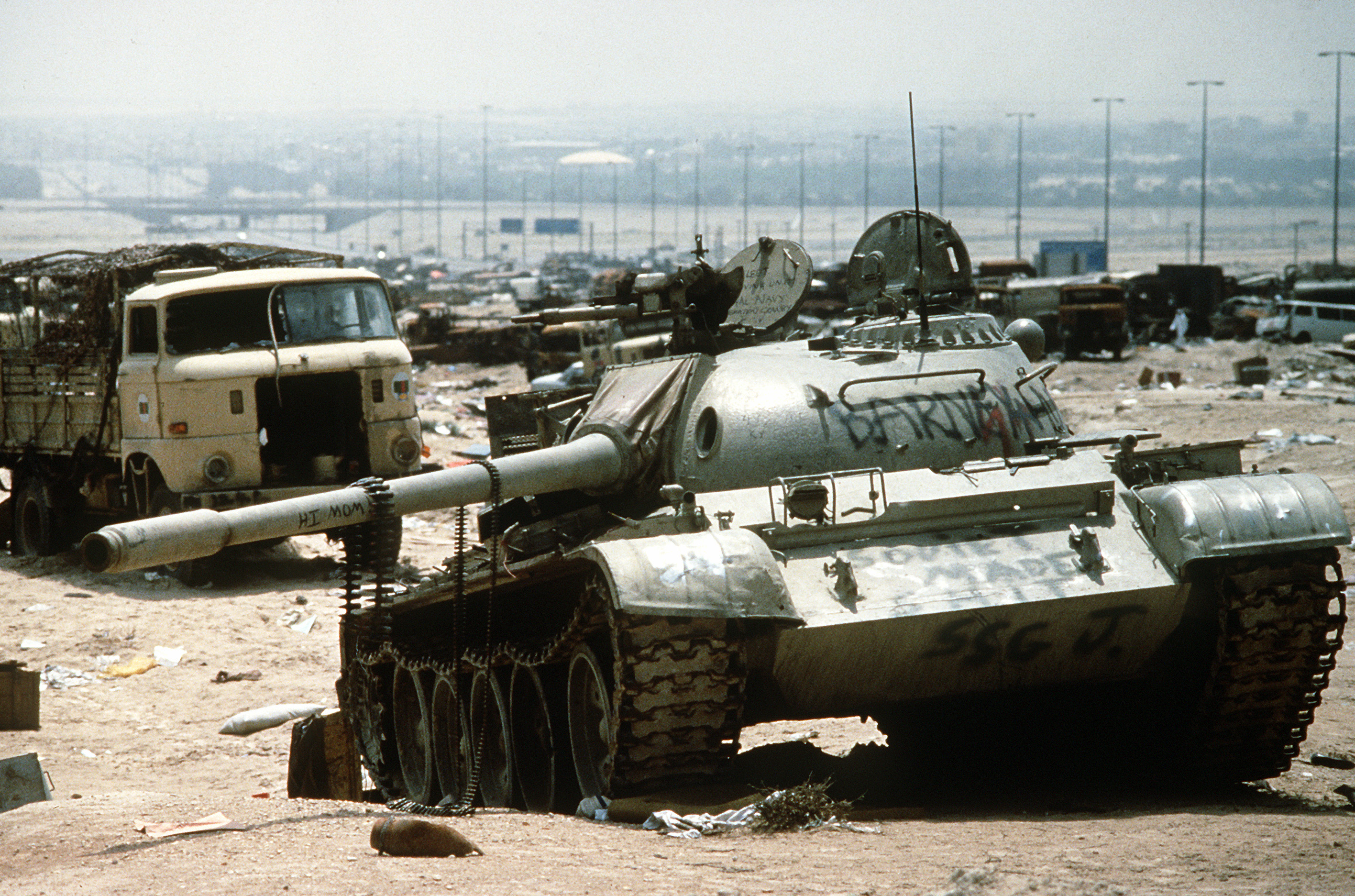
Un tanque iraquí T-55 yace entre otros restos a lo largo de la carretera entre la ciudad de Kuwait y Basora en abril de 1991.

La 3.ª Brigada de la 1.ª División Blindada del Ejército británico se enfrentó a la División Tawakalna, mientras que la División Medina intentó maniobrar contra la 1.ª División Blindada. Los británicos respondieron decisivamente con fuego de MLRS, artillería y ataques aéreos, y destruyeron 40 tanques enemigos y capturaron un comandante de división iraquí. Los tres escuadrones del 2.º ACR, junto con las dos brigadas delanteras de la 1.ª División de Infantería, destruyeron dos brigadas iraquíes (18.ª Brigada Mecanizada y 37.ª Brigada Blindada) de la División Tawakalna. Solo el 2.º ACR destruyó unos 85 tanques, 40 transportes de personal y más de 30 vehículos de ruedas, así como varios sistemas de artillería antiaérea, durante la batalla. El equivalente a una brigada iraquí fue destruido en la batalla de 73 Easting, en la derrota de los tanques y las fuerzas blindadas de la Guardia Republicana.
Al mismo tiempo, las tropas iraquíes comenzaron a retirarse de Kuwait, y se formó un largo convoy de tanques, vehículos y tropas iraquíes en retirada a lo largo de la principal autopista entre Irak y Kuwait. Aunque se estaban retirando, este convoy fue bombardeado tan intensamente por las fuerzas aéreas de la Coalición que llegó a conocerse como la «Autopista de la muerte», ya que los tanques iraquíes y otros vehículos que se encontraban a campo abierto fueron destruidos por los aviones aliados mientras huían, junto con cientos de soldados iraquíes que murieron.

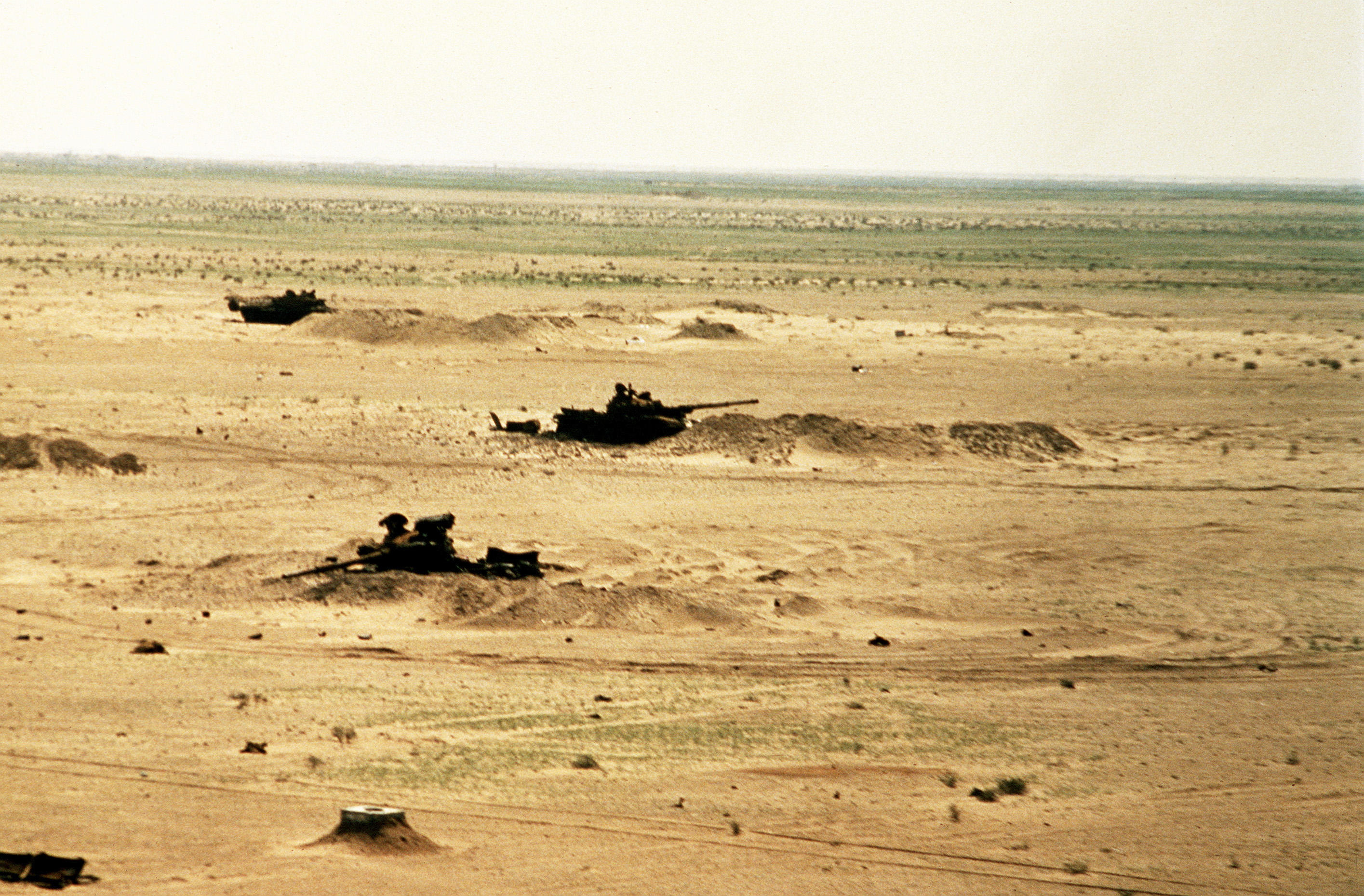
Tanques iraquíes T-72 destruidos en el sur de Irak.

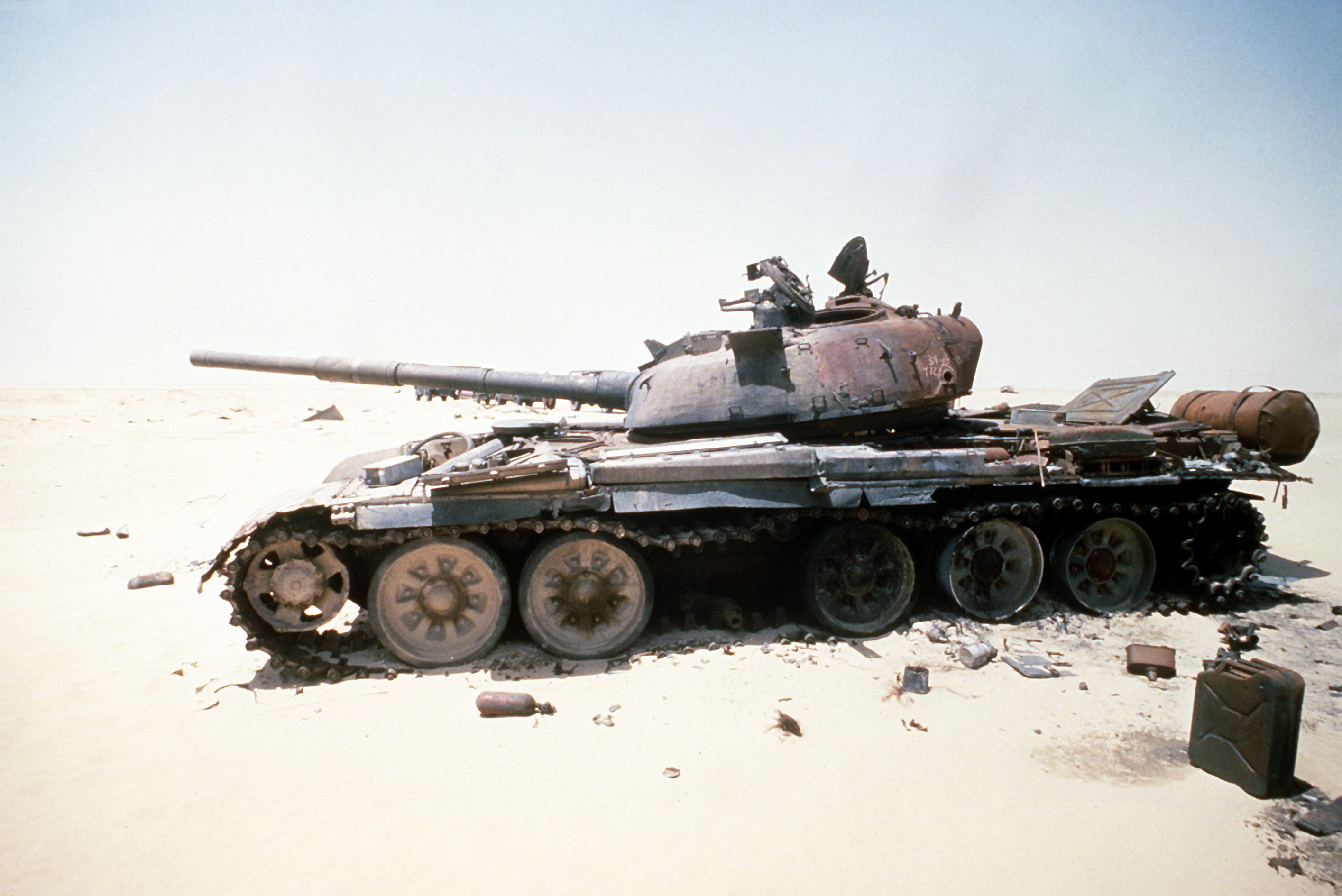
Carro de combate principal iraquí T-72 destruido en un ataque de la Coalición durante la Operación Tormenta del Desierto.

El análisis posterior a la guerra reveló que la mayoría de las fuerzas blindadas iraquíes aún contaban con antiguos tanques T-55 de fabricación soviética de los años cincuenta y sesenta, así como con algunos tanques Asad Babil (junto con algunos tanques chinos Tipo 59 y Tipo 69). Estas máquinas no estaban equipadas con tecnología moderna, como miras térmicas o telémetros láser, y su eficacia en el combate moderno era muy limitada.
Los iraquíes no lograron encontrar una contramedida eficaz contra los visores térmicos y los proyectiles sabot utilizados por los tanques de la Coalición. Este equipo les permitía atacar y destruir los tanques iraquíes desde una distancia más de tres veces superior a la que los tanques iraquíes podían alcanzar a los tanques de la Coalición. Las tripulaciones de los tanques iraquíes utilizaron penetradores de acero antiguos y baratos contra el avanzado blindaje Chobham de los tanques estadounidenses y británicos, con resultados ineficaces.

### Después de la Guerra Fría

#### Guerra de Afganistán

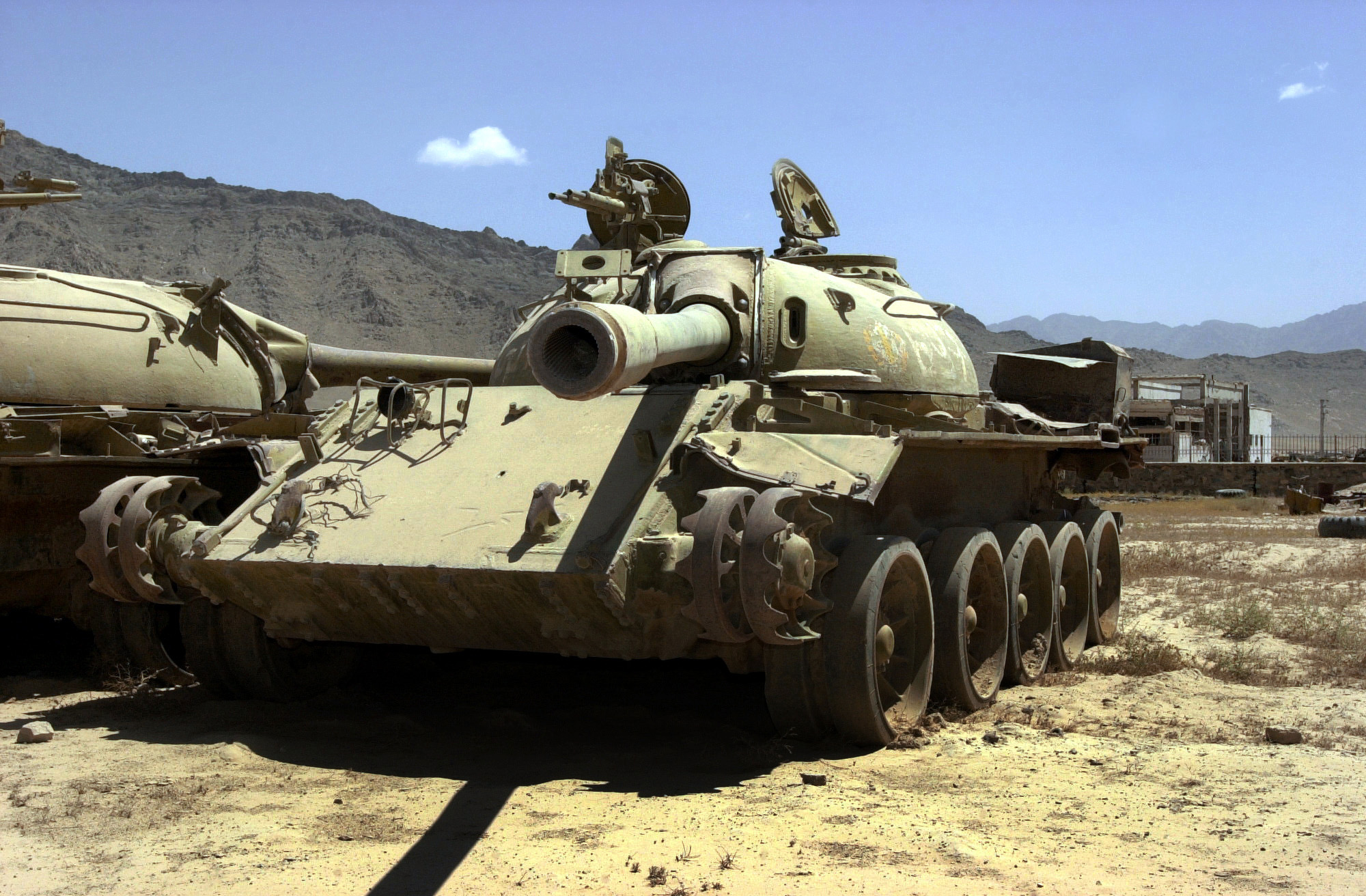
Dos tanques afganos T-55 abandonados por el Ejército soviético durante su retirada yacen oxidados en un campo cerca de la Base Aérea de Bagram.

La guerra civil continuó en Afganistán tras la retirada soviética de 1989. En abril de 1992, el líder afgano Najibullah y su Gobierno comunista cayeron a manos de los muyahidines, que reemplazaron a Najibullah con un nuevo consejo de gobierno para el país. Con las instituciones gubernamentales colapsadas o participando en las luchas entre facciones, mantener el orden en Kabul se volvió casi imposible. El escenario estaba listo para la siguiente fase de la guerra, que condujo al ascenso y la toma del poder en el país por parte del régimen talibán. Las enormes reservas de armas pesadas, como los tanques T-62 y T-55, fueron confiscadas por los distintos señores de la guerra afganos y, junto con vehículos como los BMD-1 de la guerra con la Unión Soviética, se utilizaron para combatir a otras facciones o señores de la guerra. Algunos tanques del Ejército afgano o vehículos militares fueron abandonados por los soviéticos al retirarse, y otros eran restos abandonados por los soviéticos por todo Afganistán y que fueron puestos de nuevo en funcionamiento. Dado que no se prestó ninguna atención al tipo de variante de cada tanque, muchos T-55 tenían piezas mezcladas de diferentes variantes.

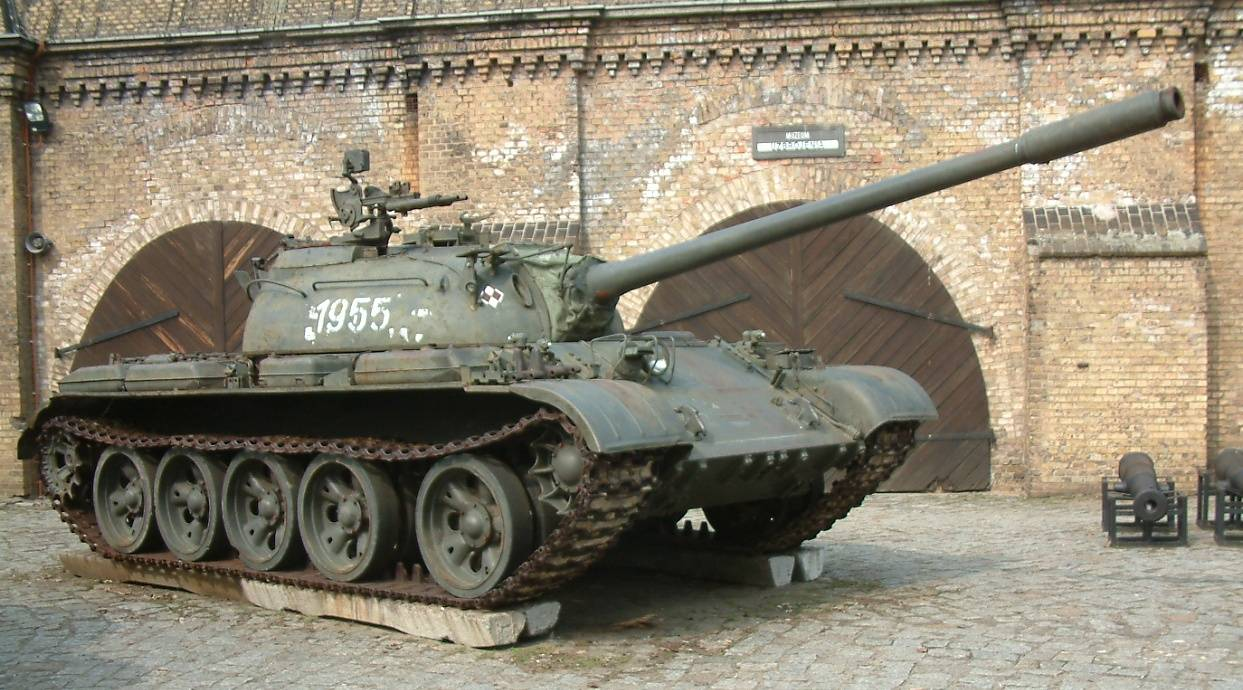
T-55 polaco.

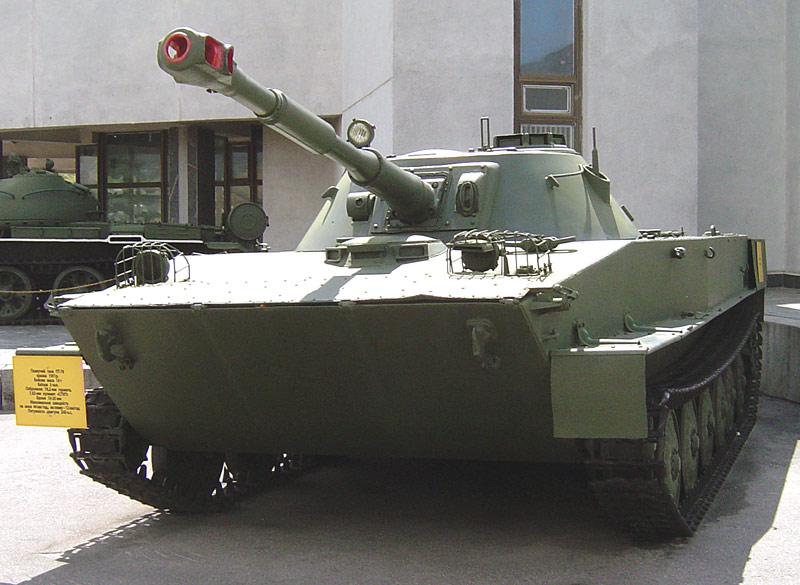
Tanque ligero PT-76.

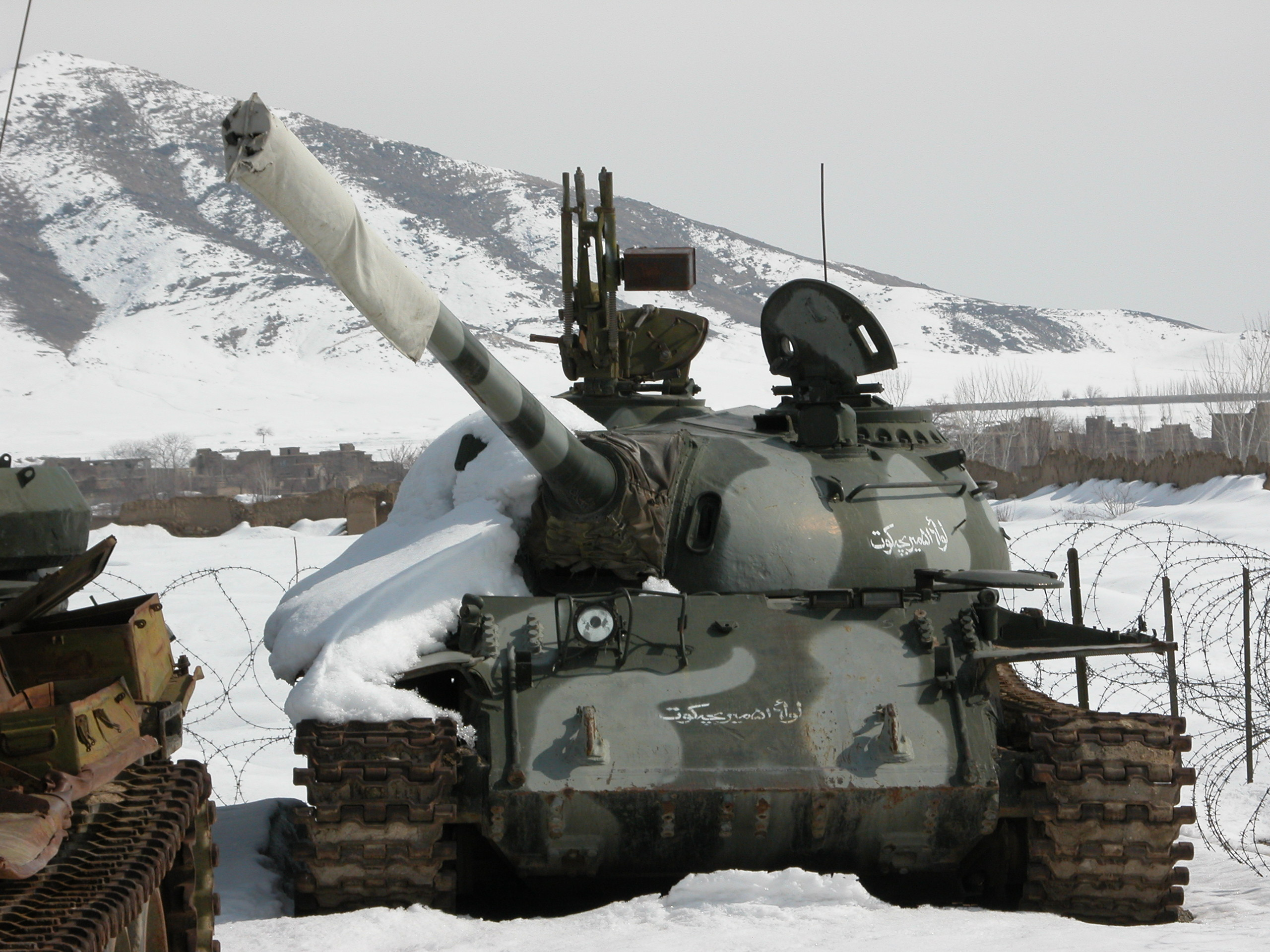
T-55.

El 7 de octubre de 2001, las Fuerzas Armadas de los Estados Unidos iniciaron la Operación Libertad Duradera, lanzada por Estados Unidos y el Reino Unido en respuesta a los atentados del 11 de septiembre de 2001. Se afirmó que la finalidad de la entrada en el conflicto de Afganistán era capturar a Osama bin Laden, destruir a Al Qaeda y derrocar el régimen talibán que había proporcionado apoyo y refugio a Al Qaeda. En la guerra, tanto los talibanes como las fuerzas aliadas con las tropas estadounidenses tuvieron acceso a un amplio abanico de tanques soviéticos que cayeron en sus manos cuando el Gobierno central que los había encargado se derrumbó tras la retirada de los soviéticos. En 1961 se encargaron 50 T-54 y 50 T-55 a la Unión Soviética, que se entregaron entre 1962 y 1964 (los T-54 habían estado anteriormente en servicio en la Unión Soviética). En 1978 se encargaron 200 T-54 a la Unión Soviética, que se entregaron entre 1978 y 1979 (los vehículos habían estado anteriormente en servicio soviético). En 1978 se encargaron 705 T-55 a la Unión Soviética, que se entregaron entre 1978 y 1991 (los vehículos habían estado anteriormente en servicio soviético). En 1958 se encargaron 50 tanques ligeros PT-76 a la Unión Soviética, que se entregaron entre 1959 y 1961. 1000 T-54, T-55, T-62 y PT-76 estaban en servicio el 1 de abril de 1992.

#### de octubre de 2001, Guerra de Irak

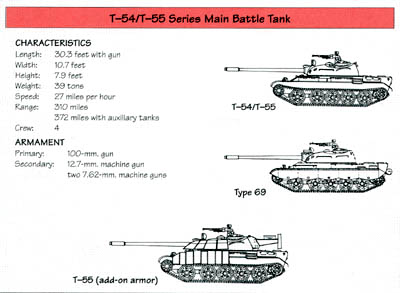
Póster de reconocimiento del Ejército estadounidense para los tanques de la serie T-54/55.

Desde el comienzo de la guerra, el grueso de la resistencia lo componían unidades regulares del Ejército dotadas de tanques más antiguos, como T-54/55 y T-62. Una división armada con los tanques más antiguos que se enfrentó a las fuerzas estadounidenses fue la 6.ª División Blindada del Ejército iraquí. Estaba equipada con T-55 y BMP-1 que defendían el control de puentes clave sobre el río Éufrates y el canal de Sadam en Nasiriya. Sus tanques fueron diezmados por los marines estadounidenses con M1 Abrams, y la división como unidad quedó incapacitada para el combate durante la batalla de Nasiriya en marzo de 2003, durante la invasión.
Además de los tanques T-54/55 y T-62 de los que disponía Irak, los tanques T-72 eran los más temidos por las fuerzas blindadas estadounidenses. Solo las divisiones de la Guardia Republicana estaban equipadas con T-72 modificados por los iraquíes. Muchos de los T-72 iraquíes estaban enterrados u ocultos en arboledas, y se usaban para emboscar a los tanques estadounidenses o británicos. En la guerra, los T-72 iraquíes eran el blanco preferido de los helicópteros Apache y los aviones A-10, en un intento por reducir la potencia de combate de las divisiones de la Guardia Republicana. La única oportunidad que tenían los T-72 Asad Babil contra los tanques estadounidenses era atraerlos a un combate a corta distancia o intentar tenderles una emboscada desde posiciones atrincheradas.

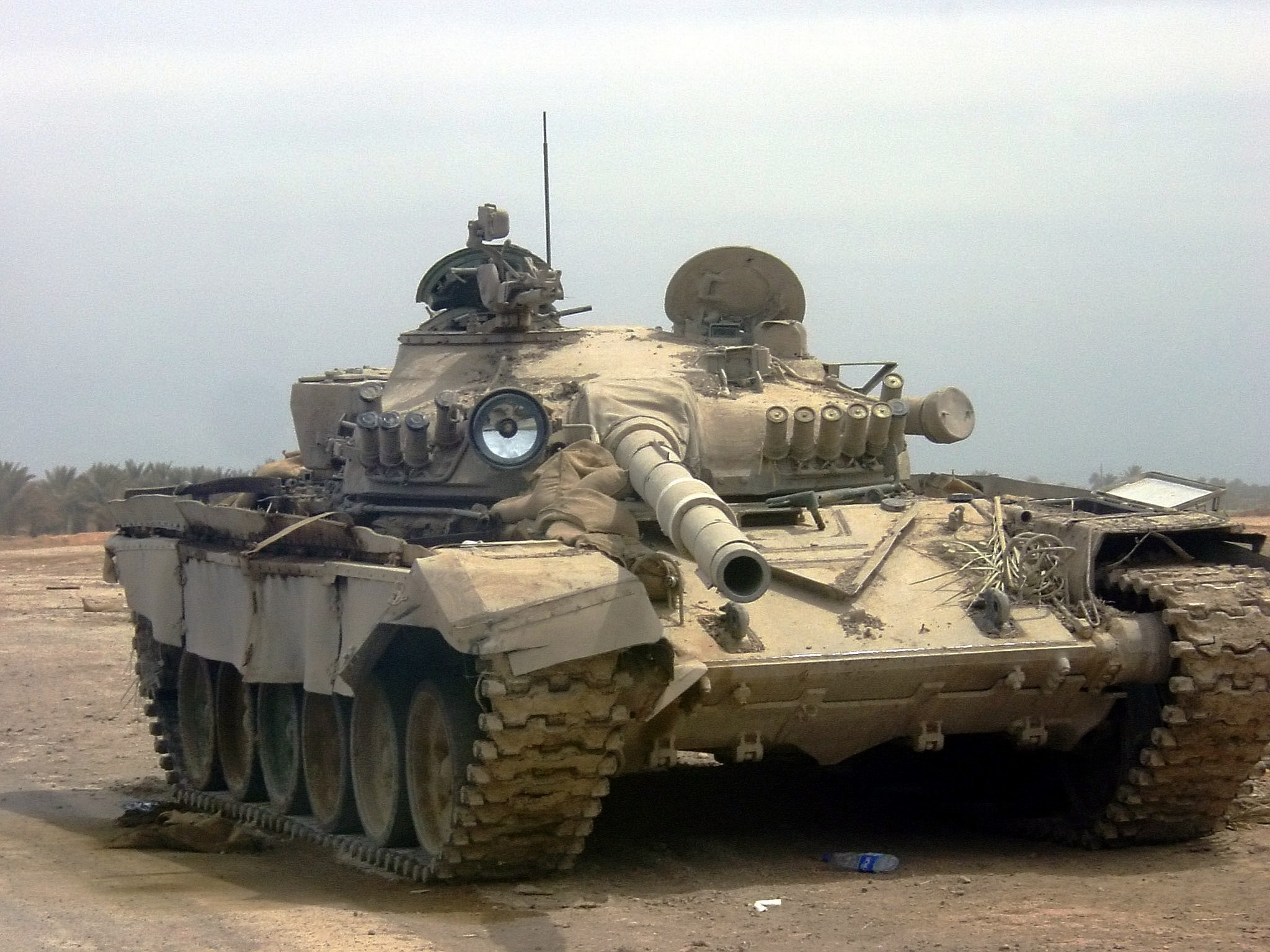
Un Asad Babil abandonado después de enfrentarse al último avance estadounidense en Bagdad.

Pero incluso en esas circunstancias, los M1 solían prevalecer, como demuestran circunstancias como la batalla de Bagdad y el avance hacia la capital, donde docenas de carros de combate iraquíes fueron aniquilados, o cerca de Mahmudiya, al sur de Bagdad, el 3 de abril de 2003, cuando tanques estadounidenses se enfrentaron a sus homólogos a tan solo 45 metros de distancia, destruyendo siete T-72 enemigos sin pérdidas. Estos encuentros también pusieron de manifiesto la pésima puntería de los artilleros iraquíes, en parte debido a la escasez de visión nocturna y telémetros modernos. Sin embargo, los iraquíes no tenían ni idea de que podrían ser detectados y destruidos a distancias de casi 3,2 km por el M1 Abrams y el Challenger.
El T-72 León de Babilonia se vio absolutamente aventajado por el M1 Abrams, el Challenger y cualquier otro carro de combate occidental contemporáneo durante la invasión de Irak en 2003. Los últimos Asad Babil operativos fueron destruidos por las sucesivas oleadas de incursiones blindadas estadounidenses en la capital iraquí o abandonados por sus tripulaciones tras la caída de Bagdad, varios de ellos sin disparar un solo tiro, tras el colapso del régimen.

#### Guerra ruso-ucraniana
Rusia invadió Ucrania y ocupó la península de Crimea en febrero de 2014, y en mayo inició una guerra en la región del Dombás, al este de Ucrania. En febrero de 2022, la situación se agravó hasta convertirse en una invasión total de Ucrania.
Rusia negó inicialmente su mando y control sobre las «milicias separatistas» en Ucrania, compuestas en gran parte por voluntarios y soldados rusos, a las que suministró tanques T-64 de fabricación ucraniana capturados en Crimea y procedentes de sus propias reservas de la era soviética, así como tanques T-72. A medida que las fuerzas ucranianas ganaban terreno y obligaban a las milicias a retirarse hacia la frontera rusa, a partir de agosto de 2014 Rusia envió a las Fuerzas Armadas rusas a Ucrania, especialmente en las importantes batallas de Ilovaisk y Debáltseve, para crear una línea de contacto estable.
En 2022, Rusia intensificó el conflicto hasta convertirlo en la mayor guerra europea desde la Segunda Guerra Mundial. Las fuerzas ucranianas detuvieron el avance ruso y luego cosecharon una serie de éxitos militares gracias a la ayuda militar occidental que comenzó a llegar.
Entre la ayuda militar extranjera a Ucrania en 2002 se incluían tanques T-72 y T-55 mejorados de una serie de antiguos Estados soviéticos y otros donantes, y posteriormente tanques occidentales más nuevos. Sin embargo, el mayor proveedor de tanques fue Rusia, ya que los ucranianos capturaron miles de tanques rusos y pusieron muchos de ellos en servicio.
Entre la ayuda entregada o prometida a Ucrania se encontraban los siguientes:
- Más de 50 T-72M1 de Chequia y Alemania, de reservas en Bulgaria y Chequia, abril de 2022, mayo o junio de 2022 y abril de 2023.
- Más de 250 T-72M(R( y T-72M1(R) de Polonia, desde abril de 2022.
- 31 T-72A de Macedonia del Norte, julio o agosto de 2022.
- 28 M-55S de Alemania de reservas eslovenas, octubre de 2022.
- 105 T-72EA adquiridos por Dinamarca, Chequia, los Países Bajos y los Estados Unidos, restaurados o mejorados en Chequia, desde enero de 2023.
- 60 PT-91 de Polonia, desde abril de 2023.

Por su parte, Rusia aumentó su producción militar, produciendo algunos T-90M nuevos, reacondicionando muchos tanques T-90, T-80 y T-72 viejos, pero con dificultades debido a las sanciones que limitan el acceso a componentes tan diversos como la electrónica digital y los rodamientos. En tres meses, Rusia comenzó a volver a poner en servicio los tanques T-62 y actualizó algunos al nuevo estándar T-62M Obr. 2021 y T-62MV Obr. 2021. A principios de 2023, se vio que los tanques rusos T-55 se utilizaban para entrenar y, al parecer, se enviaban al servicio de combate. Las autoridades rusas afirmaron que el T-14 Armata se probó en Ucrania, pero aún no ha entrado en servicio. 

## Resumen por tanque
Solo figurarán los tanques que se construyeron en cantidades considerables.

### T-24

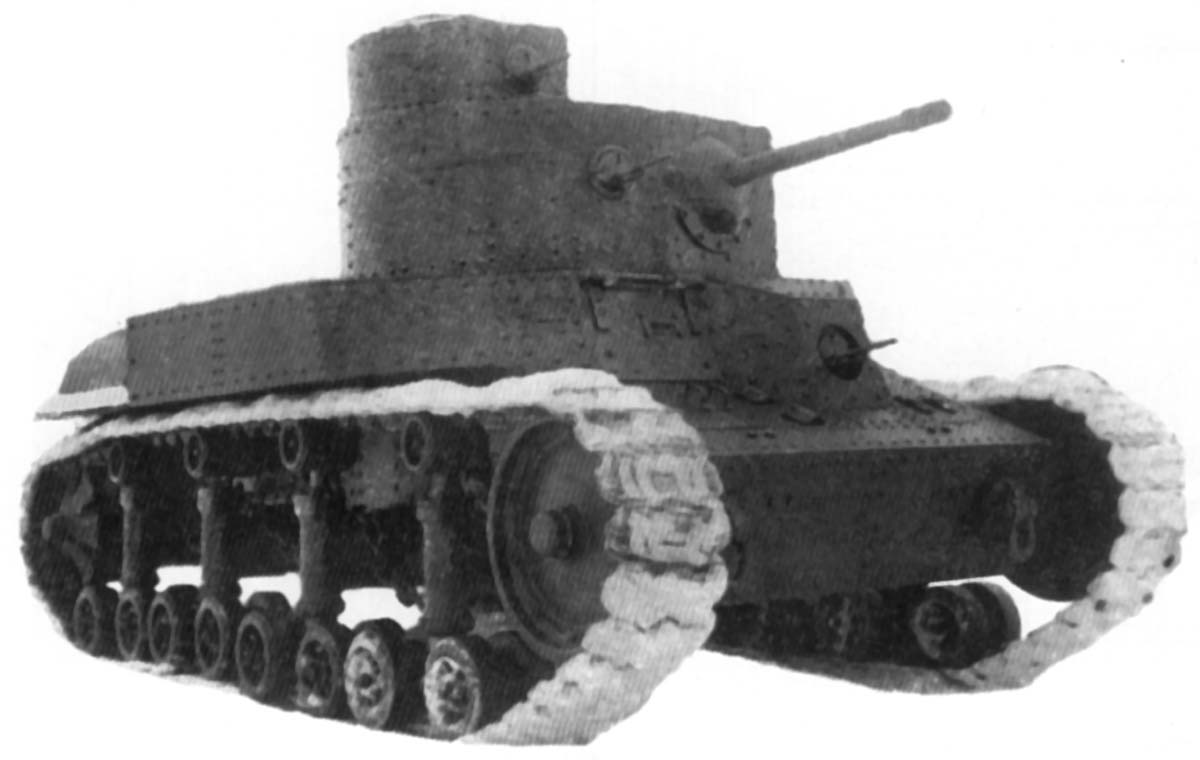
Tanque medio T-24.

El T-24 fue un tanque medio soviético construido en 1931. Solo se construyeron 24 tanques, y no se usó en combate. Este fue el primer tanque producido en la fábrica KhPZ en Ucrania, más tarde responsable por los exitosos tanques soviéticos T-34 y T-54. La suspensión del T-24 se usó satisfactoriamente en los primeros tractores de artillería de la Unión Soviética.
El armamento principal del T-24 era un cañón de 45 mm. Contaba con un afuste para una ametralladora DT de 7,62 mm en el chasis, otro en la torreta y un tercero en una torreta secundaria encima de la torreta principal. El tanque estaba bien blindado para su época, pero tenía problemas con el motor y la transmisión.

### T-26

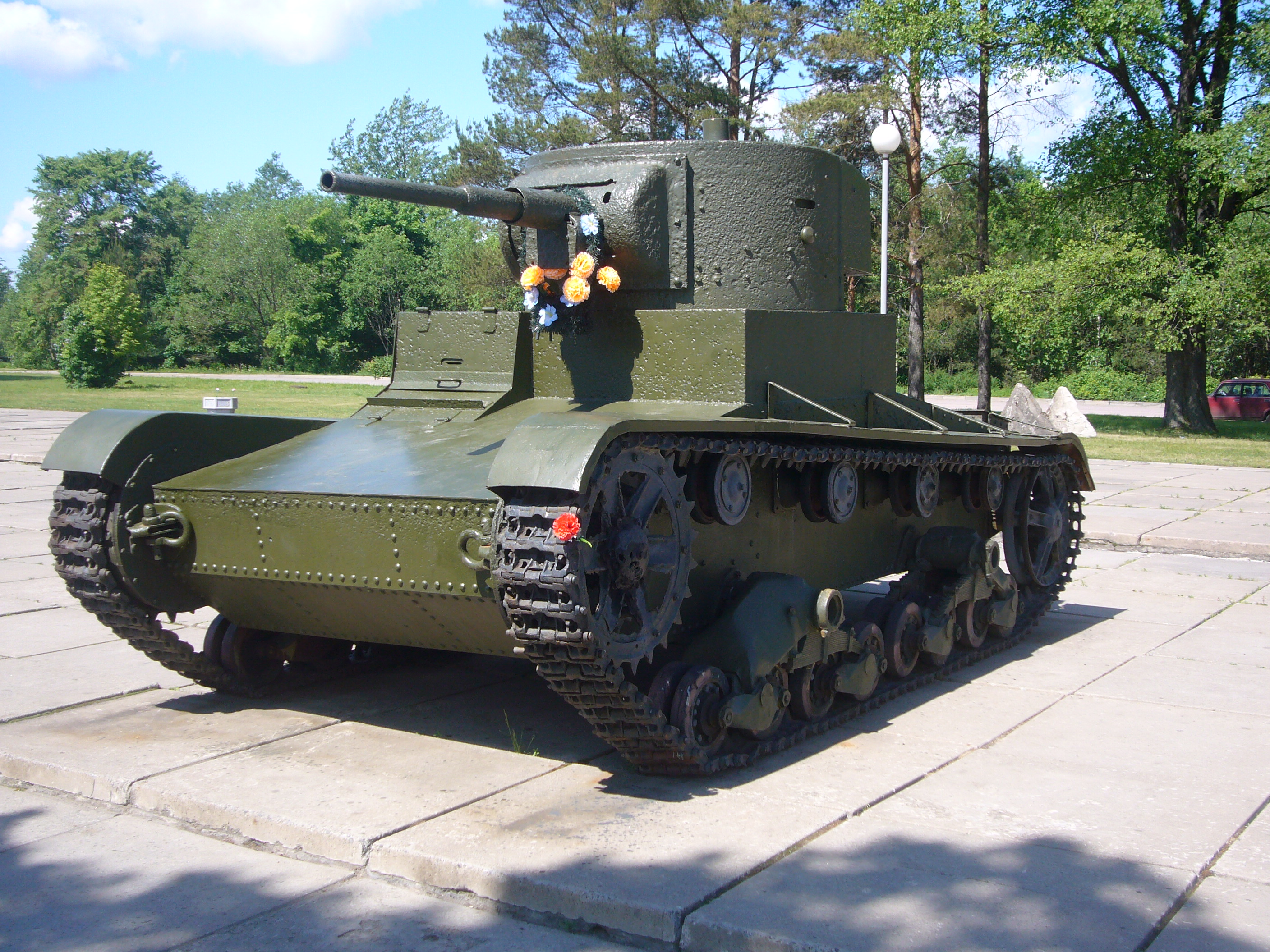
Tanque ligero T-26.

El tanque T-26 fue un tanque de infantería ligero soviético usado durante muchos conflictos de los años treinta y durante la Segunda Guerra Mundial. Fue una evolución del tanque Vickers 6-ton británico y es considerado uno de los diseños más exitosos de los años treinta.
Se fabricó en mayor número que cualquier otro tanque de la época, con más de 11 000 unidades producidas. Durante los años treinta, la Unión Soviética desarrolló aproximadamente 53 variantes del T-26, incluidos otros vehículos de combate basados en su chasis. 23 de ellos se fabricaron en serie.
Aunque estaba prácticamente obsoleto a comienzos de la Segunda Guerra Mundial, el T-26 fue el tanque más importante de la guerra civil española y desempeñó un papel significativo durante la batalla del lago Jasán en 1938, así como en la guerra de Invierno. El T-26 era el tanque más numeroso en la fuerza blindada del Ejército Rojo durante la invasión alemana de la Unión Soviética en junio de 1941. La experiencia de combate con el T-26 demostró al Ejército soviético que, aunque el cañón del T-26 podía perforar el blindaje de los tanques enemigos con los que se enfrentaba en batalla, su blindaje era demasiado fino y el calibre del cañón demasiado pequeño, ya que a menudo se encontraba con cañones antitanque atrincherados que exigían un calibre mayor capaz de disparar proyectiles de mayor potencia explosiva. Los tanques ligeros soviéticos T-26 se utilizaron por última vez en agosto de 1945, en Manchuria.
El T-26 era fiable y fácil de mantener, y su diseño se modernizó constantemente entre 1931 y 1941. Sin embargo, no se desarrolló ningún modelo nuevo del T-26 después de 1940.

### Tanque BT
Los tanques BT fueron una serie de tanques de caballería producidos en grandes cantidades entre 1932 y 1941. Estaban ligeramente blindados pero razonablemente bien armados para su época, y tenían la mejor movilidad de todos los tanques coetáneos del mundo. Superaron a sus oponentes japoneses en los conflictos fronterizos soviético-japoneses (1938-1939), pero miles de ellos se perdieron durante la invasión alemana en 1941 y fueron poco comunes después de 1942. Se desarrolló aún más y fue sustituido por el T-34.

### T-28
El T-28 fue un tanque medio de tres torretas fabricado por primera vez en 1932. Un total de 502 tanques T-28 fueron fabricados entre 1933 y 1941. La experiencia de combate en la guerra de Invierno dio lugar a una mejora con apliques de blindaje. Los tanques T-28E blindados se utilizaron para atravesar la Línea Mannerheim finlandesa, poniendo fin a la guerra de Invierno en 1940. La mayoría de los 400 tanques T-28 restantes se perdieron durante la invasión alemana en 1941. El diseño no tuvo un éxito especial en combate, pero su construcción y diseño proporcionaron a la industria pesada soviética una importante experiencia en la fabricación de tanques medios. El fracaso de este tanque multitorreta llevó al cambio al tanque medio más próspero T-34 monotorreta.

### T-34

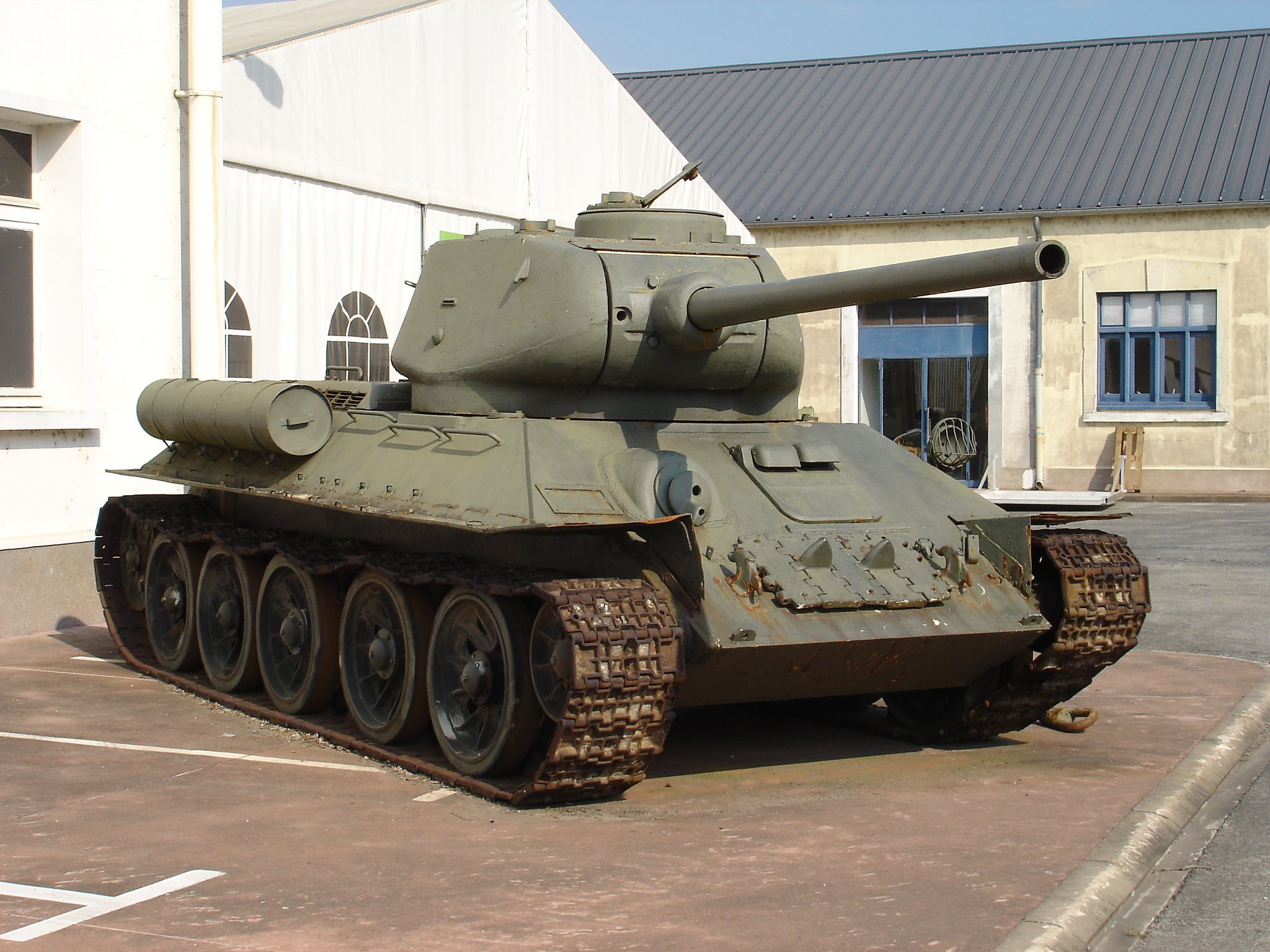
T-34-85 en el Musée des Blindés.

El T-34 fue un tanque medio producido de 1940 a 1958. Aunque su blindaje y armamento eran superados por tanques posteriores de la época, a menudo se le ha considerado el diseño más eficaz, eficiente e influyente de la Segunda Guerra Mundial. Fabricado por primera vez en la fábrica KhPZ de Járkov, fue el pilar de las fuerzas blindadas soviéticas durante la Segunda Guerra Mundial y se exportó extensamente después. Fue el tanque más producido de la guerra y el segundo tanque más producido de todos los tiempos, después de su sucesor, la serie T-54/55. A fecha de 2024, el T-34 sigue en servicio en al menos siete países de todo el mundo.

### T-35

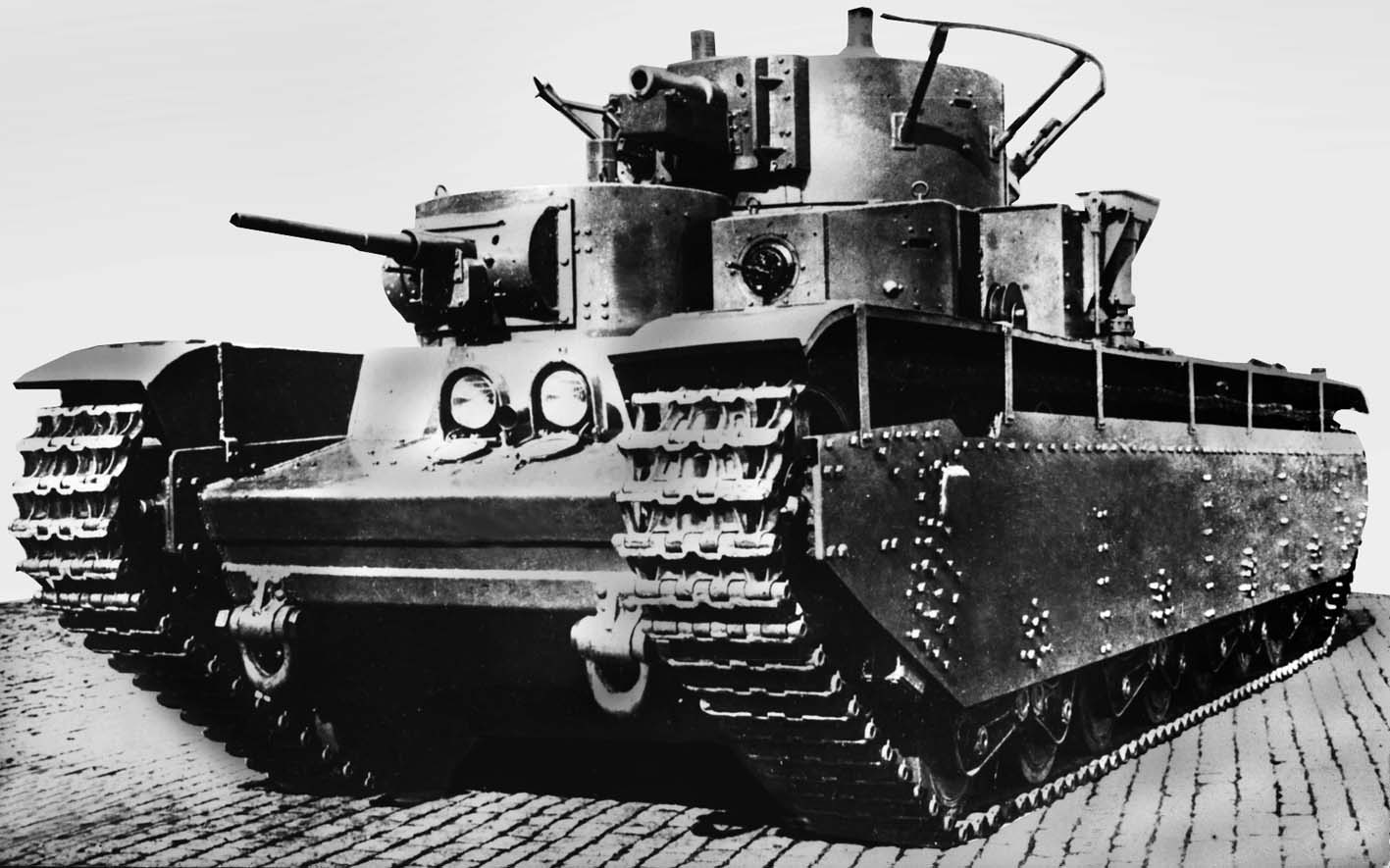
Tanque pesado T-35.

El T-35 fue un tanque pesado multitorreta soviético del periodo de entreguerras y principios de la Segunda Guerra Mundial en producción y servicio limitados en el Ejército Rojo. Fue el único tanque pesado con cinco torretas del mundo en llegar a la fase de producción, pero demostró ser lento y poco fiable mecánicamente. La mayoría de los tanques T-35 que seguían operativos para la Operación Barbarroja se perdieron debido a fallos mecánicos y no a la acción del enemigo.
Por fuera era grande, pero por dentro los espacios eran estrechos y los compartimentos de combate estaban separados entre sí. Algunas de las torretas obstaculizaban las escotillas de entrada. El fracaso del T-35 y otros tanques multitorreta en la guerra de Invierno (1939-1940) llevó al desarrollo del tanque pesado Kliment Voroshílov (con una sola torreta), que tuvo más éxito.

### T-37

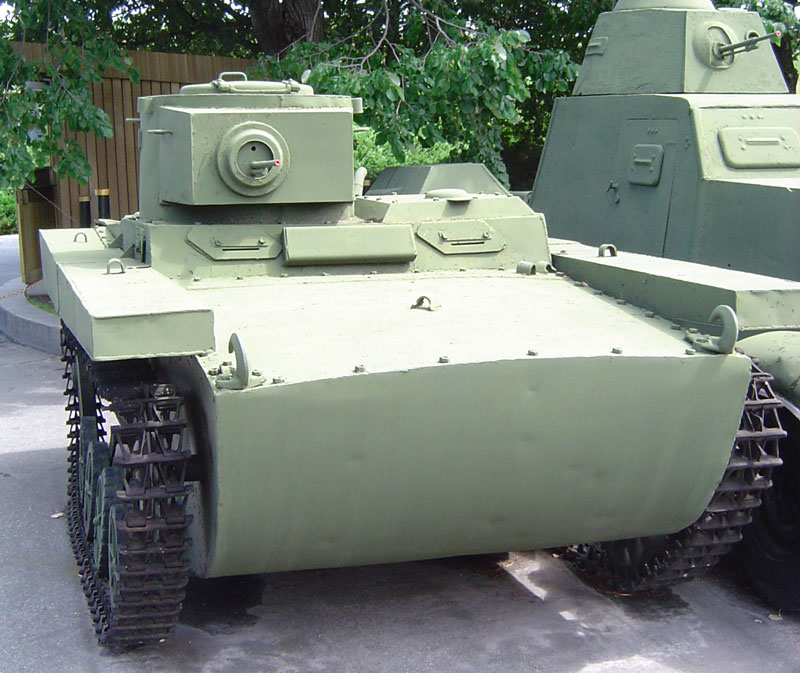
T-37 expuesto en Kiev, Ucrania.

El T-37A fue un tanque anfibio ligero. El tanque suele denominarse T-37, aunque esa designación se utilizó para un tanque distinto que nunca salió de la fase de prototipo.[cita requerida] El T-37A fue la primera serie de tanques anfibios producida en cadena del mundo.[cita requerida]
El tanque se creó en 1932 basado en la tanqueta Vickers británica y otros tanques anfibios operativos. El tanque se empezó a producir en cadena desde 1933 hasta 1936, cuando el T-38 más moderno, basado en el T-37A, lo reemplazó. En general, tras cuatro años de producción, se produjeron 2552 T-37A, incluidos los prototipos originales.[cita requerida]
En el Ejército Rojo, se utilizaron para realizar tareas de comunicación, reconocimiento y como unidades de defensa en marcha, así como para el apoyo activo de la infantería en el campo de batalla. Los T-37A se utilizaron en grandes cantidades durante la invasión soviética de Polonia y en la guerra de Invierno contra Finlandia. Los soviéticos también utilizaron los T-37A al comienzo de la Gran Guerra Patria, pero la mayoría de ellos se perdieron rápidamente. Los tanques de este tipo que sobrevivieron lucharon en el frente hasta 1944 y se utilizaron en entrenamiento y defensa auxiliar hasta el final de la Segunda Guerra Mundial.[cita requerida]

### T-38

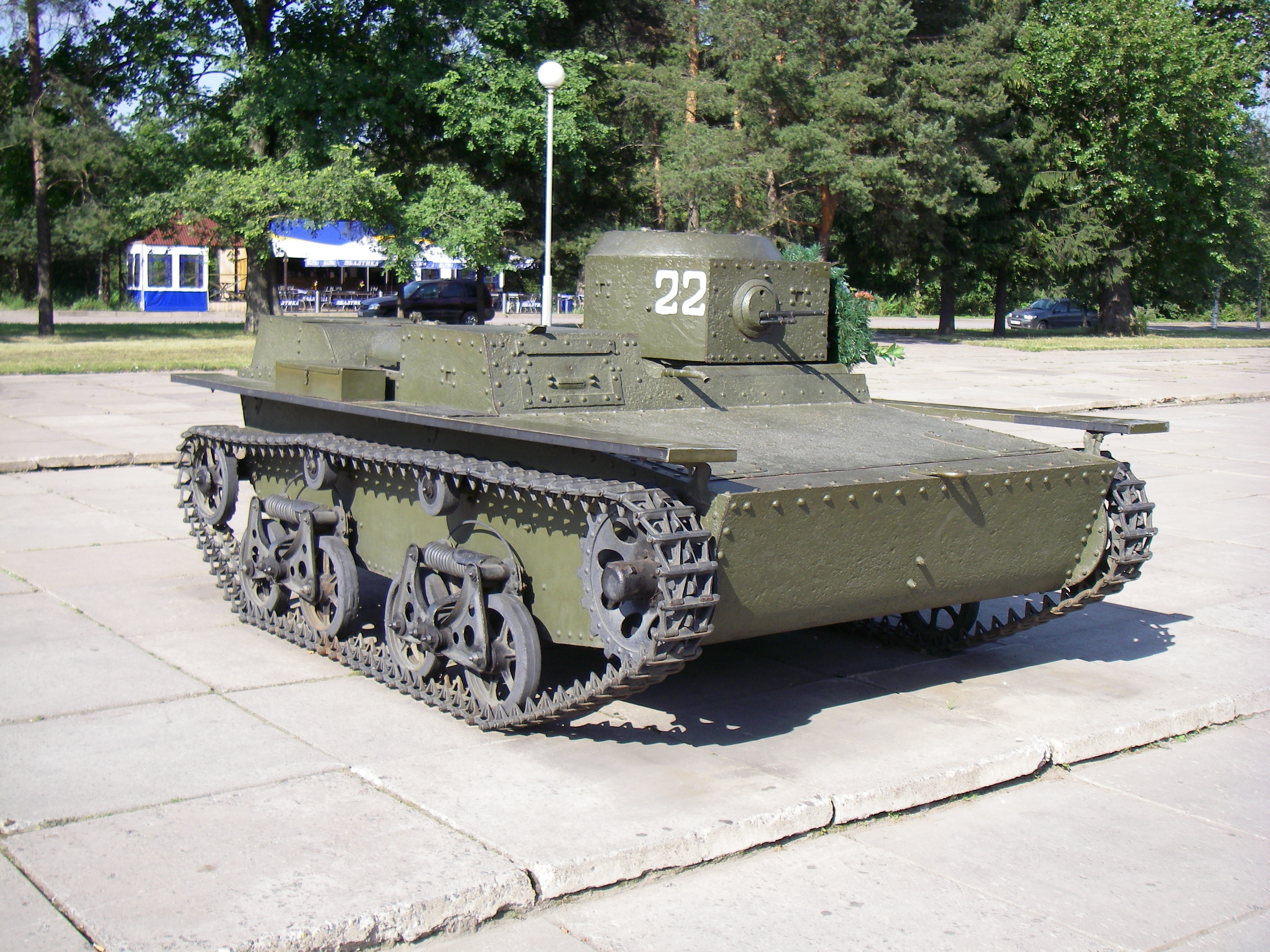
Tanque de reconocimiento anfibio T-38.

El tanque de reconocimiento anfibio T-38 fue un tanque anfibio ligero empleado en la Segunda Guerra Mundial.
El T-38 era una evolución del anterior T-37, basado a su vez en el tanque de reconocimiento ligero francés AMR 33. El tanque estaba impulsado por un motor estándar GAZ (Ford) y era barato de producir. La flotabilidad se conseguía gracias al chasis de gran volumen y a los grandes guardabarros. En el agua, el vehículo era propulsado por una pequeña hélice de tres palas montada en la parte trasera.
Los tanques estaban destinados al reconocimiento y al apoyo de la infantería. Como tanque de exploración, el T-38 tenía las ventajas de una silueta muy baja y una buena movilidad, gracias a su capacidad para nadar. El T-38 también estaba diseñado para ser aerotransportado; durante las maniobras de Kiev en 1936, los tanques fueron transportados por bombarderos Túpolev TB-3, montados bajo el fuselaje. A cada batallón de infantería se le asignaron 38 T-38, y se designaron 50 para cada batallón blindado aerotransportado. Sin embargo, el blindaje delgado y el armamento de una sola ametralladora limitaban el uso del tanque en combate, mientras que la falta de radios en la mayoría de los T-38 suponía una grave limitación en un vehículo de reconocimiento. Se reconocieron las limitaciones del T-38 y se habría sustituido por el T-40, pero el estallido de la Segunda Guerra Mundial hizo que solo se fabricaran unos pocos T-40.
Se construyeron unos 1500 T-38, lo que ilustra la importancia de los tanques de reconocimiento anfibios para el Ejército Rojo. Algunos se armaron con un cañón ShVAK de 20 mm y se designaron T-38RT.

### T-40
El tanque de reconocimiento anfibio T-40 fue un tanque anfibio ligero usado por la Unión Soviética durante la Segunda Guerra Mundial. La capacidad anfibia era importante para el Ejército Rojo, como demuestra la producción de más de 1500 tanques anfibios en los años treinta. El T-40 se pensó para reemplazar a los tanques anfibios ligeros T-37 y T-38. Era un mejor diseño, pero debido a las presiones de la guerra, los soviéticos favorecieron la producción de diseños más sencillos, por lo que solo se construyeron unos pocos T-40. La última tanda de T-40 fabricados llevaba montados lanzacohetes BM-8-24 Katiusha en lugar de torretas. Esta versión proporcionaba un soporte móvil para un sistema de lanzamiento múltiple de cohetes de 24 raíles, que disparaba cohetes no guiados de 82 mm.

### T-50
El tanque de infantería ligero T-50 fue construido por la Unión Soviética a principios de la Segunda Guerra Mundial. El desarrollo del T-50 comenzó como el proyecto SP (Soprovzhdeniya Pejoti, «apoyo de infantería») en 1939. La oficina de diseño fue desmantelada durante la Gran Purga y no pudo continuar el proyecto, por lo que se transfirió a la Fábrica K.E. Voroshílov n.º 174 en mayo de 1940. Troyánov completó el diseño del T-50 en enero de 1941 y se autorizó su producción, pero debido a problemas técnicos, no pudo continuar. El diseño de este vehículo contaba con características avanzadas, pero era complejo y costoso, y solo se completó una corta serie de 69 tanques. Además, incluso antes de que estuviera listo para la producción en cadena, la experiencia de guerra invalidó el concepto subyacente de los tanques ligeros.

### T-60

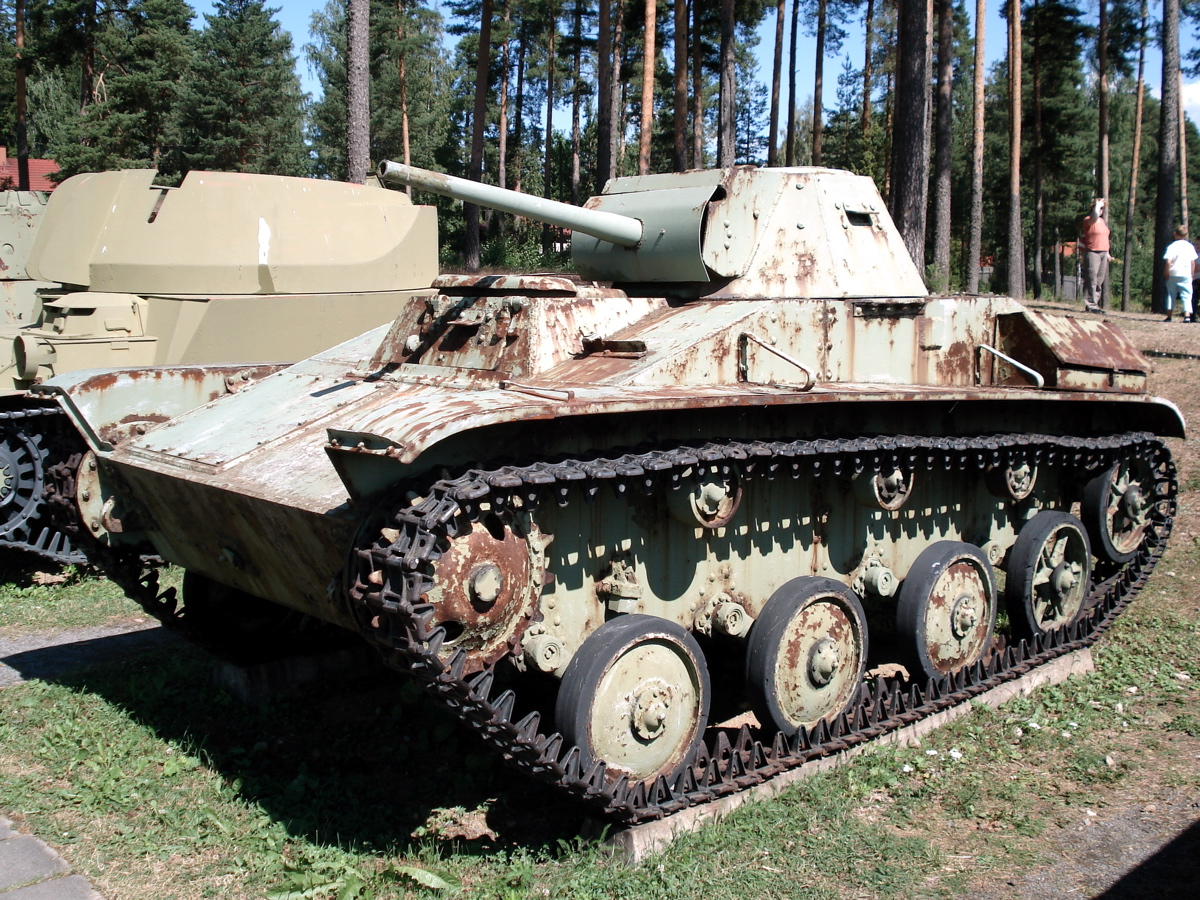
T-60 en el Museo de Blindados de Parola.

El tanque de reconocimiento T-60 fue un tanque ligero producido por la Unión Soviética de 1941 a 1942. En este periodo se construyeron más de 6292. El tanque se diseñó para reemplazar al obsoleto tanque de reconocimiento anfibio T-38.
Aunque en un principio se pretendía que portase una ametralladora de 12,7 mm como el T-40, el armamento fue posteriormente actualizado al cañón TNSh de 20 mm, una versión para tanques del ShVAK, por recomendación del comisario del Pueblo para la Industria de Tanques, Viacheslav Mályshev. Esta arma podía penetrar 15 mm de blindaje perpendicular a un alcance de 500 m, lo que resultó inadecuado contra los nuevos diseños de tanques alemanes mejor blindados, por lo que en 1942 se intentó rearmar el T-60 con el cañón ZiS-19 de 37 mm, pero se renunció debido a la escasez de munición de 37 mm en la Unión Soviética.
El T-60 también se usó en el diseño del tanque antiaéreo experimental T-90. Este proyecto cambió al tanque ligero T-70 y se canceló sin ninguna producción.

### T-70
El tanque ligero T-70 fue utilizado por el Ejército Rojo durante la Segunda Guerra Mundial, reemplazando tanto al tanque de reconocimiento T-60 para el reconocimiento y al tanque de infantería ligero T-50 para el apoyo a la infantería. El tanque ligero T-80 era una versión más avanzada del T-70 con una torreta para dos hombres, solo se produjo en pequeñísimas cantidades cuando se abandonó la producción de tanques ligeros. El cañón antiaéreo autopropulsado T-90 fue un vehículo prototipo con dos ametralladoras basado en el chasis del T-70.
El T-70 estaba armado con un cañón L/46 Modelo 38 de 45 mm con 45 proyectiles y una ametralladora coaxial DT de 7,62 mm. El tanque estaba operado por un conductor y un comandante que cargaba y disparaba el cañón. El grosor del blindaje en la parte frontal de la torreta era de 60 mm, de 45 mm en la parte frontal y lateral del chasis, de 35 mm en la parte trasera y los laterales de la torreta, y de 10 mm en la parte superior e inferior.
Los T-70 entraron en producción en marzo de 1942 en Závod n.º 37 y, junto con el T-60, en GAZ y Závod n.° 38. Reemplazaron por completo la producción del T-60 en septiembre de 1942, aunque dicho tanque permaneció en servicio hasta el final de la guerra. La producción finalizó en octubre de 1943, con 8226 vehículos completados.

### Tanque Kliment Voroshílov
Los tanques Kliment Voroshílov (KV) fueron una serie de tanques pesados con una protección de blindaje extremadamente fuerte a principios de la Segunda Guerra Mundial, sobre todo durante el primer año de la invasión alemana. Aunque estaba fuertemente blindado, los mayores cañones y el blindaje más grueso introducidos por el enemigo lo hicieron menos eficaz con el tiempo. La serie se interrumpió porque no se podía mejorar con mejores cañones o blindaje más pesado, pero sirvió como base para el posterior tanque pesado Iósif Stalin.

### Tanque Iósif Stalin

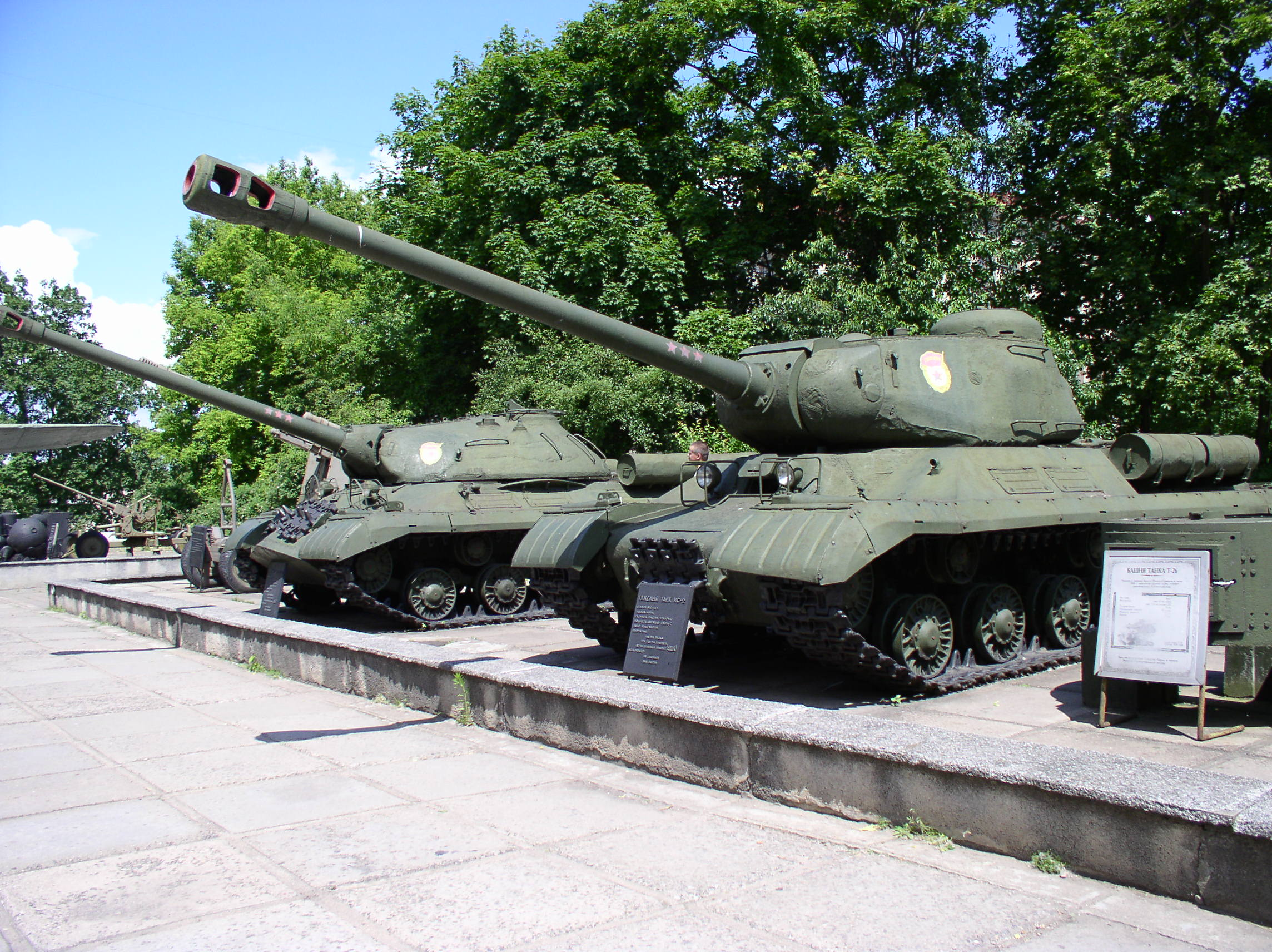
IS-2 Modelo 1943 (modernizado) (al frente) e IS-3 en el Museo bielorruso de la Gran Guerra Patria.

El tanque Iósif Stalin (IS) fue un tanque pesado desarrollado por la Unión Soviética durante la Segunda Guerra Mundial. Los tanques de la serie también se llamaban a veces JS.
El tanque pesado se diseñó con un blindaje grueso para contrarrestar a los cañones alemanes de 88 mm y portaba un cañón principal capaz de derrotar a los tanques alemanes Tiger y Panther. Era principalmente un tanque de avance que disparaba proyectiles con alta carga explosiva útiles contra atrincheramientos y búnkeres. El IS-2 entró en servicio en abril de 1944 y el Ejército Rojo lo usó como punta de lanza en la batalla de Berlín en la fase final de la guerra.

### T-10/IS-10/IS-8

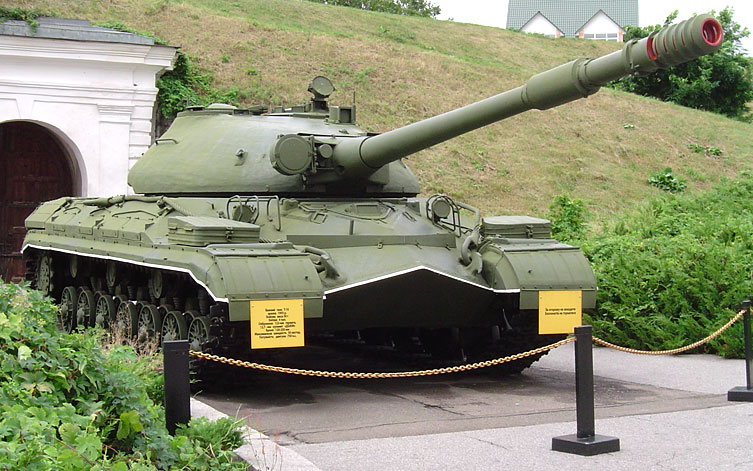
T-10 en el Museo Nacional de la Historia de Ucrania en la Segunda Guerra Mundial.

El T-10 (también conocido como Objeto 730) fue un tanque pesado soviético de la Guerra Fría, la evolución final de las series de tanques KV e IS. Fue aceptado para la producción en 1952 como el IS-10, pero debido al ambiente político justo después de la muerte de Stalin en 1953, fue rebautizado T-10.
Las mayores diferencias con respecto a su antecesor directo, el IS-3, eran un chasis más largo, siete pares de ruedas en lugar de seis, una torreta más grande con un nuevo cañón con extractor de humos, un motor diésel mejorado y un blindaje aumentado. El rendimiento general era similar, aunque el T-10 podía transportar más munición.
Los T-10 (al igual que los tanques IS que reemplazaron) se desplegaron en regimientos de tanques independientes pertenecientes a ejércitos y batallones de tanques independientes pertenecientes a divisiones. Estas unidades de tanques independientes podían incorporarse a unidades mecanizadas para apoyar operaciones de infantería y realizar avances.

### T-54/55

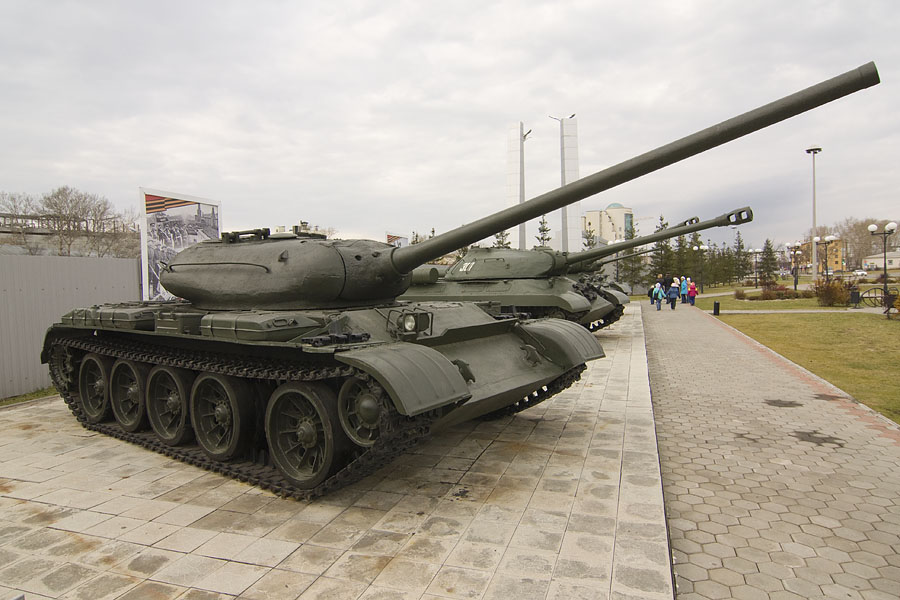
El tanque T-54-1 original.

Los tanques T-54 y T-55 fueron una serie de carros de combate principales diseñados en la Unión Soviética. El primer prototipo del T-54 apareció en marzo de 1945, justo antes del final de la Segunda Guerra Mundial. El T-54 entró en producción total en 1947 y se convirtió en el tanque principal de las unidades blindadas del Ejército soviético, de los ejércitos de países del Pacto de Varsovia y de otros. Los T-54 y T-55 estuvieron involucrados en muchos de los conflictos armados del mundo a finales del siglo XX.
Los tanques T-54/55 fueron reemplazados por el T-62, T-72, T-64 y T-80 en los Ejércitos soviético y ruso, pero muchos siguen usándose en hasta 50 ejércitos del mundo, algunos con modernizaciones sofisticadas.
Los tanques soviéticos nunca se enfrentaron directamente a sus adversarios de la OTAN en la Guerra Fría en Europa. Sin embargo, la primera aparición del T-54/55 en Occidente en 1960 incitó a los Estados Unidos a desarrollar el M60. El T-54 sí que luchó en Vietnam, donde se vio aventajado por el M48A3 Patton e incluso por el M41 Walker Bulldog. También luchó en las guerras árabe-israelíes, donde se vio aventajado por el Centurion, el M48 Patton, el M60 Patton e incluso M4 Sherman mejorados.
La serie T-54/55 terminó convirtiéndose en el tanque más producido de la historia. Las estimaciones de producción de la serie oscilan entre las 86 000 y las 100 000 unidades.

### PT-76

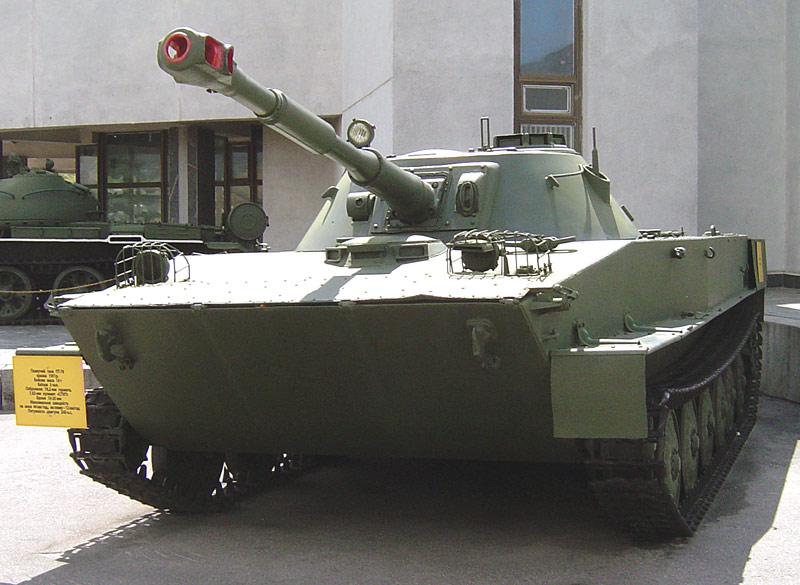
Tanque anfibio PT-76 expuesto cerca del Museo Nacional de la Historia de Ucrania en la Segunda Guerra Mundial.

El PT-76 es un tanque anfibio ligero soviético introducido a principios de los cincuenta y que no tardó en convertirse en el tanque de reconocimiento estándar del Ejército soviético y de otras fuerzas armadas del Pacto de Varsovia. Se exportó extensamente a otros Estados aliados, como la India, Irak, Corea del Norte y Vietnam del Norte. En general, unos 25 países usaron el PT-76.
El nombre completo del tanque es «Tanque Flotante 76» (Plavayushchi Tank). El 76 representa el calibre del armamento principal: el cañón estriado D-56T de 76,2 mm.
El PT-76 se utiliza en misiones de reconocimiento y apoyo de fuego. Su chasis sirvió de base para otros diseños de vehículos, muchos de ellos anfibios, como el transporte blindado de personal BTR-50, el cañón antiaéreo autopropulsado ZSU-23-4, el cañón autopropulsado aerotransportado ASU-85 y el vehículo lanzamisiles antiaéreos 2K12 Kub.

### T-62

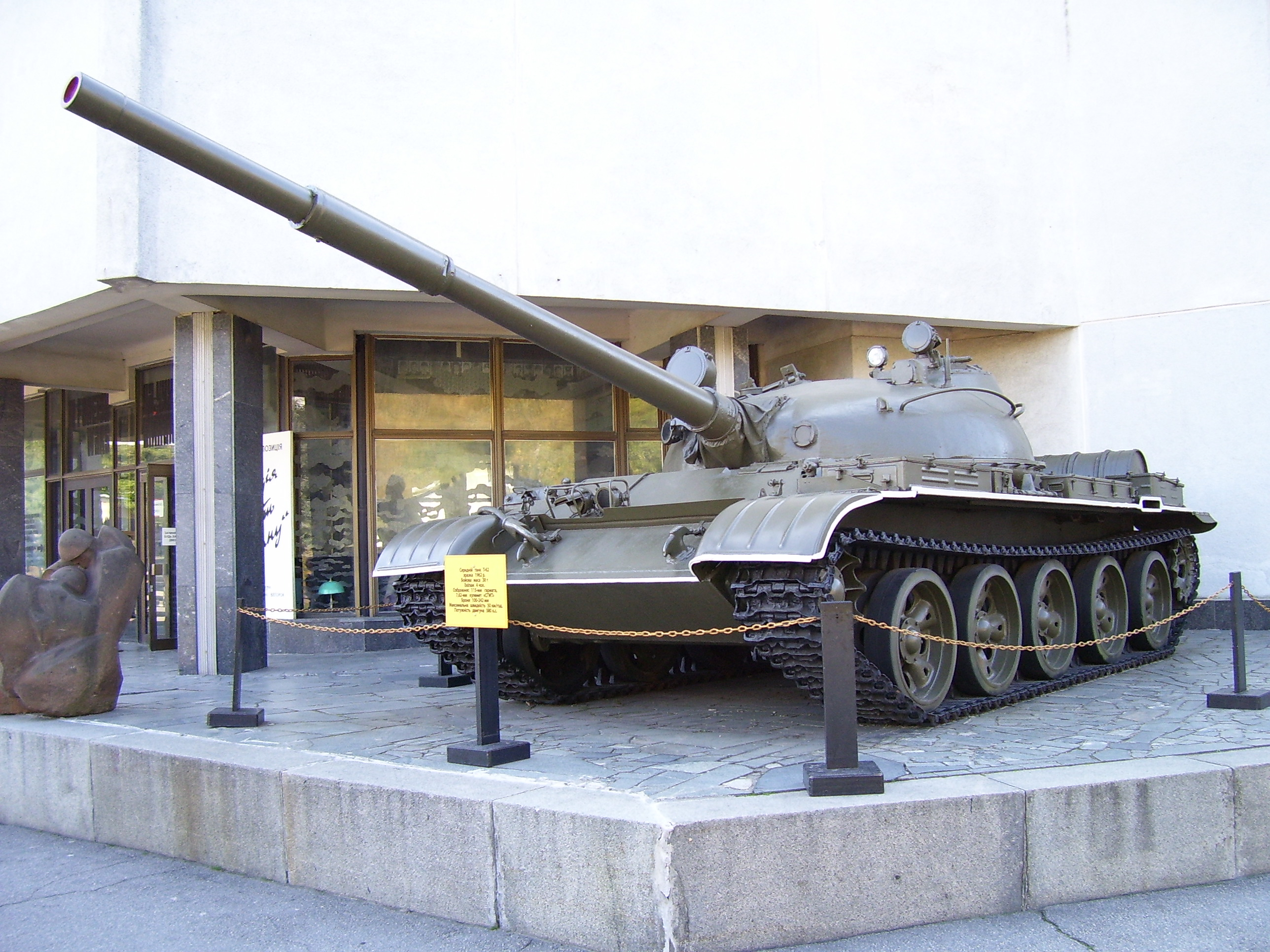
T-62 en el Museo Nacional de la Historia de Ucrania en la Segunda Guerra Mundial.

El T-62 es un carro de combate principal soviético, una evolución del T-55. Su cañón de 115 mm fue el primer cañón de tanque de ánima lisa en usarse. Aunque el T-62 es muy parecido al T-55 y usa muchas de las mismas piezas, existen algunas diferencias. Algunas son el chasis, que mide unos centímetros más de largo y ancho, las ruedas distintas, y diferencias en las discontinuidades características entre las ruedas. A diferencia de los carros de combate principales T-54 y T-55, las discontinuidades entre los tres últimos pares de ruedas son mayores que en el resto.
Al igual que el T-54 y el T-55, el T-62 cuenta con una viga de desguace montada en la parte trasera del chasis. El tanque puede equiparse con un tubo de respiración delgado para uso operativo y uno de gran diámetro para entrenamiento. Este tubo delgado puede desmontarse y transportarse en la parte trasera de la torreta cuando no se utiliza. La cúpula del comandante se encuentra a la izquierda de la parte superior de la torreta. El cargador tiene una escotilla de una sola pieza ubicada a la derecha de la torreta, más atrás que la cúpula del comandante. La escotilla del cargador cuenta con un bloque de visión periscópica que permite ver hacia adelante y hacia atrás del vehículo. La cúpula del comandante cuenta con cuatro periscopios, dos de los cuales se encuentran en la tapa de la escotilla y los otros dos en la parte delantera de la cúpula. El conductor tiene una escotilla de una sola pieza ubicada en la parte delantera izquierda del vehículo, justo delante del lado izquierdo de la torreta. El tanque utiliza las mismas miras y dispositivos de visión que el T-55, excepto el artillero, que recibió una nueva mira TSh-2B-41 con aumentos de x4 o x7. Está montada coaxialmente con un telémetro óptico.
El T-62 se produjo entre 1961 y 1975. Se convirtió en un tanque estándar en el arsenal soviético, reemplazando parcialmente al T-55, aunque este siguió fabricándose en la Unión Soviética y en otras partes después de que se detuviese la producción del T-62. El T-54/44 y el T-62 fueron posteriormente reemplazados en el frente por el T-64 y el T-72. El T-62 luchó en la guerra de Yom Kipur, donde fue superado por el Centurion, el M48 Patton y el M60 Patton. Incluso demostró ser vulnerable al M51 Super Sherman, una versión mejorada del M4 Sherman de la Segunda Guerra Mundial.

### T-64

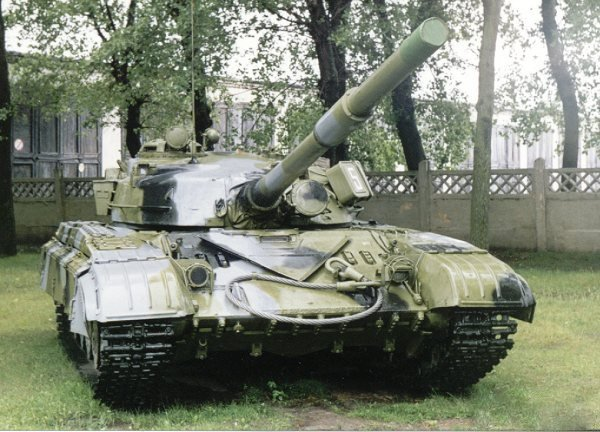
Tanque T-64A.

El T-64 es un carro de combate principal soviético introducido a principios de los sesenta. Solo lo utilizó el Ejército soviético en sus divisiones de primera línea y era un homólogo más avanzado del T-62. Aunque el T-62 y el afamado T-72 se utilizaron más ampliamente y por lo general se desarrollaron más, fue el T-64 el que formó la base de diseños de tanques soviéticos más modernos, como el T-80. 
Una característica revolucionaria del T-64 es la incorporación de un cargador automático para su cañón de 125 mm, lo que permite prescindir de la posición de un tripulante y ayuda a reducir el tamaño y el peso del tanque. Los tanquistas bromeaban diciendo que los diseñadores finalmente habían logrado su himno no oficial, «Tres Tanquistas», una canción escrita para conmemorar a los tripulantes que lucharon en la batalla de Jaljin Gol, en tanques BT-5 de tres plazas, en 1939.
El T-64 también fue pionero en otras tecnologías de tanques soviéticos: el modelo T-64A de 1967 introdujo el cañón de ánima lisa de 125 mm, y el T-64B de 1976 podía disparar un misil antitanque guiado a través del cañón.
El diseño del T-64 se desarrolló aún más como el carro de combate principal T-80, propulsado por turbina de gas. La torreta del T-64B se utilizaría en los mejorados T-80U y T-80UD, y una versión avanzada de su motor diésel impulsaría los tanques T-80UD y T-84 construidos en Ucrania.
Modelos mejorados del T-64 se siguen utilizando en las Fuerzas Terrestres de Ucrania (T-64BV, T-64BM Bulat, T-64BV Modelo 2017 y T-64BM2 Bulat), la Infantería Naval de Ucrania (T-64BV) y la Guardia Nacional de Ucrania (T-64, T-64BV y T-64BM).

### T-72

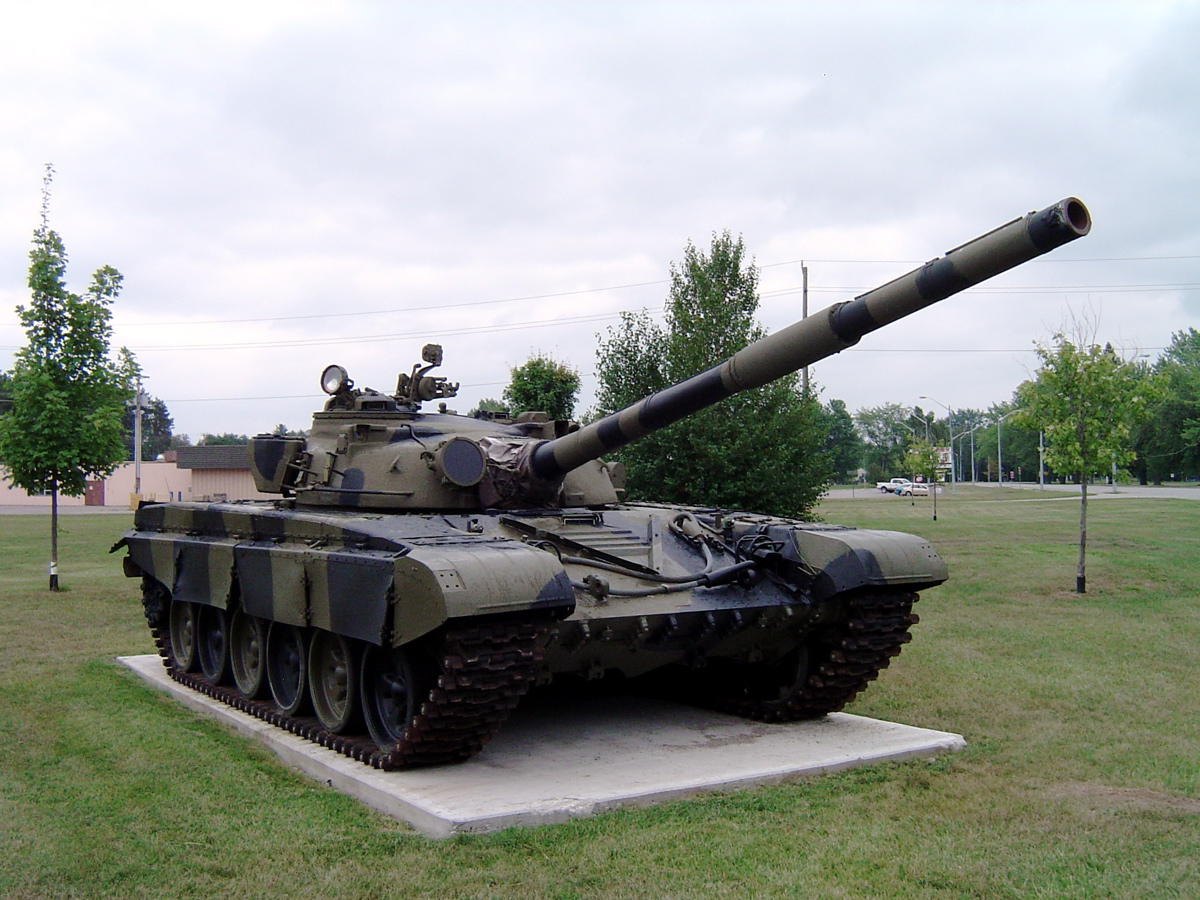
Tanque T-72 en el Museo Base Borden de Canadá.

El T-72 es un carro de combate principal de diseño soviético que entró en producción en 1970. Es una evolución del T-62 con algunos rasgos del T-64A (del cual era un diseño paralelo) y se desarrolló posteriormente como el T-90. Cronológicamente y en términos de diseño, pertenece a la misma generación de tanques que la serie M60 estadounidense, el Leopard 1 alemán y el tanque Chieftain británico.
El T-72 fue el tanque más común empleado por el Ejército soviético desde los setenta hasta el colapso de la Unión Soviética. También se exportó a otros países del Pacto de Varsovia, además de a Finlandia, la India, Irán, Irak, Siria y Yugoslavia, y también se copió en otras partes, con y sin licencia.
Los yugoslavos mejoraron el T-72 como el nuevo y más avanzado M-84, y vendieron cientos por todo el mundo durante los años ochenta. Los iraquíes lo llamaban León de Babilonia (Asad Babil), aunque los iraquíes los ensamblaban con «repuestos» que les vendían los rusos para evadir el embargo de armas impuesto por la ONU. Entre los derivados más modernos se incluyen el PT-91 Twardy polaco y el T-90 ruso. Varios países, como Rusia y Ucrania, también ofrecen paquetes de modernización para los T-72 más antiguos.

### T-80

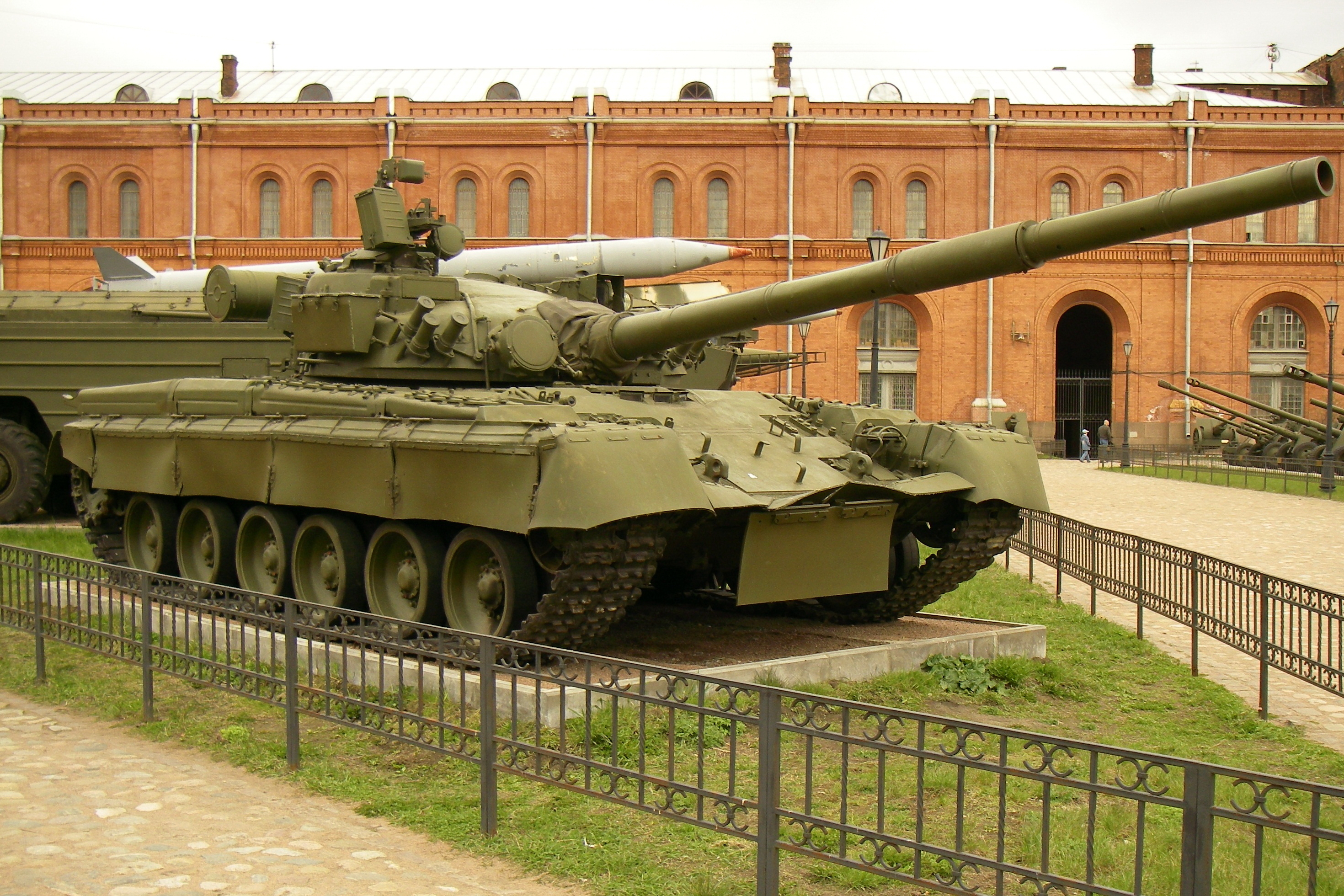
Carro de combate principal T-80B en el Museo de Artillería de San Petersburgo.

El T-80 es un carro de combate principal diseñado y fabricado en la antigua Unión Soviética. Una evolución del T-64, entró en servicio en 1976 y fue el primer tanque de producción en contar con un motor de turbina de gas para la propulsión principal (el Stridsvagn 103 solo utilizaba una turbina de gas complementaria en 1971). El T-80U se fabricó por última vez en una fábrica de Omsk, Rusia, mientras que el T-80UD y el T-84, desarrollado posteriormente, se siguen fabricando en Ucrania. El T-80 y sus variantes están en servicio en Bielorrusia, Chipre, Kazajistán, Pakistán, Rusia, Corea del Sur y Ucrania. El diseñador jefe del T-80 fue el ingeniero ruso Nikolái Popov.
El cañón principal es suministrado por el cargador automático Korzina. Este contiene hasta 28 proyectiles de munición en un carrusel ubicado debajo del suelo de la torreta. La munición adicional se almacena dentro de la torreta. La munición comprende el proyectil (APFSDS, HEAT o HE-Frag) más la carga propulsora o el misil de dos partes. El autocargador es un sistema efectivo, fiable y probado en combate que ha estado en uso desde mediados de los años sesenta. La carga propulsora se mantiene dentro de una vaina semicombustible que está hecha de un material altamente inflamable; esta se consume en la recámara durante el disparo, a excepción de una pequeña placa base metálica, que se expulsa durante el siguiente ciclo de recarga. Gracias a la capacidad de disparar proyectiles ATGM, el cañón principal del T-80 tiene un alcance relativamente mayor que el de los tanques occidentales; es capaz de atacar objetivos a una distancia de 5000 metros.
Una desventaja destacada durante el combate en Chechenia fue la vulnerabilidad del T-80BV a explosiones catastróficas. La razón esgrimida por expertos estadounidenses y rusos fue la vulnerabilidad de las cargas propulsoras semicombustibles almacenadas y los misiles al entrar en contacto con el chorro de metal fundido de la penetración de una ojiva HEAT, lo que provocaba la explosión de toda la carga de munición. Esta vulnerabilidad podría subsanarse en modelos posteriores. Cuando los diseños de tanques occidentales cambiaron de cartuchos propulsores no combustibles a semicombustibles, tendieron a separar la munición del compartimento de la tripulación mediante puertas blindadas y a incorporar paneles de protección para redirigir la fuerza y el fuego de la munición que explotara fuera del compartimento de la tripulación. Sin embargo, el objetivo ruso de desarrollo futuro es, aparentemente, retirar por completo a la tripulación de la torreta, lo que se implementó con el T-14 Armata, presentado en el desfile del Día de la Victoria de 2015.

### T-90

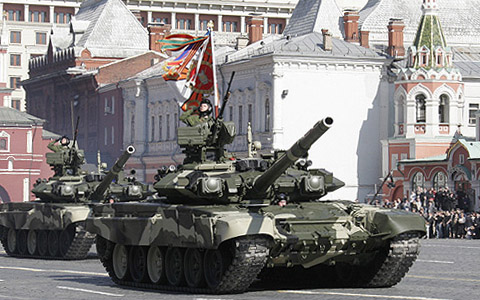
T-90A del Ejército ruso.

El T-90 es un carro de combate principal derivado del T-72, y actualmente es el tanque más moderno en servicio en las Fuerzas Terrestres de Rusia y la Infantería Naval. El T-90, el sucesor del T-72BM, utiliza el cañón y las miras 1G46 del T-80U, un nuevo motor y miras térmicas. Entre las medidas de protección se encuentran el blindaje reactivo explosivo (ERA) Kontakt-5, receptores de advertencia láser, camuflaje Nakidka, el generador de pulsos electromagnéticos (PEM) EMT-7 para la destrucción de minas magnéticas y el sistema de inhibición infrarrojo para ATGM Shtora. Este sistema está diseñado y construido por Uralvagonzavod, en Nizhni Taguil, Rusia.
El T-90 con un motor de 840 CV entró en producción a bajo nivel en 1993, basado en un prototipo designado T-88. Cuenta con una nueva generación de blindaje reactivo explosivo Kontakt-5 en su chasis y torreta. De diseño convencional, el T-90 supone una importante mejora en todos los sistemas del T-72, incluido el cañón principal. El T-90MS ha sido identificado como modelo de exportación. Las referencias a un T-90E parecen no estar confirmadas. El T-90 está equipado con un sistema de protección de «tres niveles»: el primer nivel es el blindaje compuesto en la torreta, el segundo nivel es ERA Kontakt-5 de tercera generación y el tercer nivel es un conjunto de contramedidas Shtora-1.

### T-14 Armata

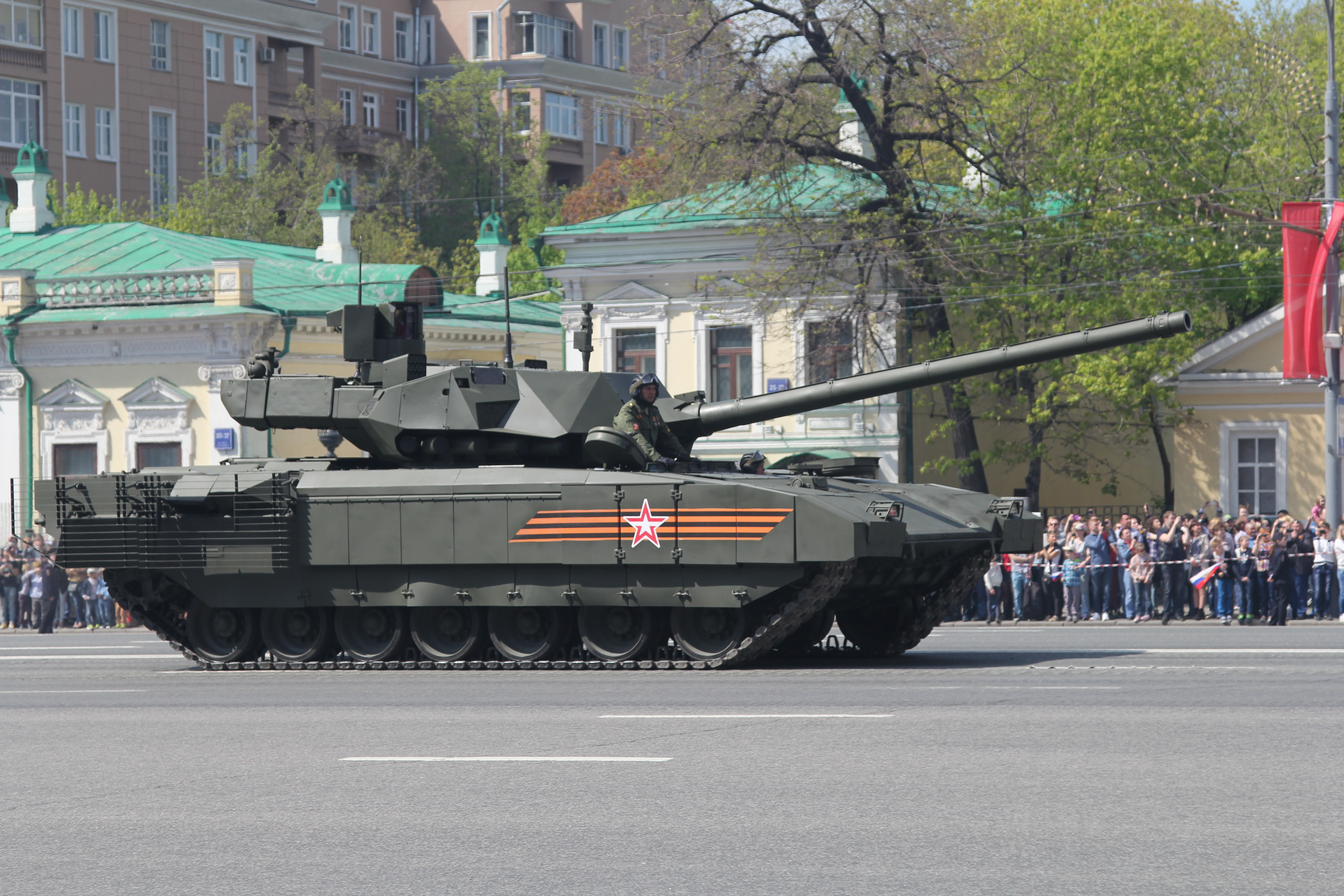
T-14 Armata en el desfile del Día de la Victoria de 2015 en Moscú.

El T-14 Armata es un carro de combate principal ruso de cuarta generación basado en la Plataforma de Combate Universal Armata. Se vio por primera vez en público durante los ensayos para el desfile del Día de la Victoria de 2015 en Moscú. Entre 2015 y 2020, el Ejército ruso planeó adquirir 2300 T-14, aunque el costo unitario era preocupante. Algunas estimaciones sitúan la producción en unos 20 tanques para 2023, ya que el vehículo no cumple con los requisitos estatales y aún no ha sido adoptado para el servicio activo por el Ejército ruso.

## Lista de tanques del Ejército soviético/ruso

### Tanques de la Primera Guerra Mundial
- Tanque del Zar

### Tanques de la Segunda Guerra Mundial
- T-18
- T-26
- T-28
- T-34
- T-35
- T-44
- T-50 tank
- T-60
- T-70
- Tanque Kliment Voroshílov
- Tanque Iósif Stalin

### Cazacarros de la Segunda Guerra Mundial
- SU-76
- SU-85
- SU-100
- SU-122
- SU-152
- ISU-122
- ISU-152
- Objeto 704 (versión mejorada del ISU-152)

### Tanques de la Guerra Fría
- T-10
- T-54/55
- T-62
- T-64
- PT-76
- T-72
- T-80

### Tanques posteriores a la Guerra Fría
- T-14 Armata
- T-90
- T-95 (cancelado)

### Tanques experimentales/prototipos
- BT-SV (BT-SW-2)
- Objeto 140
- Objeto 279
- Objeto 416
- Objeto 430
- Objeto 770
- Objeto 775
- Objeto 785
- Objeto 907